# الفتح الإسلامي لأرمينية
الفَتحُ الإسلَامِيُّ لِأَرْمِيْنَيِة أو الغَزْوُ الإسْلَامِيُّ لِأَرْمِيْنَيِة (بالأرمنية: Հայաստանի իսլամական գրավումը) وفي بعض المصادر ذات الصبغة القوميَّة خُصُوصًا يُعرفُ هذا الحدث باسم الفَتْحُ العَرَبِيُّ لِأَرْمِيْنَيِة (بالأرمنية: Արաբական արշավանքները Հայաստան)، هو سلسلة من الحملات العسكريَّة التي قام بها المُسلمون لِفتح أرمينية، وهي المنطقة المُكوَّنة من الأناضول الشرقيَّة والقفقاس تحت راية دولة الخلافة الراشدة أولًا، ثُمَّ تحت راية الخِلافة الأُمويَّة بعد انتقال الأمر إلى بني أُميَّة. جرت أولى مُحاولات فتح أرمينية خِلال عهد الخليفة عُمر بن الخطَّاب عندما أرسل جيشًا بِقيادة عياض بن غنم الفهري سنة 18هـ المُوافقة لِسنة 640م، لِإتمام فتح الجزيرة الفُراتيَّة، فكان من نتائج هذه الحملة التوغُّل في سُهُول الجزيرة والوصول لِأرمينية وفتح مُدن سميساط وسنجار والخابور وميافارقين وآمد وماردين ودارا وأرزن وبدليس وأخلاط. ثُمَّ توجَّه قسمٌ من الحملة إلى بلاد غلاطية دون أن ينجح في فتحها، في حين أرسل عياض عُثمان بن أبي العاص الثقفي على رأس القسم الآخر، فافتتح قسمًا إضافيًّا من أرمينية البيزنطيَّة وصالح الأرمن على الجزية، دينارٌ على كُلِّ بيت. وفي سنة 21هـ المُوافقة لِسنة 642م، توجهت حملةٌ أُخرى إلى مدينة باب الأبواب على رأس أربعة جيوش بقيادة سُراقة بن عمرو وتمكنت هذه الحملة من مصالحة أمير المدينة على الجزية.
عاد المُسلمون لِفتح باقي أنحاء البلاد الأرمنيَّة خِلال خِلافة عُثمان بن عفَّان، فكتب الأخير إِلى مُعاوية بن أبي سُفيان، وهو عامله على الشَّام والجزيرة الفُراتيَّة وثغورها يأمره أن يُوجِّه حبيب بن مسلمة الفهري إِلَى أرمينية لِإتمام فتحها، وقيل إنَّ عُثمان كتب إلى حبيب مُباشرةً يأمره بغزو أرمينية، فنهض إليها في ستة آلاف وقيل في ثمانية آلاف من أهل الشَّام والجزيرة الفُراتيَّة، فحاصر مدينة قاليقلا لِيُصالحه بعض أهلها على الجزية، فيما فضَّل آخرون الجلاء عنها، فلحقوا بِبلاد الرُّوم، ثُمَّ سيَّر مُعاوية ألفيّ رجل أسكنهم قاليقلا وأقطعهم بها القطائع وجعلهم مُرابطين بها. حشد البيزنطيُّون جيشًا كبيرًا لِمُواجهة حبيب بن مسلمة، فمدَّهُ الخليفة بِستَّة آلاف مُقاتل، وقيل اثني عشر ألفًا، خرجوا من الكوفة بِقيادة سلمان بن ربيعة الباهلي، فهزم الروم على نهر الفُرات. ثُمَّ زحف حبيب داخل أرمينية فافتتح مُدن دُبيل والنشوى وجرزان وتفليس. ثُمَّ توقَّفت الفُتُوحات شرقًا وغربًا بسبب اضطراب الأحوال الداخليَّة في بلاد المُسلمين نهاية خِلافة عُثمان بن عفَّان.
انتفضت أرمينية على الحُكم الإسلامي خِلال فتنة عبد الله بن الزُبير، ولمَّا استَتبَّ الأمر لِبني أُميَّة وتوحَّد المُسلمون مُجددًا سنة 73هـ المُوافقة لِسنة 692م، ولَّى عبد الملك بن مروان أخاه مُحمَّدًا على الجزيرة الفُراتيَّة وأرمينية، فغزا منها وغلب على البلاد وأعادها لِلطاعة. وبعد مُحمَّد بن مروان آل الأمر إلى مسلمة بن عبد الملك الذي افتتح بلادًا في أقاصي القفقاس واحتكَّ بالتُرك والخزر، وحقق انتصاراتٍ باهرةٍ عليهم، وسالم مُلُوك جبال تلك الأنحاء. ولمَّا تولَّى مروان بن مُحمَّد شؤون أرمينية، وطَّد الأمن والاستقرار فيها، وفرض هيبة الدولة في نُفُوس الناس، وهزم الخزر والتُرك مرارًا وافتتح حُصُونًا وبلادًًا جديدة، فنعمت أرمينية بِالسلام والاستقرار، وانصرف المُسلمون إلى تعميرها.
اتسمت حياة الأرمن قبل الفتح الإسلامي بِعدم الاستقرار، إذ عاشوا قبل الإسلام في صراعاتٍ ومعارك مُستمرَّة وتمزُّق وضياع، فكان الأُمراء الأرمن يتقاتلون مع بعضهم البعض ومع رجال الدين، وكان هُناك نزاعاتٌ دائمة بين هؤلاء وأولئك وبين فئات الشعب الفقيرة، فوقعت البلاد الأرمنيَّة في أيدي الفُرس الساسانيين والروم البيزنطيين، وتقاسمتها تلك القوتان الإقليميتان وشطرتها إلى قسمين: فارسي وبيزنطي، وتميَّزت أرمينية البيزنطيَّة تحديدًا بِالثورات السياسيَّة والدينيَّة نظرًا لِرفض الأرمن اليعاقبة المونوفيزيين اعتناق مذهب الإمبراطوريَّة الخلقيدوني، لِذلك وجدوا في الإسلام ملاذًا يلجأون إليه لِلحفاظ على هويتهم الدينيَّة والقوميَّة في وجه الروم. وفي الحقيقة فإنَّ عددًا كبيرًا من الأرمن، خاصَّةُ الأشراف والحُكَّام، لم يندمجوا في الدولة الإسلاميَّة، ولم يرضوا بِطاعة المُسلمين، وذلك على الرُغم من تحرُّرهم من سيطرة البيزنطيين واعتراف الخِلافة بِحقهم في اعتناق المذهب المسيحي الذي يرغبون به دون أي اضطهاد، وبالتالي فقد نقضوا الطاعة مرارًا، مُحاولين الاحتفاظ بِهويَّتهم وشخصيَّتهم القوميَّة المُميزة، عن طريق التمسُّك بِلُغتهم وكنيستهم الوطنيَّة، فبقي القسم الأعظم من الأرمن على المسيحيَّة ولم يستعربوا. ورُغم تناقض الموقف الأرمني، فقد منحهم المُسلمون استقلالًا محدودًا وذلك لإدراك الخِلافة لِأهميَّة الموقع الاستراتيجي لِأرمينية، الضروري لِحماية أمن الدولة الإسلاميَّة وحُدُودها، فشكَّل الأرمن حاجزًا بين ديار الإسلام وبين شُعُوب ما وراء القفقاس الذين زحفوا - بِإيعازٍ من الإمبراطوريَّة البيزنطيَّة في كثيرٍ من الأحيان - ناحية بلاد المُسلمين بِهدف إضعاف القُوَّة العسكريَّة الإسلاميَّة.

## أوضاع أرمينية قُبيل الفُتُوحات الإسلاميَّة

### الوضع الجُغرافي والإداري

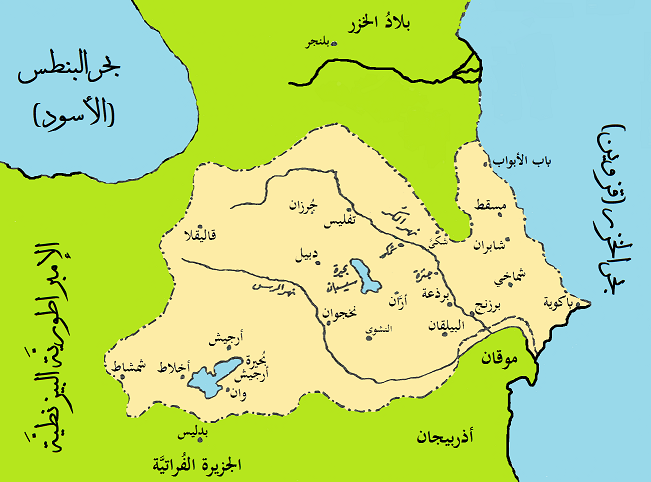
الحُدُود التقريبيَّة لِبلاد أرمينية كما عرفها الفُرس والروم والمُسلمون قُبيل الفتح الإسلامي وخلاله، وهي تمتد عبر دُول أرمينيا وتُركيَّا وأذربيجان وجورجيا المُعاصرة.

أرمينية إقليمٌ جبليّ، تمتد من مدينة برذعة إلى باب الأبواب شرقًا، ويقطعها جبل القبق - وهو ضمن سلسلة جبال القفقاس الكُبرى - من جهة الشمال، وآسيا الصُغرى غربًا، وبلاد العراق وبعض حُدُود الجزيرة الفُراتيَّة جنوبًا. وكانت الحُدود الأرمنيَّة الغربيَّة تُقررها الأوضاع السائدة بين الفُرس والروم، قُبيل وخِلال زمن الفتح الإسلامي. وتكوَّن إقليم أرمينية من أربعة أقسامٍ إداريَّة:
- أرمينية الأولى: تتكوَّن من السيسجان وأرَّان وتفليس وبرذعة والبيلقان وقبلة وشروان.
- أرمينية الثانية: تتكوَّن من جُرزان وصُغدبيل وباب فيروز قُباذ واللَّكز.
- أرمينية الثالثة: وتضم البُسفرجان ودبيل وسراج طير وبغروند ونشوى.
- أرمينية الرابعة: وتشمل شمشاط وأخلاط وقاليقلا وإرجيش وباجُنيس.

والجُغرافيُّون العرب والمُسلمون القُدامى، مُتفقون على هذا التقسيم، ولكنَّهم مُختلفون على التفاصيل، واختلاف الجُغرافيين الذين جاءوا بعد جُغرافيي القرن الرابع الهجري هو بِإضافة أسماء المُدن الجديدة التي أنشأها المُسلمون بعد الفتح. وجبل القبق - الذي يقطع أرمينية - فهو يمتد من الشمال إلى الجنوب بِطول 1,200 كيلومتر، ويقطعه ممرَّان: الأوَّل عن طريق مدينة باب الأبواب، والثاني عن طريق باب اللَّان، ويُطلق عليه حاليًا ممر داربيل، وقد استُخدم هذان الممران عبر العُصُور لِلتنقُّل بين جانبيّ جبل القفقاس، ولِلعمليَّات العسكريَّة غزوًا وفتحًا.

### الأوضاع السياسيَّة

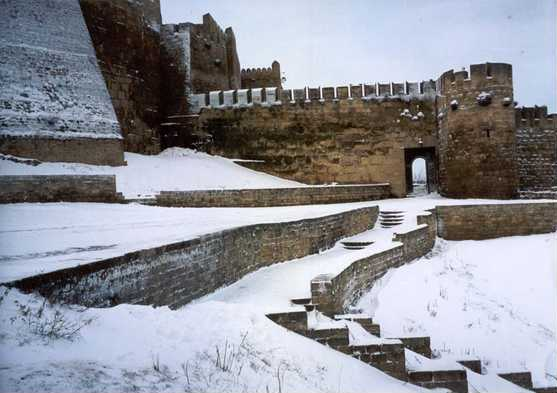
حصنٌ ساسانيٌّ في الدربند (باب الأبواب). بُني في سبيل حماية الإمبراطوريَّة الفارسيَّة من غارات القبائل التُركيَّة والخزريَّة.

موقعُ أرمينية بين إمبراطوريتين كبيرتين: الفارسيَّة الساسانيَّة والروميَّة البيزنطيَّة، عرَّضها لِلاحتلال في جُزءٍ منها أو كُلِّها، فإذا اشتدَّ ساعد الفُرس كان لهم حصَّة الأسد من أرمينية، وإذا قوي الروم ضمُّوا أجزاء كبيرة منها إلى بلادهم، وهكذا كانت هذه المنطقة ساحة من ساحات الصراع بين الإمبراطوريتين الكبيرتين. ولم يقتصر موقع أرمينية الجُغرافي على تعريضها لِهجمات الفُرس والروم فحسب، بل عرَّضها لِهجمات الأُمم الطامعة فيها إذا سنحت لهم الفُرصة لِلتوسُّع نحوها، ومن أبرز الأقوام التي كانت تُغير بين الحين والآخر على تلك البلاد، الخزر، الذين كانوا يخرجون فيُغيرون، ويصلون في بعض الأحيان إلى مدينة الدينور من أعمال جبال زاگروس في بلاد الفُرس، مُجتازين أرمينية إلى جارتها الساسانيَّة. وفي عهد الشاه الفارسي قُباذ بن فيروز اكتسحت الجُيُوش الساسانيَّة قسمًا كبيرًا من أرمينية وضمَّتها إلى الإمبراطوريَّة الساسانيَّة، وابتنى الشاه المذكور في القفقاس الكثير من التحصينات العظيمة بما فيها باب الأبواب، وسُدَّ اللبن وباب اللَّان، وغيرها، في سبيل رد غارات الخزر والقبائل التُركيَّة بِالإضافة إلى الجُيُوش البيزنطيَّة. وتولَّى المُلك بعد قُباذ ابنه كسرى أنوشيروان، فبنى المزيد من التحصينات كان أغلبها عبارة عن المزيد من «الأبواب»، وهي مُدنٌ بُنيت على طريق الجبال لِتكون حُصونًا استراتيجيَّة، وأسكنها قومًا سمَّاهم «السياسيجين». ولم يكتفِ أنوشيروان بِالتحصينات التي أنشأها والمُدن والحُصُون الدفاعيَّة التي أقامها دفاعًا عن مملكته تجاه التُرك والخزر والروم، بل قسَّم إمبراطوريَّته ومنها أرمينية تقسيمات إداريَّة ثابتة، وجعل على كُلِّ قسمٍ إداريٍّ منها مرزبانًا مسؤولًا أمامه مُباشرةً، لِيُدافع كُل مرزبانٍ محليٍّ عن منطقته ما استطاع بِقُوَّاته المحليَّة، فإذا أخفق في دفاعه سنده جيرانه بِأمر كسرى، فإذا استفحل الخطر، زجَّ كسرى بِقُوَّات الجيش الساساني في المعركة.

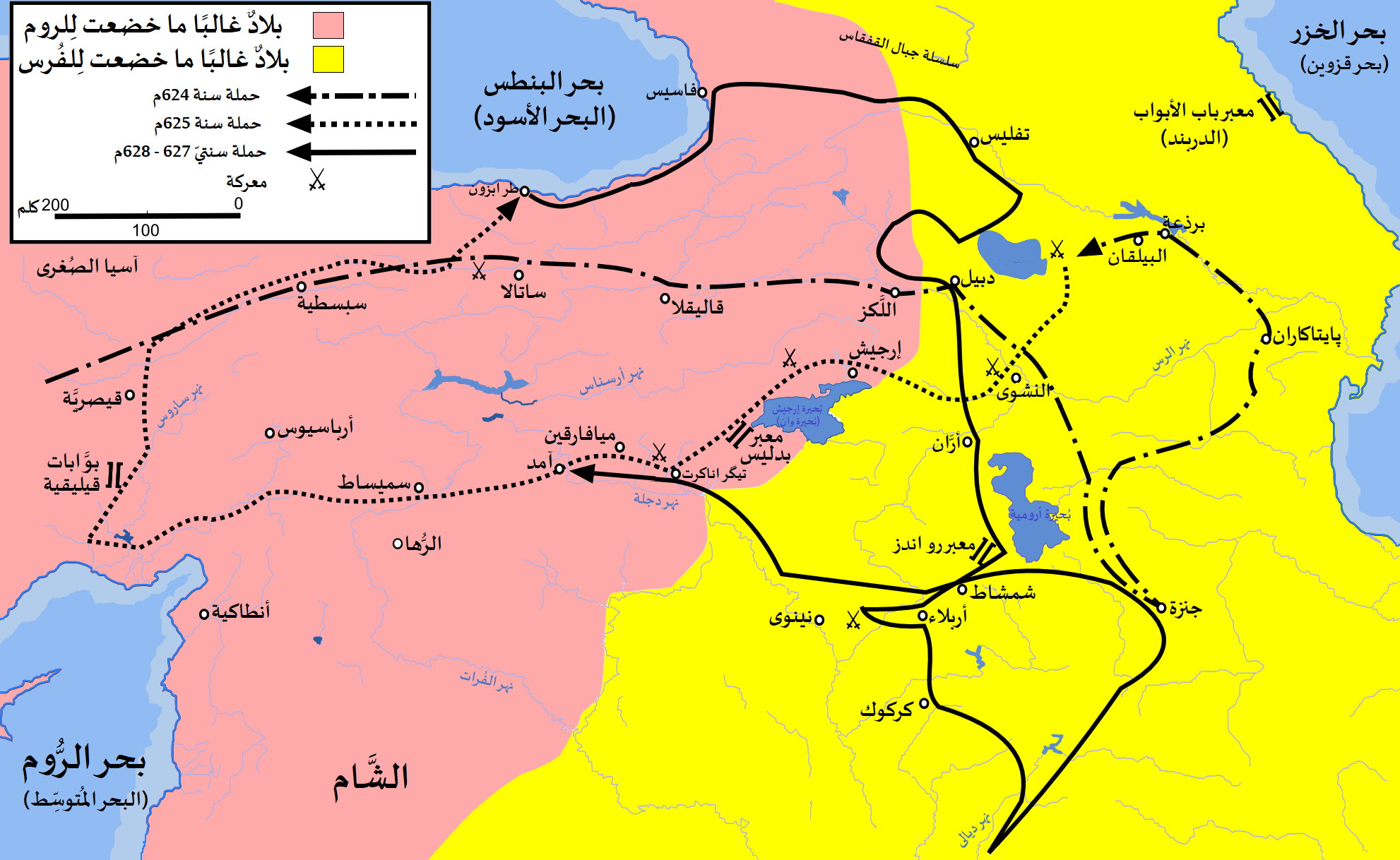
خريطة تُظهر الحُدُود التقريبيَّة بين فارس والروم، والمعارك التي جرت بين الإمبراطوريتين في أرمينية والجزيرة الفُراتيَّة قُبيل الفتح الإسلامي.

ولمَّا كانت أُمُور الفُرس تستب في بعض الأزمنة، كان المرازبة المحليُّون يتولُّون إدارة أرمينية، ولمَّا تستتب أُمُور الروم وينتصرون على الفُرس، يتولَّى مُلُوك الطوائف البيزنطيين أُمور أرمينية، وكثيرًا ما تأرجح ولاء بعض هؤلاء الحُكَّام بين قياصرة الروم وشواهين الفُرس، ومنهم على سبيل المِثال سمبات بن عمانوئيل البقرادوني، الذي كان قائدًا في الجيش البيزنطي ثُمَّ بدَّل ولائه لِصالح الفُرس والتحق بِخدمة الشاه كسرى الثاني، فعيَّنه مرزبانًا على وركانة، ومنهم أيضًا وارازتيروتس بن سمبات الذي خلع طاعة الفُرس والتحق بِخدمة الإمبراطور البيزنطي هرقل، فعيَّنه بطريركًا على أرمينية وقدَّمه على سائر البطاركة، بعدما نجح الروم في إيقاف زحف الجُيُوش الساسانيَّة باتجاه الغرب، فاستعادوا آسيا الصُغرى، وتقدَّموا طاردين جُيُوش كسرى من أرمينية وأذربيجان. وفي السنوات التالية استولى الخزر على باب الأبواب وتحالفوا مع الروم، وغلبوا على ما كان في أيدي السياسيجين من قبل، بعدما تخلَّى هؤلاء عن حُصُونهم ومدائنهم، لا سيَّما وأنَّ الحلف البيزنطي الخزري ألحق بِالفُرس هزيمةً نكراء لم يتعافوا منها، ولم يتمكنوا من استرجاع أرمينية مُجددًا. ويُقال إنَّ حوالي 40,000 مُقاتلٍ خزريٍّ دعموا هرقل في حربه ضدَّ الفُرس، فأقرَّهم على البلاد التي سيطروا عليها تقديرًا لِخدماتهم. وهكذا يُلاحظ أنَّ أرمينية كانت، قُبيل الفتح الإسلامي، مسرحًا لِلحرب بين الإمبراطوريتين الفارسيَّة والبيزنطيَّة من جهة، وبين هاتين الإمبراطوريتين والغُزاة من التُرك والخزر من جهةٍ أُخرى، وكان حُكَّامها يُوالون الطرف الأقوى أو الطرف الذي تملي عليهم مصلحتهم أن يُوالوه، فلم تعرف البلاد استقرارًا سياسيًّا دائمًا.

### الأوضاع السُكَّانيَّة
سكن أرمينية خليطٌ من الأقوام الهندوأوروپيَّة الإيرانيَّة والطورانيَّة، من أبرزها:

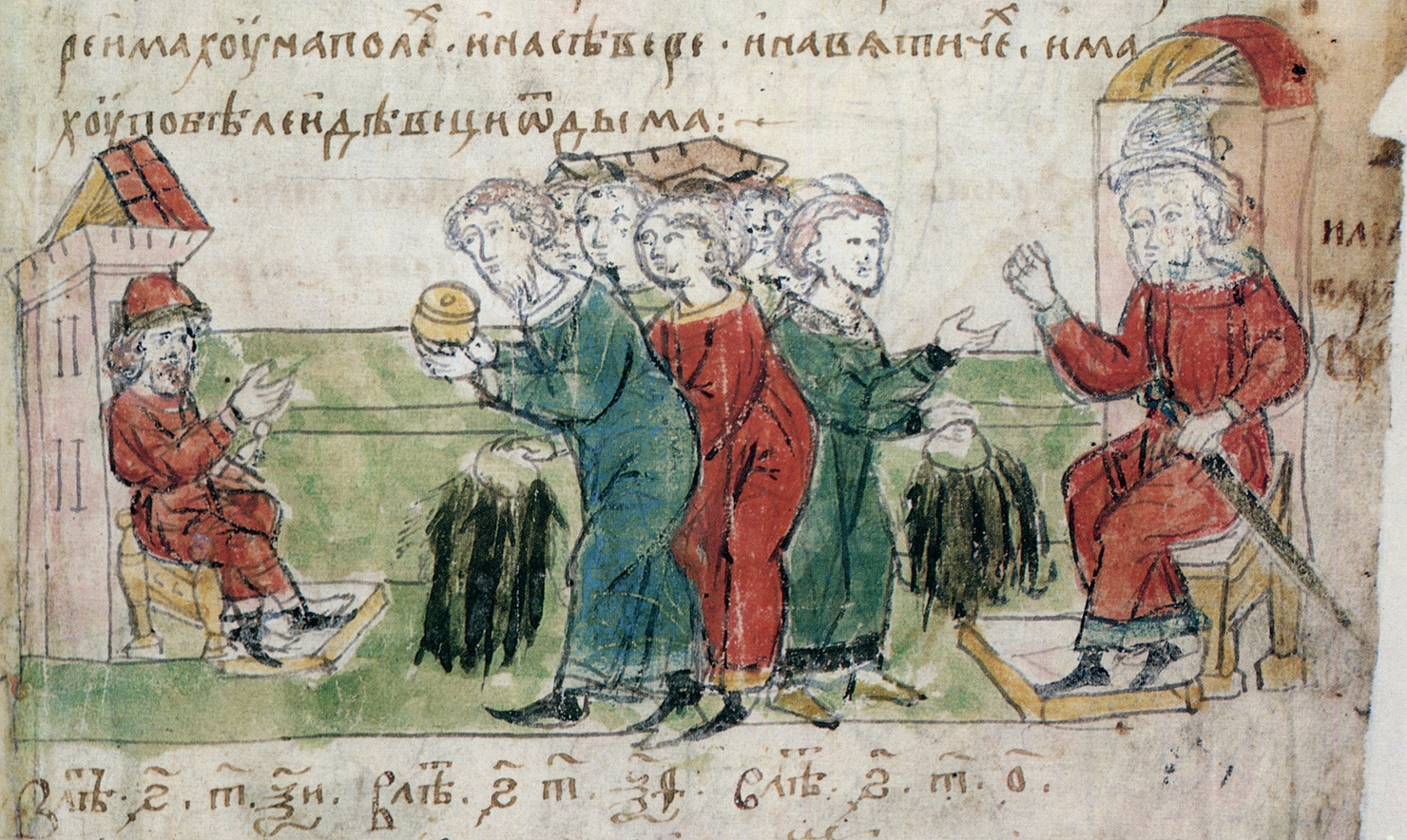
مُنمنمة غربيَّة تُصوَّرُ بعض الصقالبة والإفرنج والشماليين يدفعون الجزية إلى خاقان الخزر في سبيل تفادي شرِّه، في إشارةٍ إلى ما كان عليه الخزر من القُوَّة والبأس قُبيل الفُتُوحات الإسلاميَّة في أرمينية.

- الخزر: من أكبر وأقوى الأُمم التي سكنت أرمينية، وهُم قومٌ من أصلٍ تُركيّ،[16] ولكنَّ لُغتهم ليست تُركيَّة ولا فارسيَّة، بل هي لُغة خاصَّة بهم لا يُشاركهم فيها فريقٌ من الأُمم، ويُحتمل أنَّ انعزالهم عن سائر التُرك وطُول مُدَّة اختلاطهم بِجيرانهم الآخرين ساهم في تطوير لُغتهم حتَّى أصبحت خاصَّةً بهم، تختلف عن التُركيَّة واللُغات المحكيَّة الأُخرى، ولو أنها لا تخلو من مُفرداتٍ تُركيَّةٍ وأُخرى محليَّة.[ْ 8] وقد استقرَّ الخزر في المنطقة الواقعة خلف مدينة باب الأبواب على الساحل الشمالي الغربي من بحر قزوين - الذي سُمي «بحر الخزر» تيمنًا بهم - بِالقُرب من مصب نهر الڤولغا، وامتدَّ موطنهم عبر جبال القفقاس من جهة، وإلى إقليم خوارزم من جهةٍ أُخرى. واعتنق الخزر المسيحيَّة والوثنيَّة، وكانت علاقتهم بِالروم علاقةً طيِّبة، خاصَّةً في المُدَّة التي سبقت الفتح الإسلامي لِأرمينية، حيثُ عاونوا الإمبراطور هرقل على قتال الفُرس كما أُسلف،[17] ولعلَّ العداء المُستحكم بين الخزر والفُرس هو الذي ساعد على توطيد العلاقات بينهم وبين الروم.
- الكُرد: ورد ذكر الأكراد في المصادر الأرمنيَّة على أنهم من جُملة سُكَّان البلاد، وكانوا موجودين في أرمينية في أواخر القرن التاسع ق.م في منطقة بُحيرة وان، كما انتشروا في منطقة أرَّان، والرَّاجح أنهم نزحوا إليها وإلى أرمينية من أذربيجان. ولا يُعرف على وجه اليقين أصل الأكراد ومنشئهم، ومن المُحتمل أنهم هاجروا في الأصل من شرقيّ إيران إلى الغرب في المنطقة التي أصبحت تُعرف بِكُردستان واستوطنوا فيها مُنذُ فجر التاريخ، وهذا لا يمنع وُجُود أقوام في تلك المنطقة قبل الهجرة إليها، فاختلط الشعب الوافد بِتلك الأقوام واندمج فيها اندماجًا كُليًّا، فصاروا أُمَّةً واحدةً على مدى الأيَّام.[18]
- اللَّكز: قومٌ استوطنوا سلسلة جبال القفقاس وجبل القبق وما يلي باب الأبواب. اشتهروا بِخلقهم وأجسامهم الضخمة، وكان لهم ضياع عامرة وكُور مأهولة، وتكوَّن مُجتمعهم من طبقاتٍ ثلاث: طبقة المُلُوك، وطبقة الخماشرة، وطبقة الأكرة والمُهَّان.[19][20]
- الضَّارية: من الأقوام المسيحيَّة. امتدَّت بلادهم بين قلعة باب اللَّان ومدينة تفليس، ومن المُحتمل أن يكون أصلهم عربًا. وقد استنصر بهم هرقل في هُجُومه على الفُرس بسبب قُوَّتهم العسكريَّة، التي جعلتهم مستظهرين على جيرانهم من الأُمم.[21][22]
- الدُّودانيَّة: كانوا قومًا جاهليَّةً لا يرجعون إلى ملك،[23] وادَّعوا بأنهم ينتسبون إلى بني أسد عن طريق دُودان بن أسد بن خُزيمة، فإن صحَّ هذا فإنهم كانوا من العرب، ويُحتمل أنهم كانوا من القبائل التي نقلها كسرى أنوشيروان من شبه الجزيرة العربيَّة إلى كور أرَّان لِلدفاع عن بلاده من خطر الخزر، فبنى لهم الحُصُون والقلاع وأطلق عليها «أبواب الدُّودانيَّة».[24][25]
- الصُّغديُّون: قومٌ إيرانيُّون يرجعون بأصلهم إلى فارس. سكنوا مدينة صُغدبيل الواقعة على نهر الكُّر في الجانب الشرقيّ منه قبالة تفليس. وقد بنى مدينتهم كسرى أنوشيروان،[26] وأنزلها قومًا من أهل الصُّغد من أبناء فارس، وجعلها مَسلحة.[27][28] وقد حصَّن الصُّغديُّون منطقتهم لِحمايتها من هجمات الخزر وغيرهم.
- الأرمن: سُكَّان أرمينية الأصليُّون، وهُم ينتسبون إلى العرق الآري. يُعتقد بأنهم يتحدرون من نفس الشعب الذي تحدَّر منه الإغريق، وإنَّ هذا الشعب كان يستوطن الساحل الشمالي الشرقي لِبحر البنطس (البحر الأسود)، ثُمَّ انقسم إلى مجموعتين، انحدرت إحداهما إلى الجنوب الشرقي عبر القفقاس بينما توجَّهت الأُخرى غربًا عبر الساحل الجنوبي لِلبحر المذكور.[ْ 9] استوطن الأرمن البلاد المُحيطة بِجبل أرارات بما فيها مدينة قاليقلا ومُحيط بُحيرة وان وحوض نهر الكُر.

تكلَّم أكثريَّة سُكَّان أرمينية اللُغة الفارسيَّة الفهلويَّة، أمَّا سُكَّان مدينة دُبيل ونشوى وضواحيهما فتكلَّموا الأرمنيَّة، وكذلك سُكَّان مدينة تفليس. وقد تعدَّدت اللُغات في جبال القفقاس، بحيث نطقت كُلُّ قرية تقريبًا بِلُغتها الخاصَّة، ولم يكن بعضها يفهم بعضًا إلَّا بِتُرجُمان.

### الأوضاع الدينيَّة

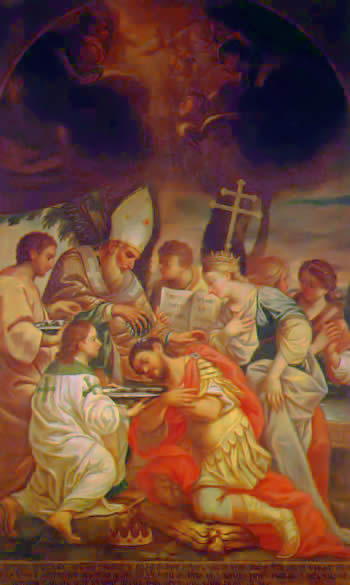
تعميد الملك تيرداد الثالث.

اعتنق الأرمن المسيحيَّة مُنذُ سنة 301م، وكانت أرمينية أولى البلاد في العالم التي اتخذت المسيحيَّة دينًا رسميًّا لها، وأبرز الأدلَّة على ذلك ما كتبه المُؤرِّخ الأرمني «أگاتانج» في مُؤلَّفه حامل عنوان «تاريخ الأرمن»، وقال فيه أنَّ الملك تيرداد الثالث (ح. 301\314م) تعمَّد على يد القدِّيس جرجير المُنوِّر، وما لبث أن أعلن المسيحيَّة الديانة الرسميَّة لِبلاده. لم تقبل الكنيسة الأرمنيَّة، مع كنائس شرقيَّة أُخرى، مُقررات مجمع خلقدونية الذي انعقد سنة 451م، وقال بِأُلوهيَّة وإنسانيَّة المسيح الكاملة، وتمسَّكت بِتعاليم البطريرك كيرلس السَّكندري القائل بِالطبيعة الواحدة لِلمسيح، فوقع الخلاف بينها وبين الكنيسة الروميَّة، وتوسَّع الشرخ بينهما بسبب التنافس على النُفُوذ بين الكراسي البطريركيَّة والسُلطات المدنيَّة، ووجدت الكنيسة الأرمنيَّة نفسها في طرف الكنائس اللاخلقيدونيَّة، مع شقيقاتها الكنائس القبطيَّة والسُريانيَّة اليعقوبيَّة. وفي مجمع دُبيل في سنة 554م، ثبَّتت الكنيسة الأرمنيَّة رفضها لِتعاليم مجمع خلقيدونية، فانقطعت شراكتها مع الكنسية البيزنطية وكُرسي القُسطنطينيَّة وروميَّة. حاول البيزنطيُّون فرض مذهبهم على الأرمن بِالقُوَّة، فتعرَّض هؤلاء لِعاصفةٍ من الاضطهاد المذهبي، لكنهم ثبتوا ورفضوا اعتناق المذهب الخلقيدوني، وانتهجت الإمبراطوريَّة البيزنطيَّة سياسةً رسميَّةً مُتشددة مع الأرمن وغيرهم من الشُعُوب المسيحيَّة في الإمبراطوريَّة، وسعت إلى تقويض الاستقلال الذاتي لِكنائس هذه الشُعُوب وإلى فرض احترام العقائد المجمعيَّة بِحرفيَّتها، واضطهدت رجال الدين الأرمن، مما عاد عليها بِمقتٍ شديدٍ، وجعل الأرمن يتطلَّعون إلى أي قُوَّةٍ خارجيَّةٍ تقدر على تخليصهم من تسلُّط الروم.

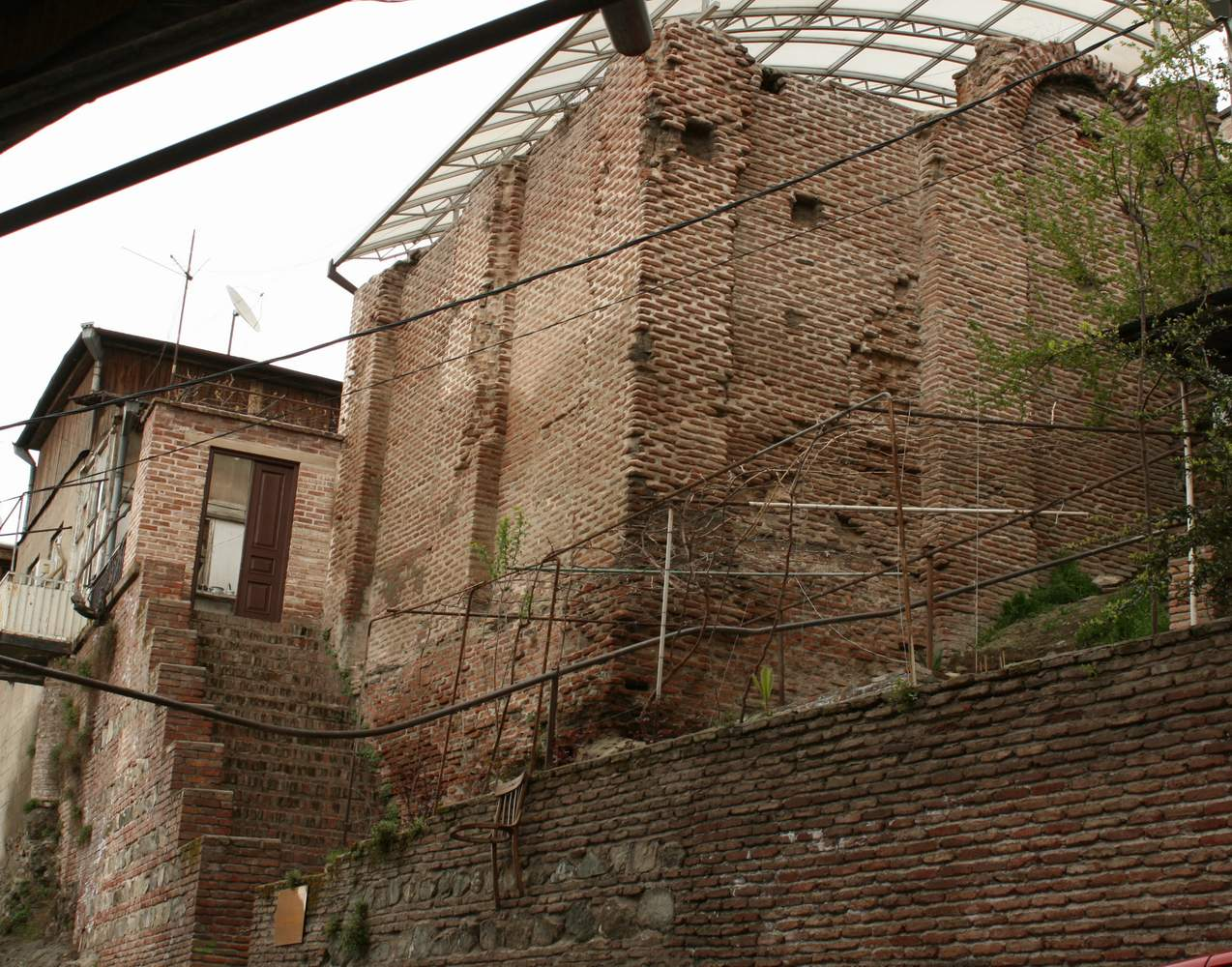
أطلال بيت النار في مدينة تفليس، وهي إحدى معاقل المجوسيَّة التي خسرت مكانتها أمام المسيحيَّة.

تندر المصادر التي تنص على ديانة الخزر قُبيل الفُتُوحات الإسلاميَّة، لكن يغلب الظن أنهم كانوا يعتنقون ديانةً تُركيَّةً وثنيَّةً تُعرفُ بِالتنگريَّة، كانت تتمحور حول إله السماء تنگري. كما يبدو أنَّ تبجيل الأموات وعبادة الأسلاف كانت معروفة لديهم، وكذلك الأرواحيَّة. بدأ التأثير المسيحي يتغلغل في بلاد الخزر بعدما حالفوا الروم ضدَّ الفُرس، كما لعب الأرمن والأرَّانيون دورًا في تنصير بعض الخزر من خلال التبشير، فابتنوا الأديرة والكنائس والصوامع في المناطق التي تُشكِّل داغستان المُعاصرة، والتي كانت من جُملة بلاد الخزر، فأقبل بعضهم على اعتناق المسيحيَّة، على أنَّها لم تلعب دورًا محوريًّا في حياتهم. كذلك، يظهر أنَّ فئةً من الخزر اعتنقت البوذيَّة بِتأثيرٍ من الخانيَّات التُركيَّة المُجاورة لها. شاع مذهبٌ من المجوسيَّة في القسم الفارسي من أرمينية مُنذُ العهد الأشكاني تقريبًا، فقد عمل الفُرس على نشر المذهب الزوراني بِنشاطٍ في البلاد الأرمنيَّة الخاضعة لهم، وابتنوا بُيُوت النار في جميع أنحائها، وذلك في سبيل مُحاربة المسيحيَّة السياسيَّة المُتمثلة بزعامة بيزنطة لِلمسيحيين حول العالم، فسعى الفُرس إلى قطع الصلة بين رعاياهم المسيحيين والبيزنطيين المُنافسين لهم على حُكم الشرق الأوسط، فدعموا المجوسيَّة على حساب المسيحيَّة، واضطهدوا النصارى في بعض الأحيان، باستثناء النساطرة المُعادين لِلروم، لكن رُغم ذلك، أخذت المجوسيَّة بالانحسار رويدًا رُويدًا في أرمينية مع ازدياد أعداد مُعتنقي المسيحيَّة، على أنها بقيت ثاني أكثر الأديان شُيُوعًا بِحُلُول زمن الفتح الإسلامي.

### الأوضاع العسكريَّة

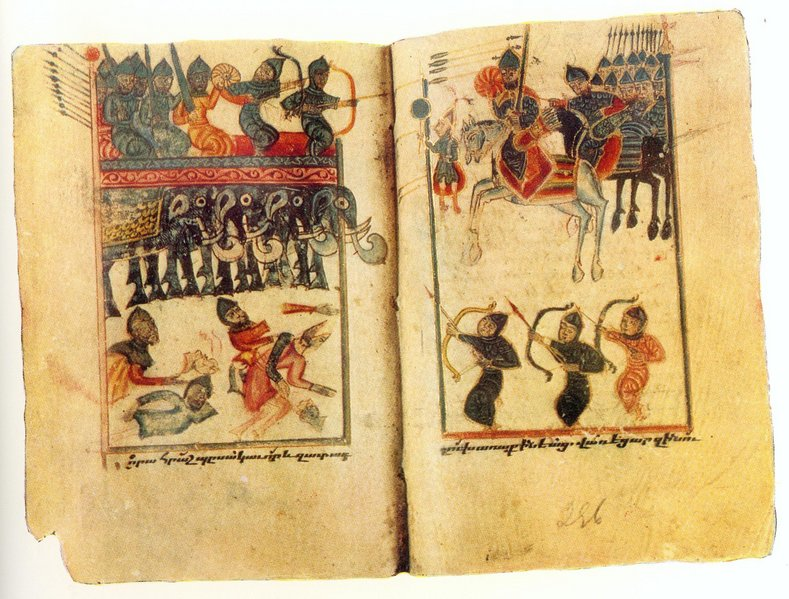
مُنمنمة أرمنيَّة تُصوِّرُ الجُيُوش الفارسيَّة التي قاتل الأرمن الخاضعين لِفارس في صُفُوفها، ويبدو أنهم فعلوا ذلك عن طيب خاطر عكس ما كان يفعلون في الجُيُوش البيزنطيَّة.

كان الأرمن في مُقدمة العناصر الدائمة في الجُيُوش البيزنطيَّة مُنذُ القرن الخامس الميلاديّ، حينما أخذ الأباطرة البيزنطيُّون يعتمدون عليهم لِشدَّتهم بِفعل أنهم أهلُ جبال، وقرَّبهم بعض أولئك الأباطرة وجعلهم من خاصَّته، إذ يذكر المُؤرِّخ بروكوبيوس القيسراني أنَّ أعضاء الحرس الإمبراطوري كانوا يُنتقون «من بين أشجع الأرمن». ويبدو أنَّ الكتائب العسكريَّة الأرمنيَّة كانت أكثر عددًا وأفضل تدريبًا من باقي العناصر البشريَّة في الجُيُوش البيزنطيَّة، بحيثُ كان وُجودها في ميدان المعارك يجعل الكفَّة تميل لِصالح البيزنطيين على الدوام، إذ يُقال إنَّه في معركة اليرموك سنة 15هـ المُوافقة لِسنة 636م، انخرطت كتيبة أرمنيَّة من أرمينية البيزنطيَّة في صُفُوف الجيش البيزنطي، وقد بلغ تعداد عناصرها اثني عشر ألف مُقاتل يقُودهم رجُلٌ يُدعى «جُرجة»، ثُمَّ انسحبت من ميدان القتال لمَّا مالت الكفَّة لِصالح المُسلمين، نكايةً في الروم مُضطهديهم، ممَّا كان لهُ أثرٌ في هزيمة الجيش البيزنطي، إذ أحدثت تلك الخيانة خللًا واضطرابًا في صُفُوف الجُنُود البيزنطيين، فلحقت بهم الهزيمة على يد المُسلمين. ويبدو أنَّ الأرمن كان لهم وُجُودٌ في الجُيُوش الساسانيَّة كذلك، فقد ذكر المُؤرِّخ الأرمني سيبيوس - مُنفردًا دون غيره من المُؤرِّخين كافَّةً - أنَّ الأرمن كانوا طرفًا في القتال الضاري الذي دار بين المُسلمين والفُرس في موقعة القادسيَّة سنة 15هـ المُوافقة لِسنة 636م، بيد أنهم لم يتخلُّوا عنهم كما فعلوا مع الروم، بل استمرُّوا بِالقتال حتَّى انهزموا مع سائر الجُنُود الفُرس. بِالمُقابل، يُقدَّر أنَّ القبائل الخزريَّة والتُركيَّة في أرمينية كانت قادرة على حشد ما بين 7 آلاف إلى 12,000 رجل وقت الحرب، وأنَّ هذه الأعداد كانت قابلة لِلتضاعف عند الضرورة، إذ كان الخزر قادرين على إلحاق القبائل التُركيَّة القاطنة في القفقاس وجبال الأورال والسُهُوب الأوكرانيَّة ومُحيط بحر خوارزم بِجُيُوشهم، وكان القائد العام لِلجيش الخزري يُسمَّى «خاقان بك»، يليه قادة الوحدات، ويُسمَّى واحدهم «طرخان».

## دوافع فتح أرمينية
يرتبط فتح أرمينية بِفتح الجزيرة الفُراتيَّة وشمال الشَّام وأذربيجان، ويبدو أنَّ من أسباب عزم المُسلمين على فتحها وُصولهم إلى حُدودها من جهة، ولِأهميَّتها الاستراتيجيَّة لِكونها على حُدُود الدولة الإسلاميَّة ومُقاومتها لِلإمبراطوريَّة البيزنطيَّة من جهةٍ أُخرى. فكانت السيطرة على أرمينية بِمثابة تأمين لِبلاد الجزيرة والشَّام، ونشرًا لِلدعوة الإسلاميَّة، وتأمينًا لها ضدَّ جيرانٍ يُتاخمونها ويُناصبونها العداء، خاصَّةً بعد اشتراكهم في مُواجهة المُسلمين في معركتيّ اليرموك والقادسيَّة، بل وتمهيدًا لِفتح بلاد الروم نفسها، إذ أدركت الخِلافة أنَّ أرمينية أفضل قاعدةٍ يتخذها المُسلمون في حُرُوبهم المُرتقبة ضدَّ البيزنطيين، لِكون أرمينية بِمثابة الدرع الواقي الذي يحمي ظهر الإمبراطوريَّة البيزنطيَّة، ويُعطيها عُمقًا إقليميًّا ويدفع عنها الأخطار. فلو سيطر المُسلمين على هذا الدرع سهُل عليهم تقطيع أوصال الإمبراطوريَّة البيزنطيَّة واختراق أعماقها؛ لِذلك كان من الضروري ضم أرمينية إلى الدولة الإسلاميَّة الفتيَّة.

خريطة تُظهر بلاد الجزيرة الفُراتيَّة ومُجاورتها لِأرمينية.

انتهى المُسلمون من افتتاح بلاد الجزيرة الفُراتيَّة سنة 17هـ بحسب رواية سيف بن عُمر، وأمَّا ابن إسحٰق فذكر أنها افتُتحت في سنة 19هـ، ويغلب الظن أنَّ سنة سبع عشرة الهجريَّة هو تاريخ افتتاحها الصحيح، كونه جاء لِغرض تخفيف الضغط عن المُسلمين في زحف الروم عليهم وحصارهم في حِمص، وكان ذلك سنة 17هـ، عندما كتب الخليفة عُمر بن الخطَّاب إلى القادة في الشَّام والعراق أن يسيروا إلى الجزيرة الفُراتيَّة لأنَّ أهلها هُم من استثار الروم على أهل حِمص، فأجابوه إلى ذلك وساروا إلى الجزيرة وفتحوها فتحًا سهلًا، وأجبروا الروم المُحاصِرين لِحمص على الرجوع عنها في سبيل الدفاع عن بلادهم ضدَّ أي هُجُومٍ إسلاميٍّ مُحتمل. ولمَّا كانت الجزيرة الفُراتيَّة هي حُدُود أرمينية من الجنوب، فإنها أصبحت قاعدةً أماميَّةً لِلروم، تُهدِّدُ الجزيرة وأرض الشَّام، فكان على المُسلمين فتحها لِلتخلُّص نهائيًّا من تهديد الروم لِلجزيرة والشَّام، لأنَّ الروم كانوا يُسيطرون على مناطق أرمينية التي تُهدد هذه المناطق المفتوحة من الشمال، ولِأنَّ الروم عملوا على حشد جُيُوشهم في أرمينية لاستعادة الجزيرة والشَّام، فلم يكن هُناك من سبيلٍ إلى حماية البلاد المفوحة إلَّا بِفتح أرمينية. وفي سنة 22هـ المُوافقة لِسنة 642م، أتمَّ المُسلمون فتح أذربيجان، فتوجَّهت أنظارهم لِفتح القسم الفارسي من أرمينية الواقع شمال تلك البلاد، والتقدُّم نحو مدينة باب الأبواب من كورة أرَّان، وذِلك لِمُطاردة فُلُول الجيش الساساني المُنسحب شمالًا، لِحرمانه من إعادة تنظيم صُفوفه لِلقيام بِهُجُومٍ مُضاد في سبيل استعادة أذربيجان والبلاد الفارسيَّة المفتوحة. وكان فتح أرمينية يحرم الفُرس من استرجاع أذربيجان ويُدافع عن تلك البلاد المفتوحة دفاعًا غير مُباشر. ومن المعروف أنَّ حُدود الإمبراطوريَّة الساسانيَّة كانت تمتد حتَّى مدينة باب الأبواب التي أخضعها الفُرس لِنُفُوذهم في القرن الرابع الميلاديّ، وأجلوا الروم عن المناطق المُحيطة بها، فحصَّنوها وأقاموا بها قُوَّاتٌ عسكريَّة تُدافع عنها من غارات الخزر، فكان لا بُدَّ لِلمُسلمين من التقدُّم شمالًا لِفتحها. وكان هذا الفتح حيويًّا لِلمُسلمين، لِموقع باب الأبواب الجُغرافي المُهم بين بلاد الخزر وبلاد الفُرس، ووُجود السُّد فيها والحُصُون المنيعة على امتداد جبال القفقاس التي تحرم الخزر من تقديم أي إمداداتٍ عسكريَّةٍ لِقومهم القاطنين في أرمينية، أو إلى الروم والفُرس. أضف إلى ذلك، فإنَّ سلسلة جبال القفقاس شكَّلت حصنًا حصينًا يلجأ إليه أعداء المُسلمين لاستجماع قُوَّاتهم واتخاذه موضعًا دفاعيًّا طبيعيًّا يُناوشون من خلاله جُيُوش المُسلمين. كما أنَّ تلك الجبال بحد ذاتها شكَّلت موضعًا سوقيًّا مُهمًّا لِلغاية، كونها تُشرف على سُهُول أرمينية وأذربيجان من الشمال، فكان فتحها يعني تمكُّن المُسلمين من حماية حُدُودهم الجديدة بِسُهولةٍ ويُسرٍ.

## موجة الفُتُوح في العصر الراشدي

### فتح بدليس وأرزن

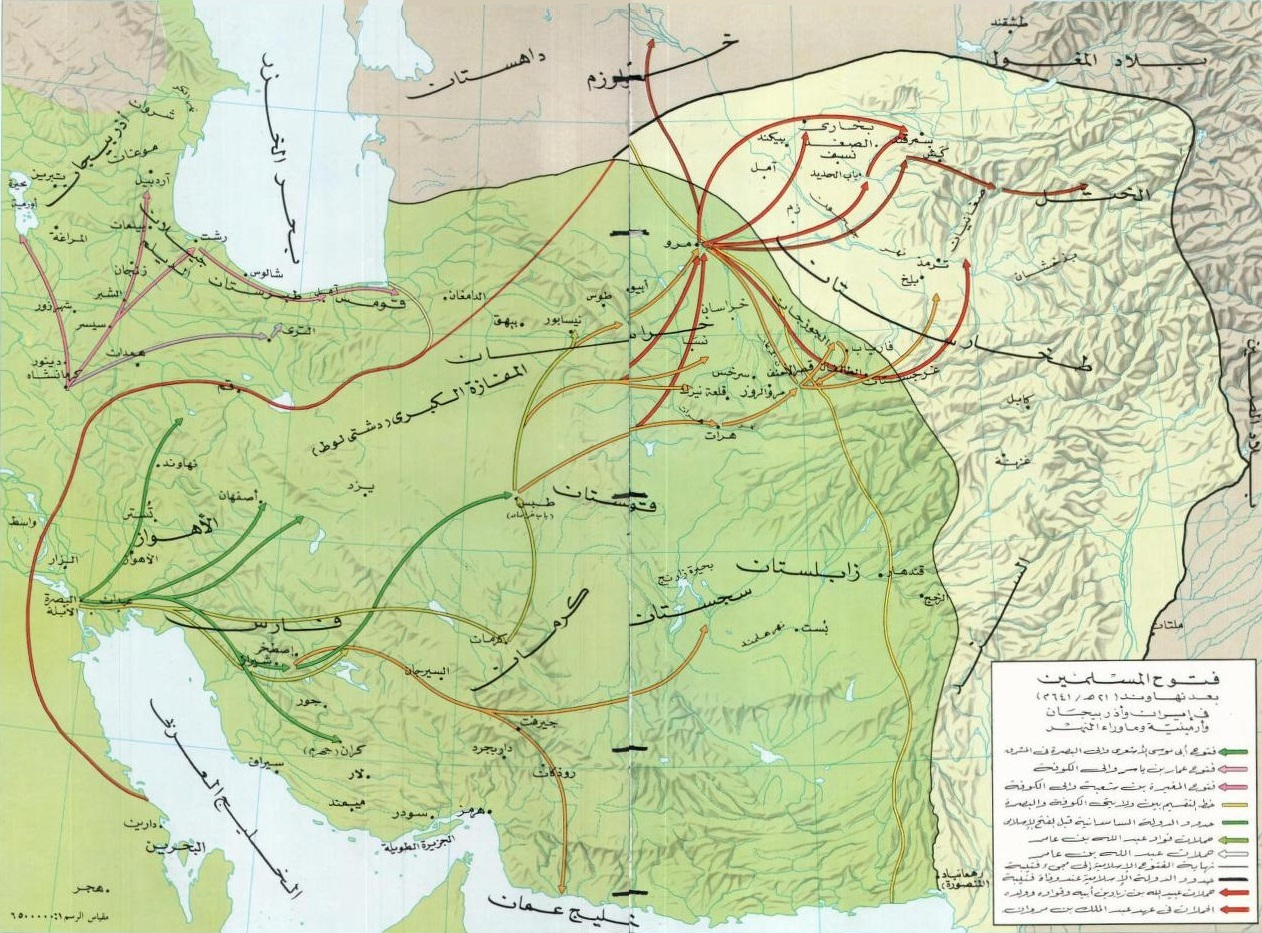
خريطة تُصوِّر مسار المُسلمين لِفتح ما وراء النهر وأرمينية (الزاوية اليُسرى العُلويَّة) بعد الانتهاء من فُتُوحات فارس.

شجَّع انتصار المُسلمين في الجزيرة الفُراتيَّة وفتحها بِسُهُولة، أبرز قادة الفتح وهو الصحابي عياض بن غنم الفهري على المضي قدمًا لِفتح أرمينية المُجاورة لِلجزيرة، لِلأسباب سالِفة الذِكر، وفي مُقدمتها أنَّ جُيُوش الروم انسحبت من الجزيرة بدون قِتال باتجاه أرمينية على أمل أن تجمع شملها وتُنظِّم صُفُوفها وتضُم إليها قُوَّات جديدة لِمُهاجمة المُسلمين لاستعادة الجزيرة. لِذلك، أقدم عياض على اجتياز الدَّرب، وهي الطريق ما بين طرسوس وبلاد الروم، فكان أوَّل من أجاز الدرب المذكور عبر الجزيرة الفُراتيَّة إلى أرمينية، وتوجَّه إلى أرزن وبدليس، التي كان الإمبراطور البيزنطي قد ولَّى عليها بطريركًا اسمه «سروند بن بولس»، فبعث إليه عياض ببطريرك حلب «يوقنَّا»، الذي كان قد أسلم وحسُن إسلامه بُعيد انتهاء المُسلمين من فُتُوح الشَّام، كي يُفاوضه بِشأن تسليم القلاع والحُصُون التي بين يديه دون قِتال. وما إن وصل يُوقنَّا إلى بدليس حتى عرض على بطريركها الإسلام، وأعلمه أنَّ جيش المُسلمين بِقيادة عياض بن غنم موجودٌ في ديار ربيعة على مقرُبةٍ من أرمينية، فأجاب سروند بن بولس أنَّهُ لا يرغب بِالحرب، وقد عزم على مُراسلة عياض لِطلب السلام شرط أن يبقى وقومه على دينهم، وأنَّهُ لن يمنع أي شخصٍ من أبناء بلاده من اعتناق الإسلام إن رغب بِذلك، وصالح المُسلمين على مائة ألف دينار وخمسَمائة زرديَّة وألف قوس، واشترط أن يبقى قائمًا على كُرسيّ المُلك حتَّى يموت وأن يكون أمره نافذًا على رعيَّته طيلة تلك الفترة، وأن يتولَّى أمر المُسلمين في البلاد، بمَن فيهم كُل من يعتنق الإسلام، رجلٌ أو رجُلان فقط. قبِل يُوقنَّا هذا العرض وصالح سروند بن بولس، وراسل عياض يُعمله بما استقرَّ بينهم، فسار الأخير حتَّى وصل بدليس ودخلها صُلحًا وكتب عهد الأمان والسلام لِبطريركها.

### فتح أخلاط وأعمالها
بعد فتح بدليس وأرزن سلمًا، كتب عياض بن غنم إلى خالد بن الوليد في الشَّام يُخبره بما حدث ويسأله عن الخُطوة القادمة، فكتب إليه خالد يقول إن يُتابع المسير ويبعث يُوقنَّا رسولًا إلى البلاد المُجاورة لِيعرض الصُلح على حُكَّامها أولًا، فأرسل عياض يُوقنَّا ومعه عُشرون من أصحابه بِالإضافة إلى خمسةٍ وثلاثين من الصحابة. فتوجهوا إلى مدينة أخلاط وطلبوا مُقابلة بطريركها المدعو «بوسطيرس»، فوافق على الاجتماع بهم وأمر بِإحضارهم أمامه في دار الإمارة. ومن غير المُؤكَّد إن كان البطريرك المذكور روميًّا أم أرمنيًّا، فقد قيل إنَّ يُوقنَّا نقل إليه مطالب المُسلمين بِاللُغة الروميَّة، إذ كان هو الوسيط والمُترجم لِلمُسلمين، وقيل إنَّ ترجُمانًا كان حاضرًا، وترجم مطالب المُسلمين التي ألقاها يُوقنَّا بِالروميَّة، إلى الأرمنيَّة، التي لم يعرف بوسطيرس لُغةً غيرها. وبجميع الأحوال فقد رفض البطريرك المذكور عرض المُسلمين، وهو تسليم المدينة والدُخُول في الإسلام، أو تسليمها مع البقاء على المسيحيَّة لقاء الجزية، فردَّ غاضبًا: «وَحقِّ المَسِيحِ والإِنجِيلِ لَا نُعطِيَهُم وَلَا نَدخُلَ فِي دِينِهِم أو نَمُوتُ عَن آخِرَنَا، وَلَا يَحسَبُوا أَنَّنَا مِثلُ مَن لَاقُوا مِن جُيُوشِ الرُّومِ وَلَنَا الشِّدَّةَ وَالبَأسَ وَالقُوَّةَ وَالمَرَاس، وَنَحنُ نَرمِي عن الأَقوَاسِ بِالنَشَّابِ وَالعَرَبُ تُسمِّيهِ قَاطِعُ الشَّهَوَات وَالأَسبَاب، وَأنَا أبعَثُ إَلَى صَاحب خُو وسَلُوس وأستَنصِرُ عَلَيهِم بَأسرَاغُوص مَلِكُ المَرج وَنَرُدُّهُم عَلَى أَعقَابِهِم وَنَستَخلِصُ مِنهُم البِلَاد، وَلَيسَ عِندَنَا جَوَابٌ غَيرَ هَذَا». وهكذا رفض بوسطيرس العرض الإسلامي. وكان لِبوسطيرس المذكور ابنة تُدعى «طاريون» اعتنقت الإسلام سرًا مع زوجها «يرغون»، ويبدو أنَّها تمكنت من إقناع والدها أن يتنازل لها عن العرش بعدما أقنعته أنَّ قتال المُسلمين ليس مُستحبًا لِقُوَّتهم العسكريَّة الكبيرة، وما أن تنازل لها والدها عن العرش حتَّى ظفرت به وقتلته، ثُمَّ بعثت وراء الحُكَّام المُجاورين على لسان أبيها فلما جاءوا إليها قتلتهم، إلَّا أنَّ جمعًا من غلمانها علموا بإسلامها وبِما فعلته، فأرسلوا إلى بقيَّة البطاركة والوُلاة واستنصروهم، فأعدَّ هؤلاء العدَّة، وساروا على رؤوس جُيُوشهم لِقتالها والمُسلمين، فالتقوا بهم في المرج القريب من أخلاط، وكان صاحب بدليس وأرزن سروند بن بولس قد انضمَّ إلى جيش المُسلمين، فدارت بين الطرفان معركة هائلة انتصر فيها المُسلمين، ودخلوا أخلاط حيثُ أقرَّ عياض بن غنم طاريون واليةً على المدينة، ثُمَّ بعث الرُسُل إلى خوي وسلواس وما يلي تلك الأرض، فافتُتحت سلمًا وأسلم أهلها إلَّا القليل. ولم يلبث عياض أن غادر أرمينية عائدًا إلى العراق بعد أن أخذ على طاريون وزوجها موثقًا من الله أن يُعاملا الناس بِالعدل وأن يتبعا الشريعة الإسلاميَّة ويأمرا بِالمعروف وينهيا عن المُنكر.

### غزوة عُثمان بن أبي العاص
كانت فُتُوحات عياض بن غنم الفهري في أرمينية فُتُوحاتٍ خاطفة غير ثابتة الأركان على ما يبدو، وكان هدفها شل قُوَّات الروم في بلادها واستعراض قُوَّة المُسلمين العسكريَّة وتأديب البيزنطيين حتَّى لا يُهاجموا المُسلمين مرَّةً أُخرى كما فعلوا في حِصار مدينة حِمص، ولم تكن الغاية منها توطيد أركان الفتح بِحسب الظاهر. ولِغرض مُتابعة الضغط العسكري على الروم، وجَّة عياض بن غنم عُثمان بن أبي العاص الثقفي إلى أرمينية الرابعة، وذلك في سنة 19هـ المُوافقة لِسنة 640م، فغزا البلاد ويظهر أنَّهُ لقي بعض المُقاومة، إذ تنص بعض المصادر أنَّ شيئًا من قتالٍ وقع وأُصيب فيه الصحابي صفوان بن المُعطَّل السلمي، وتُوفي على إثر ذلك بعد مُدَّةٍ قصيرة، ثُمَّ صالح عُثمان الأهالي على الجزية، على كُلِّ أهل بيتٍ دينار. ولم تتطرَّق المصادر التاريخيَّة العربيَّة والإسلاميَّة إلى تفاصيل فتح عُثمان في أرمينية الرابعة، والظاهر أنَّ حملته كانت أشبه بِالغارة والغزوة الصغيرة منها بِالفتح المُستدام، بِغرض تأديب الروم كما أُسلف، لا سيَّما وأنَّ القُوَّات الإسلاميَّة لم تكن كافية لِتوطيد أركان الفتح في الأرجاء النائية كأرمينية حينذاك، إذ انتشر المُسلمون في بلادٍ شاسعة لا تتناسب مع حجم جُيُوشهم المُقاتلة. وبِذلك، لم يُحقق كُلٌ من عياض بن غنم وعُثمان بن أبي العاص توطيد أركان الفتح وترسيخ جُذُوره، بيد أنَّ عُثمان مكَّن تلك الجُذُور أكثر، على أنَّهُما مهَّدا الطريق لِلقادة الآتين بعدهما.

### فتح باب الأبواب

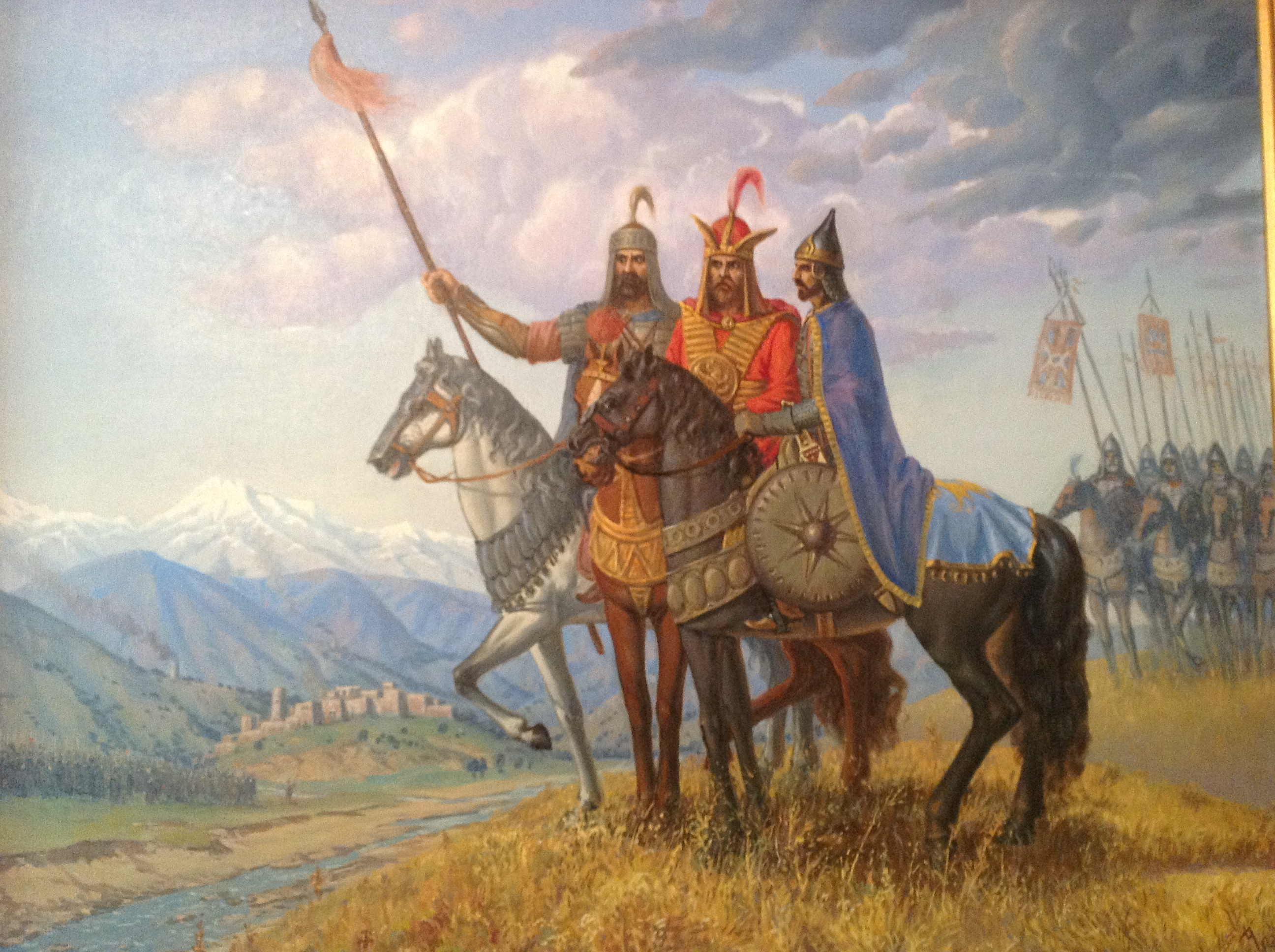
مرزبان الفُرس مع المُسلمين عند وُصولهم مدينة باب الأبواب.

كان فتح مدينة باب الأبواب ذات الموقع السَّوقي الحيويّ يهدف إلى وضع حدٍ لِمُقاومة الفُرس وحماية البلاد المفتوحة في فارس وأذربيجان من بقايا الجُيُوش الساسانيَّة، بِالقضاء على آخر معقلٍ لِلفُرس في أرمينية. ولمَّا انهارت الإمبراطوريَّة الساسانيَّة أمام ضربات المُسلمين المُتتالية، واستُكشفت بعض بلاد أرمينية عن طريق حملات عياض بن غنم وعُثمان بن أبي العاص، وتبيَّنت الضرورات الإستراتيجيَّة لِفتحها فتحًا مُستدامًا، أوكل الخليفة عُمر بن الخطَّاب مُهمَّة فتح باب الأبواب، إلى سُراقة بن عمرو، وجعل على مُقدمته عبد الرحمٰن بن ربيعة الباهلي، وجعل على إحدى مجنبتيه حُذيفة بن أسيد الغفاري، وسمَّى لِلأُخرى بُكير بن عبد الله الليثي - وكان بإزاء مدينة باب الأبواب قبل قُدُوم سُراقة بن عمرو عليه، وكتب إلى بُكير أن يلحق بِسُراقة، وجعل على المقاسم سلمان بن ربيعة الباهلي. وسلك سُراقة طريق بحر الخزر (بحر قزوين)، لأنَّهُ أقصر طريق يُؤدِّي إلى باب الأبواب، ولِأنَّ هذا الطريق يُجنِّب الجيش الإسلامي وُعُورة المسالك الجبليَّة، ولِأنَّ الجيش يكون في جناحه الأيمن أمينًا بِالبحر وجناحه الأيسر أمينًا بِأذربيجان التي استسلمت نهائيًّا لِلمُسلمين. وقدَّم سُراقة عبدُ الرحمٰن بن ربيعة الباهليّ، وخرج في أثره من أذربيجان باتجاه الباب على ما عبَّأه عُمر بن الخطَّاب في قيادة الميمنة والميسرة، كما أمدَّهُ عُمر بِحبيب بن مسلمة الفهري الذري صرفه إليه من الجزيرة الفُراتيَّة. ولمَّا أطلَّ عبدُ الرحمٰن بن ربيعة على الباب، وحاكمها يومئذٍ مرزبانٌ يُدعى «شهربراز» من أهل فارس، يحكم البلاد باسم الشاه الساسانيّ، استأمن المرزبان عبد الرحمٰن على أن يأتيه، فأمَّنه عبدُ الرحمٰن، فأتى شهربراز وهو خارج المدينة قبل أن يفتحها. وقال شهربراز لِعبد الرحمٰن: «إِنِّي بِإزَاءِ عَدُوٍّ كَلِب وَأُمَمٍ مُختَلِفَةٍ، لَا يُنسَبُونَ إِلى أَحسَاب، وَلَيسَ يَنبَغِي لِذِي الحَسبِ وَالعَقلِ أن يُعِّينَ أَمثَالَ هَؤُلَاء، وَلَا يِستَعِينَ بِهِم عَلَى ذَوِي الأَحسَابِ وَالأُصُولِ، وَذُو الحَسَبِ قَرِيبِ ذِي الحَسَبِ حَيثُ كَان، وَلَستُ مِنَ القَبَجِ فِي شَيءٍ، وَلَا مِنَ الأَرمَنِ، وَإِنَّكُم قَد غَلَبتُم عَلَى بِلَادِي وَأُمَّتِي، فَأَنَا اليَومَ مِنكُم وَيَدِي مَعَ أيدِيَكُم، وَصَغوِيَ مَعَكُم، وبَارَكَ الله لَنَا وَلَكُم، وَجِزيَتَنَا إِلَيكُم وَالنَّصرُ لِكُم، والقِيَامُ بِمَا تُحِبُّون، فَلَا تَذِلُّونَا بِالجِزيَة فَتُوهِنُونَا لِعَدُوِّكُم». فقال عبد الرحمٰن: «فَوقِيَ رَجُلٌ قَد أَظَلَّك، فَسِر إِليهِ». وسار شهربراز إلى سُراقة، فقال لهُ مثل ما قال لِعبد الرحمٰن، فقال سُراقة: «قَد قَبِلتُ ذَلِكَ فِيمَن كَانَ مَعَكَ عَلَى هَذَا، مَا دَامَ عَلَيهِ، وَلَا بُدَّ مِنَ الجَزَاءِ مِمَّن يُقِيمُ وَلَا يَنهَضُ»، فقبل ذلك، وصارت سُنَّةً فيمن كان يُحارب العدو من غير المُسلمين، وفيمن لم يكن قادرًا على دفع الجزية، فيُستنفروا إلى الحرب فتُوضع عنهم جِزاء تلك السنة. وكتب سُراقة إلى عُمر بن الخطَّاب بِذلك، فأجازهُ وحسَّنه. وكتب سُراقة وثيقة صُلحٍ إلى شهربراز نصُّها:

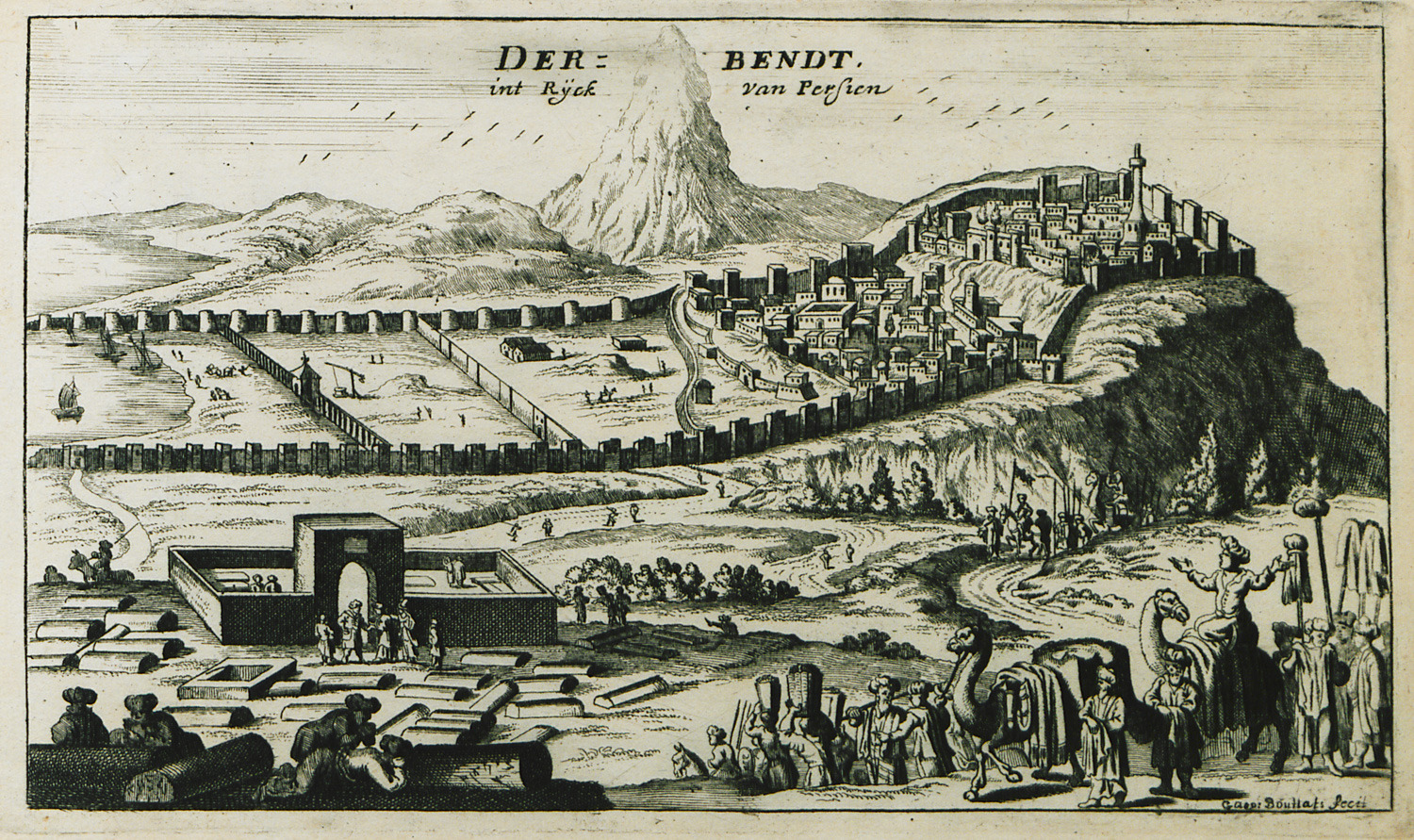
رسمٌ لِمدينة باب الأبواب كما ظهرت سنة 1690م.

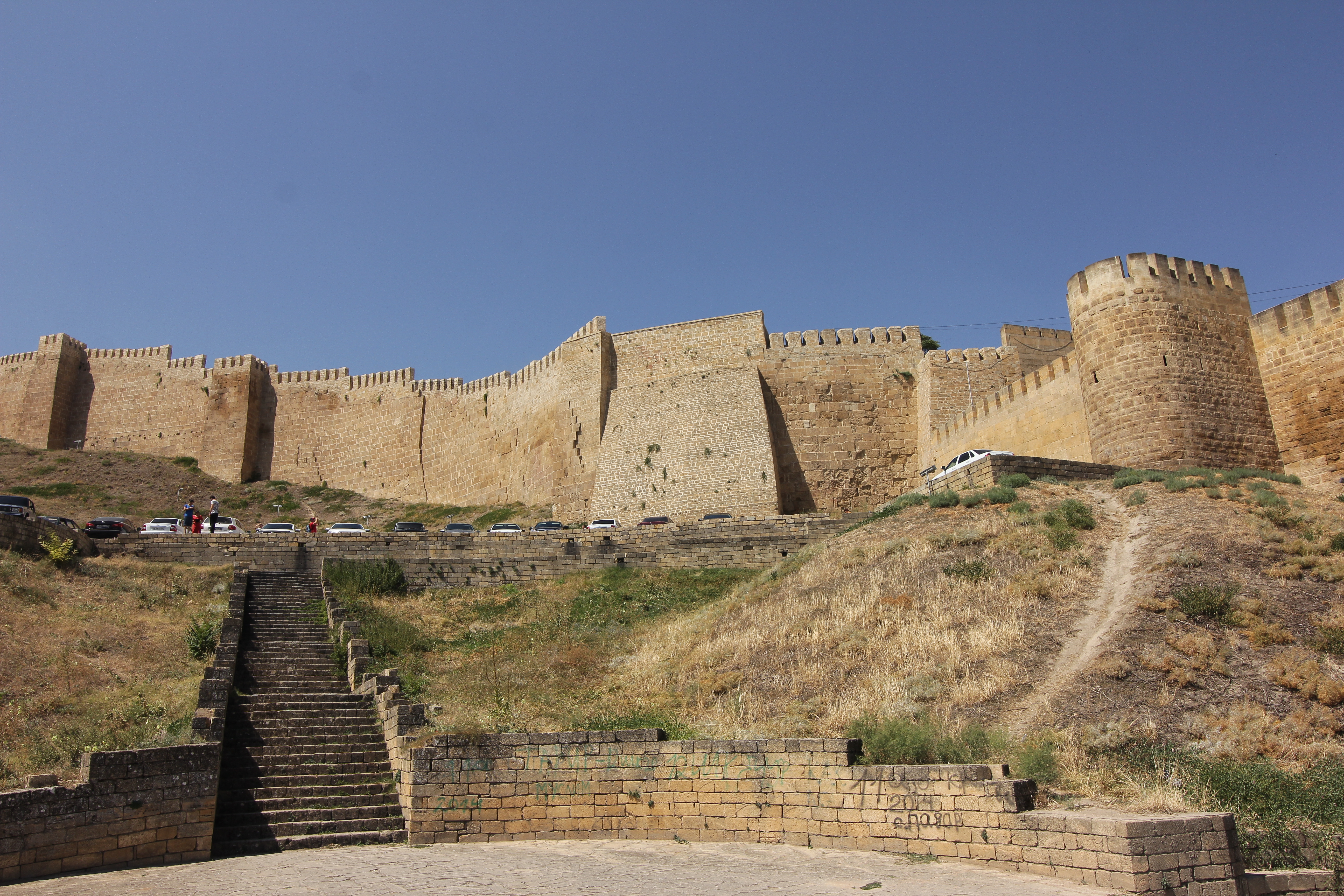
جانب من الأسوار الهائلة لِباب الأبواب، التي قابلها الفاتحون المُسلمون لمَّا قدموا المدينة، قبل أن يُسلِّمها حاكمها صُلحًا دون قتال. شكَّل فتح هذه المدينة نصرًا استراتيجيًّا مُهمًا لِلمُسلمين إذ فتح لهم الدرب شمالًا نحو بلاد ما وراء القفقاس من الخزر وغيرها.

هذا ما أعطى سُراقة بن عمرو عامل أمير المُؤمنين عُمر بن الخطَّاب شهربراز وسكان أرمينية والأرمن من الأمان، أعطاهم أمانًا لِأنفسهم وأموالهم ومِلَّتهم، ألَّا يُضاروا ولا يُنتقضوا. وعلى أهل أرمينية والأبواب الطُرَّاء منهم والتُنَّاء ومن حولهم فدخل معهم أن ينفروا لِكُلِّ غارةٍ وينفذوا لِكُلَّ أمرٍ ناب أو لم ينب رآه الوالي صلاحًا على أن تُوضع الجزاء عمَّن أجاب إلى ذلك إلَّا الحشر والحشر عوض من جزائهم ومن استغنى عنه منهم وقعد فعليه مثل ما على أهل أذربيجان من الجزاء والدَّلالة والنُّزل يومًا كاملًا، فإن حُشروا وُضع ذلك عنهم وإن تركوا أُخذوا به.
شهد عبد الرحمٰن بن ربيعة وسلمان بن ربيعة وبُكير بن عبد الله وكتب مُرضي بن مُقرن وشهد.
يقول اللِّواء محمود شيت خطَّاب أنَّ هذا الاتفاق بين المُسلمين من جهة ومرزبان باب الأبواب من جهةٍ أُخرى، دلَّ على أنَّ المُسلمين كانوا يفرضون الجزية على المغلوبين لِقاء الدفاع عنهم وحمايتهم، فهي تُقابل بدل الخدمة العسكريَّة أو ما يُسمَّى «ضريبة الدفاع»، أمَّا الذين يُدافعون عن أنفُسهم ويُقاتلون عدُّوهم مع المُسلمين، فلا جزية عليهم. وبِذلك افتُتحت باب الأبواب صُلحًا، وكان ذلك سنة 22هـ المُوافقة لِسنة 642م، ولمَّا دخلها المُسلمون وجدوها خاليةً من أهلها الأصليين، فقد استأصلتهم الغارات والحُرُوب، وغادرها أهل الجبال إلى جبالهم، فلم يبقَ فيها غير الجُنُود ومن أعانهم أو اتَّجر معهم. وقد قال سُراقة بن عمرو شعرًا يصفُ فتح باب الأبواب:
كان لِفتح باب الأبواب أهميَّةً خاصَّة، وهي أنها أصبحت القاعدة المُتقدِّمة لِجُيُوش المُسلمين في حركاتهم العسكريَّة شمالًا، ففُتح لهم مجال التوسُّع باتجاه باقي البلاد الأرمنيَّة بِالإضافة إلى القفقاس وتُركستان حتَّى حُدُود سيبيريا، وهو ما ساهم بِنشر الإسلام في تلك الأصقاع من العالم. كما أنَّ منطقة باب الأبواب كانت شاسعةً وغنيَّةً بِالثروة الزراعيَّة والحيوانيَّة، لِذلك كان فتحها نصرًا استراتيجيًّا لِلمُسلمين من مُختلف النواحي، وقد ظهرت النتائج البعيدة لِهذا الأمر بعد سنواتٍ قليلةٍ من الفتح.

### فتح مُوقان
بعد فتح مدينة باب الأبواب، وجَّه سُراقة بُكير بن عبد الله وحبيب بن مسلمة وحُذيفة بن أسيد وسلمان بن ربيعة إلى الجبال المُحيطة بِأرمينية، فوجَّه بُكيرًا إلى موقان، ووجَّه حبيبًا إلى تفليس، وحُذيفة بن أسيد إلى من بِجبال اللآن - وهي الجُزء الأوسط من جبال القفقاس - ووجَّه سلمان بن ربيعة إلى الوجه الآخر، أي بلاد الخزر الواقعة خلف باب الأبواب، وكتب سُراقة بِالفتح وبِالذي وجَّه فيه هؤلاء النَّفر إلى عُمر بن الخطَّاب بِالمدينة المُنوَّرة، فاضطرب عُمر لِذلك أشدَّ الاضطراب، لِأنَّهُ قدَّر أنَّ قُوَّات المُسلمين التي توجَّهت لِفتح هذه المناطق غير كافية لِلنُهُوض بِتحقيق واجباتها عددًا وعُددًا، وفعلًا لم يفتح أحد القادة ما وُجِّه لهُ من أهدافٍ إلَّا بُكير، فإنَّهُ فتح مُوقان، وصالح أهلها على الجزية وقدرُها دينارٌ عن كُلِّ حالمٍ، وكتب لهم الصُلح، ونصُّه:
هذا ما أعطى بُكير بن عبد الله أهل مُوقان من جبال القبج الأمان على أموالهم وأنفسهم ومِلَّتهم وشرائعهم على الجِزاء دينارٌ عن كُلِّ حالمٍ أو قيمته، والنُّصح ودلالة المُسلم ونُزُله يومه وليلته، فلهم الأمان ما أوفروا ونصحُوا، وعلينا الوفاء والله المُستعان، فإن تركوا ذلك واستبان منهم غشٌ فلا أمان لهم إلَّا أن يُسلِّموا الغششة بِرُمَّتهم وإلَّا فهم متمالؤن.
شهد الشمَّاخ بن ضرار والرسارس بن جنادب وحملة بن جوية، وكُتب سنة إحدى وعشرين.

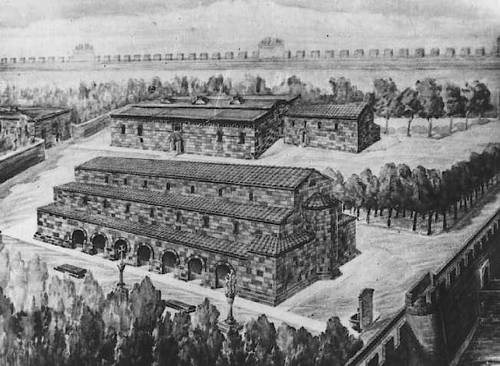
ساحة مدينة دُبيل، المعروفة أيضًا بِـ«دوين»، عاصمة بلاد الأرمن.

ومات سُراقة بن عمرو في باب الأبواب قبل أن يرى ثمرات جهاده، واستخلف قبل موته عبد الرحمٰن بن ربيعة الباهليّ، فأقرَّ عُمر عبد الرحمٰن على ثغر الباب وأمرهُ بِغزو التُرك، فخرج حتَّى قطع باب الأبواب وبلغ مدينة البيضاء على بُعد مائتيّ فرسخ من بلنجر، فقاتل التُرك وغزا مرَّاتٍ مُتعددة، على أنَّ هذه الحملات يبدو أنها اتخذت طابع اختبار البلاد وأهلها وجُيُوشها، ولم تهدف إلى تثبيت الفتح فيها في ذلك الوقت.

### غزوة دُبيل
بعد تمام فتح باب الأبواب وموقان، هاجم المُسلمون حُدُود أرمينية من الشمال الشرقي بجيشٍ مُكوَّنٍ من أربع فرق، لكنَّ هذا الجيش واجه مُقاومةً عنيفةً قادها الأمير تُيُودور الرشتوني، الذي كان أحد القادة الأرمن حُلفاء الروم، ومع ذلك فقد دخل المُسلمون إلى مدينة دُبيل عاصمة بلاد الأرمن في 7 ذي القعدة 21هـ المُوافق فيه 6 تشرين الأوَّل (أكتوبر) 642م، إلَّا أنَّهم لم يستقرُّوا فيها بسبب الضغط الأرمني، وغادروها بعد أن غنموا مقادير هائلة من الغنائم، وحملوا معهم كثيرًا من الأسرى، قُدَّرت أعدادهم وفق إحدى المصادر بِحوالي 35,000 أسير.
وطارد تُيُودور الرشتوني الجيش الإسلامي أثناء خُرُوجه من المنطقة في مُحاولةٍ لاستعادة الغنائم والأسرى، وكمن له عند نهر كوجوفيت، إلَّا أنَّهُ فشل في مُهمَّته وفق إحدى المصادر، بينما تنصُّ أُخرى أنَّهُ تمكَّن من رد الأسرى على الأقل. وبجميع الأحوال، انتهت هذه الحملة دون نتائج إيجابيَّة من واقع الإخفاق في فتح المدينة والاستقرار في رُبُوعها، نتيجة المُقاومة العنيفة التي واجهها المُسلمون.

### فتح قاليقلا

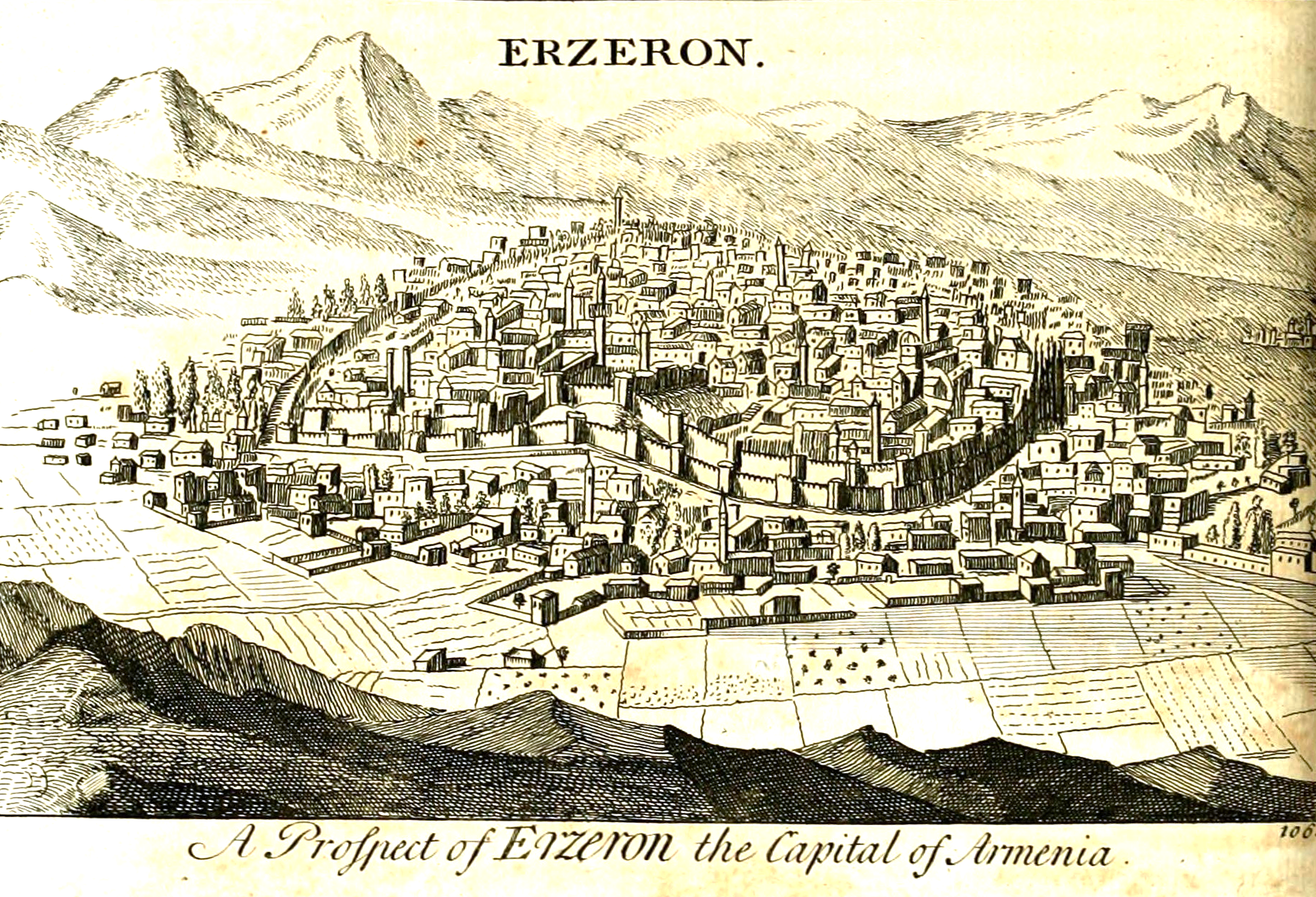
رسمٌ لِمدينة أرضروم يعود لِحوالي سنة 1700م، وأرضروم هي قاليقلا الأرمنيَّة التي افتتحها المُسلمون بِقيادة حبيب بن مسلمة الفهريّ.

قُتل عُمر بن الخطَّاب يوم الأربعاء 26 ذي الحجَّة 23هـ المُوافق فيه 23 تشرين الثاني (نوڤمبر) 644م، على يد أبي لُؤلُؤة فيروز النهاوندي، واستُخلف بعده عُثمان بن عفَّان. وفي عهد عُثمان توغَّل المُسلمون في الرُبُوع الأرمنيَّة بِغرض فتح هذه البلاد فتحًا نهائيًّا وضمِّها إلى الأملاك الإسلاميَّة، ونشر الإسلام في رُبُوعها. لِذلك، كتب عُثمان إلى مُعاوية بن أبي سُفيان، وهو عامله على الشَّام والجزيرة الفُراتيَّة وثُغُورهما، يأمُره بِأنَّ يُوجِّه حبيب بن مسلمة الفهريّ إلى أرمينية. وكان حبيب ذا أثرٍ جميلٍ في فُتُوح الشَّام وغزو الروم، وقد عَلِم ذلك منهُ عُمر بن الخطَّاب ثُمَّ عُثمان بن عفَّان من بعده. وتحرَّك حبيب نحو هدفه في ستَّة آلاف، وقيل في ثمانية آلاف، من أهل الشَّام والجزيرة، فأتى قاليقلا وأقام بِساحتها. وخرج إليه أهل المدينة لِقتاله ودفع المُسلمين بعيدًا عن مدينتهم، فقاتلهم حبيب حتَّى ألجأهم إلى داخل المدينة، فطلبوا الأمان على الجلاء أو الجزية، فجلا كثيرٌ منهم إلى بلاد الروم، وأقام حبيب فيمن معهُ أشهُرًا بِالمدينة سالفة الذِكر، حتَّى بلغهُ أنَّ الموريان بطريرك بلاد أرميناقس، وهي البلاد التي تشتملُ على ملطية وسيواس وآق سراي وقونية وما والاها من البلاد وُصولًا إلى خليج القُسطنطينيَّة، قد جمع لِلمُسلمين جمعًا عظيمًا، وتوجَّه إليهم في ثمانين ألفًا من الروم ومن والاهم من التُرك، فكتب إلى مُعاوية بن أبي سُفيان الذي كتب بدوره إلى الخليفة عُثمان، فأرسل عُثمان إلى والي الكوفة الوليد بن عُقبة بن أبي مُعيط يأمرهُ بِإمداد حبيب، فأمدَّهُ بِسلمان بن ربيعة الباهليّ على رأس ثمانية آلافٍ من أهل الكوفة. وأبطأ المدد على حبيب، فأجمع على تبييت الروم، أي مُباغتتهم ومُهاجمتهم ليلًا، وكان هؤلاء قد حشدوا جُمُوعهم ونزلوا على نهر الفُرات، فاجتاح المُسلمون الروم وهزموهم هزيمةً نكراء، وقتلوا قائدهم الموريان. وعاد حبيب إلى قاليقلا حيثُ وصلهُ ألفيّ رجل أرسلهم مُعاوية بن أبي سُفيان لِإسكانهم في المدينة المفتوحة، فأقطعهم بها القطائع وجعلهم مُرابطةً بها.

### فتح جبال أرمينية
بعد تمام فتح قاليقلا، سار حبيب ومعهُ سلمان، فنزل مدينة مِربالا حيثُ أتاه بطريرك أخلاط يحملُ كتاب عياض بن غنم الذي أمَّن فيه أهالي المدينة المذكورة على أنفسهم وأموالهم وبلادهم، فأنفذه حبيب له، وحمل إليه البطريرك ما على مدينته من مال. ونزل حبيب أخلاط، ثُمَّ سار منها فلقيه صاحب «مُكس»، وهي ناحية من نواحي البُسفُرجان فقاطعهُ على بلاده ووجَّه معهُ رجُلًا وكتب له كتاب صُلح وأمان ووجَّه إِلى قُرى إرجيش وباجنيس من غلب عليها وجبى جزية رؤوس أهلها، وأتاه أعيان تلك البلاد فقاطعهم على خراجها. ثُمَّ سار حبيب وفتح قرية «أردشاط»، ومنها سار إلى مدينة دُبيل وحاصرها بعد أن تحصَّن أهلها بها. ورمى المُتحصنون جيش المُسلمين من وراء الأسوار، فنصب عليهم حبيب منجنيقًا ورماهم حتَّى طلبوا الأمان والصُلح، فأجابهم إليه، وبذلك افتُتحت دُبيل وجميع قُراها، وكان كتاب صُلحها:
هذا كتابٌ من حبيب بن مسلمة لِنصارى أهل دُبيل ومجوسها ويهودها شاهدُهُم وغائبهُم. إنِّي أمَّنتُكُم على أنفُسكم وأموالُكم وكنائسكم وبيعكم وسور مدينتكم فأنتم آمنون، وعلينا الوفاء لكم بِالعهد ما وفيتم وأدَّيتم الجزية والخِراج،
شهد الله ﴿وَكَفَى بِاللَّهِ شَهِيدًا﴾،
وختم حبيب بن مسلمة.

وفتح المُسلمون سراج طير وبغروند صُلحًا دون قتال، وصالحهم بطريركها على المُناصحة والمُعاونة على الأعداء. ثُمَّ أتى حبيب مدينة النشوى ففتحها صُلحًا على مثل صلح دُبيل وقدم عليه بطريرك البُسفُرجان فصالحه عن جميع بلاده على خراجٍ يُؤدِّيه في كُل سنة، ثُمَّ أتى السيسجان فحاربه أهلها فهزمهم واستولى على حُصُونهم. وسار حبيب بمن معهُ وهدفه فتح مدينة جُرزان، فلمَّا انتهوا إلى موضعٍ أطلقوا عليه «ذات اللُّجُم»، سرَّحوا بعض خُيُولهم ودوابهم، وجمعوا لُجُمها، فخرج عليهم جماعة من سُكَّان تلك المنطقة وقاتلوهم وتمكَّنوا من هزيمتهم، وأخذوا تلك اللُّجُم وما قدروا عليه من الدواب، ولكنَّ المُسلمين كرّوا عليهم، فقاتلوهم واسترجعوا ما أخذوا منهم، فسُمِّي الموضع «ذات اللُّجُم». وأتى حبيبًا رسول بطريرك جُرزان وأهلها وهو بطريقه إليها، فأدَّى إليه رسالتهم، وسأله كتاب صُلحٍ وأمانٍ لهم، فكتب له ما أراد وصالحهُ وأهل المدينة. وسار المُسلمون بعد ذلك إلى تفليس في الكرج، وكتب لِأهلها صُلحًا نصُّه هو:
هذا كتابٌ من حبيب بن مسلمة لِأهل تفليس من أرض الهُرمُز بِالأمان لكم ولِأولادكم وأهاليكم وصوامعكم وبيعكم ودينكم وصلواتكم، على إقرارٍ بِصغار الجزية، على أهل كُلِّ بيتٍ دينارٍ وافٍ، ليس لكم أن تجمعوا بين مُفترق الأهِلات استصغارًا منكم لِلجزية، ولا لنا أن نُفرِّق بين مُجتمعٍ استكثارًا منَّا لِلجزية، ولنا نصيحتكم وضلعُكم على عدوِّ الله ورسوله والذين آمنوا فيما استطعتم وإقراء المُسلم المُجتاز ليلةً بِالمعروف من حلال طعامِ أهل الكتاب، وحلال شرابهم، وإرشاد الطريق على غير ما يُضر بكم، وإن قُطع بِأحد من المُؤمنين عندكم فعليكم أداؤه إلى أدنى فئةٍ من المُؤمنين والمُسلمين، إلَّا أن يُحال دونهم، فإن تُبتُم وأقمتم الصلاة وآتيتم الزكاة، فإخواننا في الدين، ومن تولَّى عن الإيمان والإسلام والجزية، فعدوَّ الله ورسوله والذين آمنوا، والله المُستعان عليه، فإن عُرض لِلمُؤمنين شُغلٌ عنكم، وقهركم عدوَّكم، فغير مأخوذين بِذلك، ولا ناقض ذلك عهدكم، بعد أن تفيئوا إلى المُؤمنين والمُسلمين. هذا عليكم وهذا لكم،
شهد الله وملائكته ورسوله والذين آمنوا ﴿وَكَفَى بِاللَّهِ شَهِيدًا﴾.

وفتح المُسلمون أيضًا مدائن حوارح وكسفربيس وكسال وخنان وشماخي والجردمان وكستسجي وشوشت وبازليت صُلحًا على حقن دماء أهلها وإقرار مُصلَّياتهم وحيطانهم وعلى أن يؤدوا الجزية عن أرضهم ورؤوسهم، وصالح حبيب أهالي قلرجيت وثرياليت وخاخيط وخوخيط وأرطهال وباب اللال، كما صالح الصناريَّة والدودانيَّة على الجزية. وبعث حبيب ساعده الأيمن، سلمان بن ربيعة، إلى أرَّان، ففتح البيلقان صُلحًا بعد أن أمَّن أهلها على دمائهم وأموالهم وحيطان مدينتهم، واشترط عليهم الجزية والخِراج. وأتى سلمان مدينة برذعة، فعسكر على نهر الثُرثُور على بُعد فرسخٍ من المدينة سالِفة الذِكر، فقاتله أهلها أيَّامًا، وشنَّ الغارات في قُراها، فصالحوه على مثل صُلح البيلقان، ودخلها جيش المُسلمين. ووجَّه سلمان جُنُودًا إلى رساتيق أرَّان ففتحوها، ثُمَّ وجَّه سريَّةً إلى مدينة شمكُور ففتحوها أيضًا. وسار سلمان إلى مجمع نهريّ الرس والكُرّ، ففتح مجمع ما بينهما. وصالح سلمان صاحب شروان وسائر مُلُوك الجبال وأهل مسقط والشابران. والظاهر أنَّ مدينة باب الأبواب كانت قد امتنعت بعد فتحها الأوَّل، فأعاد إليها سلمان الهُدوء والاطمئنان وفتحها ثانيةً وأعادها إلى أحضان ديار الإسلام.

### صُلح عُمُوم أرمينية
كان بعض القادة والحُكَّام الأرمن المُقرَّبون من الدوائر الحاكمة في بيزنطة، يميلون لِلبقاء تحت راية الإمبراطوريَّة البيزنطيَّة، رُغم الخِلاف المذهبي بين الطرفين، وفي مُقدمة هؤلاء القائد تُيُودور الرشتوني سالف الذِكر، الذي كان الإمبراطور البيزنطي هرقل قد عيَّنه قربلاطًا على أرمينية البيزنطيَّة، وكان هذا القائد قد تمكَّن مع آخرٍ روميّ يُدعى «پروكوپيوس» من صدِّ إحدى حملات المُسلمين سنة 640م في معركةٍ تُطلق عليها بعض المصادر «معركة ساراكين»، حيثُ وقع خلافٌ بينهما حول كيفيَّة التصدي لِلمُسلمين، كما تمكَّن من دفعهم بعيدًا عن دُبيل كما أُسلف، ويظهر أنَّ الإمبراطور قُسطنطين الثاني اعترف بتُيُودور المذكور حاكمًا على أرمينية سنة 643م تقديرًا لما فعله، وفي سبيل تمكينه لِمُحاربة المُسلمين على الجبهة البيزنطيَّة الشرقيَّة.

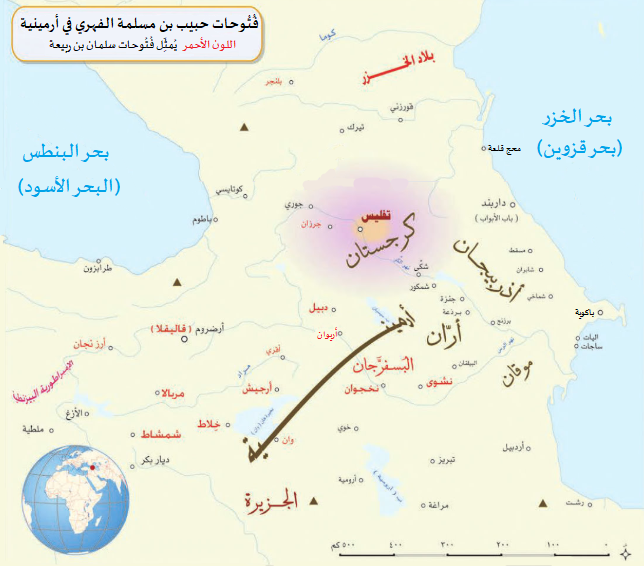
مسار فُتُوحات حبيب بن مسلمة الفهري وسلمان بن ربيعة الباهلي في أرمينية.

ويبدو أنَّ الإمبراطوريَّة البيزنطيَّة استمرَّت تنظر إلى تُيُودور الرشتوني بعين الريبة بفعل مُيُوله المذهبيَّة المُخالفة لِلمذهب الملكاني الرسمي، وبسبب موقفه السابق من القائد الإمبراطوري پروكوپيوس، فلمَّا تقدَّم المُسلمون وفتحوا كامل بلاد الجبال الأرمنيَّة، وأثبتوا تفوقهم العسكري، وكانوا يضغطون على بقايا الروم في الشَّام وشمال أفريقيا، تخلَّت بيزنطة عن أرمينية وتُيُودور الرشتوني، فلم يعد الأرمن قادرين على مُقاومة المُسلمين بِمُفردهم، وخاب أملهم في بيزنطة التي عجزت عن الدفاع عنهم وحمايتهم، فاضطرَّ تُيُودور الرشتوني إلى إجراء مفاوضاتٍ مُنفردةٍ مع المُسلمين انتهت إلى التسوية التالية: يعترف المُسلمون باستقلال الأقاليم الأرمنيَّة بينما يعترف الأرمن بِسيادة المُسلمين عليهم بِالشُرُوط نفسها التي سبق لِلفُرس أن مارسوا بها سيادتهم على أرمينية، ويُعيِّن المُسلمون حاكمًا أرمنيًّا عامًّا على أرمينية بينما يضع الأرمن فرقة عسكريَّة تعدادها خمسة عشر ألف جُندي بِتصرُّف المُسلمين.
كانت تلك المُعاهدة مُناسبة لِلأرمن من واقع وضعهم الحرج بعد إحجام بيزنطة عن مُساعدتهم، في حين سبَّبت لِبيزنطة خيبة أمل كبيرة، لِأنَّ البيزنطيين كانوا يأملون في استمرار سُخُونة الجبهة الأرمنيَّة، لِتخفيف الضغط على الجبهات الأُخرى مع المُسلمين، كما أنَّ الأرمن لم يكونوا راغبين في التضحية بأنفسهم من أجل إمبراطوريَّةٍ هرمة، أضحت عاجزة عن الدفاع عن حُدُودها وولاياتها. ثُمَّ حدث أن تطوَّرت العلاقات الإسلاميَّة - الأرمنيَّة نحو الأفضل، وأبدى الأرمن استعدادهم لِلتحالف مع المُسلمين، وانفصالهم نهائيًّا عن الإمبراطوريَّة البيزنطيَّة، مُقابل منحهم نوعًا من الاستقلال المحلِّي. وجرت مُفاوضات بين الطرفين من أجل ذلك أسفرت عن اتفاقٍ آخر يُعد مُتممًا لِلاتفاق السابق، وتضمَّن البُنُود التالية:
- عدم فرض جزية على أرمينية لِمُدَّة سبع سنوات.
- يُقدِّم الأرمن فدية خِلال مُدَّة الاتفاق التي تُركت مفتوحة تتناسب مع قُدرتهم الاقتصاديَّة، وذلك ضمانًا لِبقاء استقلالهم، وفعلًا دفعوا لِلدولة الإسلاميَّة مبلغًا رمزيًّا مقداره خُمسُمائة دينار.
- يُقدِّم الأرمن قُوَّة عسكريَّة قوامها خمسة عشر ألف مُقاتل تُساعد القُوَّات الإسلاميَّة في حُرُوبها مع أعدائها باستثناء جبهة الشَّام.
- يُعيَّن المُسلمون على بلاد الأرمن حاكمًا أرمنيًّا، ولا يأوي الأرمن عدُوًّا لِلمُسلمين ولا يُساعدونهظت ويتعهَّد المُسلمون بِمُساعدة الأرمن إذا تعرَّضوا لِغزوٍ بيزنطيّ.

## سُقُوط أرمينية في يد البيزنطيين مُجددًا

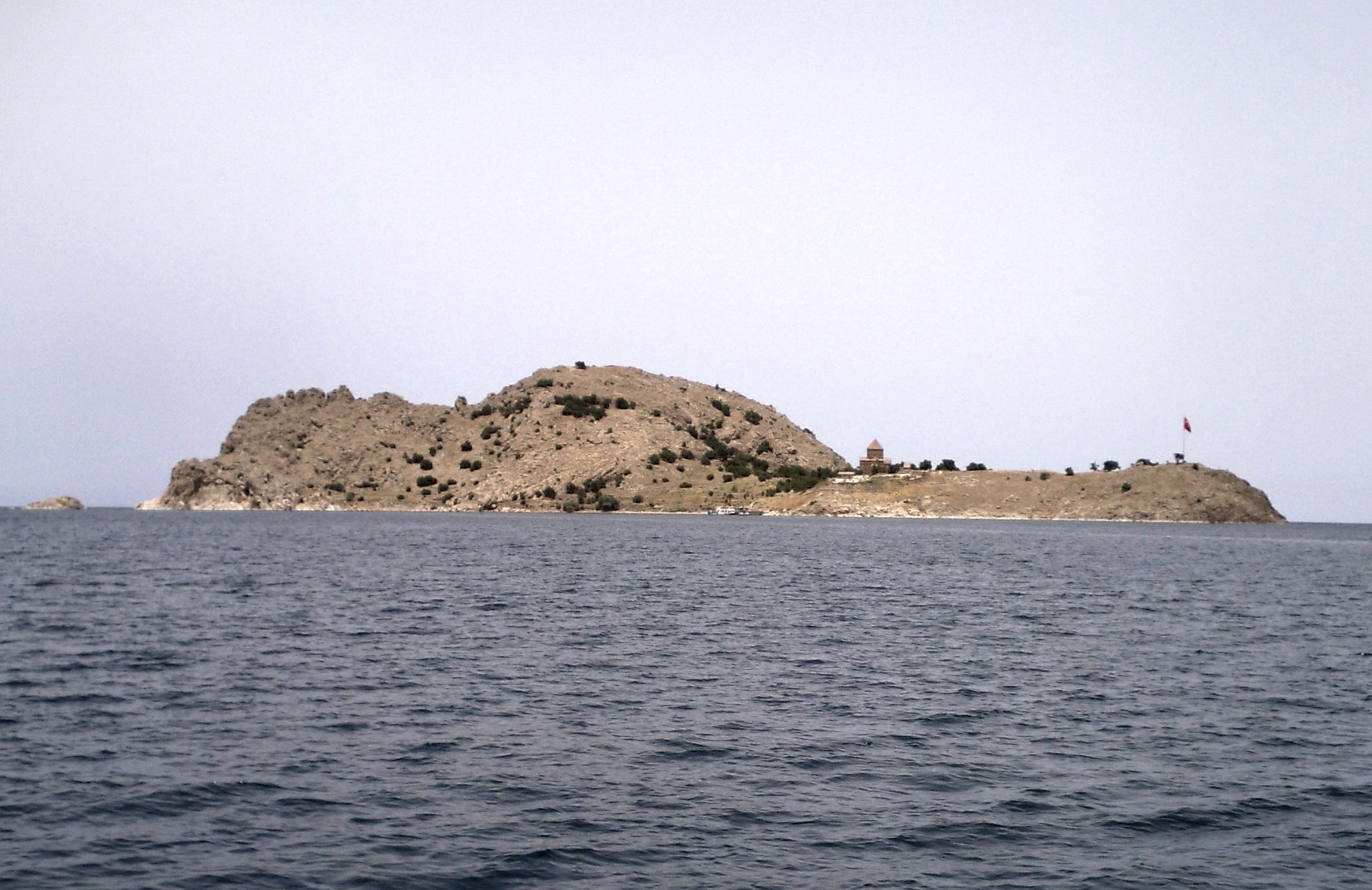
جزيرة آختامار التي احتمى فيها تُيُودور الرشتوني بُعيد استعادة الروم لِأرمينية، وتعيينهم هامازسپ ماميكونيان أميرًا على البلاد الأرمنيَّة.

ابتدأت المشاكل والفوضى تعمّ أرجاء الدولة الإسلاميَّة من سنة 33هـ المُوافقة لِسنة 653م، في أواخر خِلافة عُثمان بن عفَّان، وبدأت هذه المشاكل والفوضى في الكوفة والبصرة. وتكاتب نفرٌ من المُسلمين إلى بعضهم: «أَن أَقدِمُوا فَإِنَّ الجِهَادَ عِندَنَا»، فأصبح الجهاد في المدينة المُنوَّرة قاعدة المُسلمين الرئيسيَّة وعاصمتهم، عوض أن يكون في البلاد المفتوحة في خارج شبه الجزيرة العربيَّة، ولا في البلاد المُجاورة التي تُهدد البلاد المفتوحة. فكانت تلك بداية الفتنة الأولى بين المُسلمين. وفي ذات الوقت، كانت بيزنطة غير راضية عن الاتفاق الذي أبرمه تُيُودور الرشتوني مع المُسلمين وأفضى إلى انسلاخ أرمينية عن التبعيَّة البيزنطيَّة، فاستغلَّ الإمبراطور قُسطنطين الثاني الفوضى القائمة في ديار الإسلام وسار في سنة 34هـ المُوافقة لِسنة 654م على رأس جيشٍ بيزنطيٍّ كثيف بلغ تعداده مائة ألف مُقاتل، إلى الأراضي الأرمنيَّة، بِهدف إعادة البلاد إلى الحظيرة البيزنطيَّة. ولمَّا وصل إلى ترَّجان، تلقَّى إنذارًا إسلاميًّا بعدم دُخُول الأراضي الأرمنيَّة، لكنَّ الإمبراطور لم يُعر الإنذار التفاتة جديَّة واستمرَّ في زحفه حتَّى وصل إلى قاليقلا وعسكر فيها واستقبل عددًا كبيرًا من الإقطاعيين، وحُكَّام المناطق الأرمنيَّة المُوالين لِلرُّوم والذين سائهم الانسلاخ عن الإمبراطوريَّة البيزنطيَّة، وتخلُّوا عمَّا تعهدوا به لِتُيُودور الرشتوني، وكذلك فعل بطريرك أرمينية الذي تنصَّل أمام الإمبراطور من الاتفاق مع المُسلمين، وتبرَّأ مما فعله القائد الأرمني المذكور.

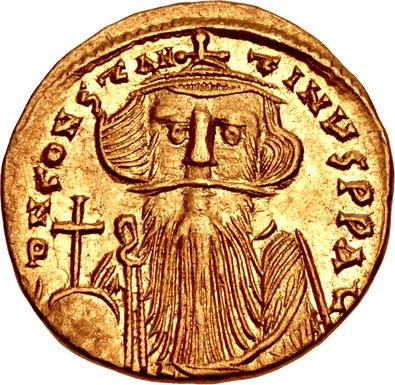
نقشٌ لِوجه قيصر الروم الإمبراطور قُسطنطين الثاني، مُعيد أرمينية إلى كنف بيزنطة، على قطعة صرد.

تشجَّع الإمبراطور البيزنطي بِهذا التغيير الولائي من جانب قادة الأرمن، فدخل الأراضي الأرمنيَّة، وعزل تُيُودور الرشتوني، وعيَّن «هامازسپ ماميكونيان» مكانه، وراح يعمل على توحيد أرمينية تحت قيادته وسُلطته. أمَّا الرشتوني فهرب واحتمى في جزيرة آختامار بِبُحيرة وان. وفي سنة 35هـ المُوافقة لِسنة 655م، قُتل الخليفة عُثمان بن عفَّان في داره بِالمدينة المُنوَّرة على يد بعض الثُوَّار لِأسبابٍ مُختلفة، فتعرَّضت الدولة الإسلاميَّة لِمُشكلاتٍ مُتفاقمةٍ، وما أحرزه المُسلمون من انتصارٍ في معركة ذات الصواري لم يترتب عليه نتائج مُباشرة وحاسمة في الصراع بينهم وبين البيزنطيين، مما دفع مُعاوية بن أبي سُفيان إلى عقد صُلحٍ مع البيزنطيين في سنة 38هـ المُوافقة لِسنة 659م. وقد تأثَّر وضع أرمينية بِهذا الاتفاق من واقع استئناف الأُسر الأرمنيَّة الإقطاعيَّة صلاتها بِالبيزنطيين، وانحسار النُفُوذ الإسلامي عن هذه البلاد، وعودة النُفُوذ البيزنطي. وسحب مُعاوية الجُيُوش الإسلاميَّة المُرابطة في أرمينية، لِيدعم موقفه في الصراع مع عليّ بن أبي طالب. والحقيقة أنَّ بيزنطة لم يكن بِوسعها أن تُفرِّط بِأرمينية بعد أن خسرت مُمتلكاتها في الجنوب، أي في الشَّام ومصر، وذلك لِعدَّة أسباب لعلَّ أهمها: غنى أرمينية بِالموارد المعدنيَّة والأخشاب والقُوَّة البشريَّة التي تُغذِّي الإمبراطوريَّة، وسيطرتها على بعض الطُرق التجاريَّة التي تربط القُسطنطينيَّة بِالتجارة الشرقيَّة، وقد أصبحت هذه الأهميَّة التجاريَّة فائقة جدًا بِالنسبة لِبيزنطة بعد خسارتها الشَّام والجزيرة الفُراتيَّة. كذلك كان أُمراء الأرمن حُلفاء طبيعيين لِهرقل ولِأُسرته، وقد منحهم دورًا مُهمًا في حملاته ضدَّ المُسلمين، وجمعتهم والبيزنطيين مصلحة سياسيَّة مُشتركة وهي الدفاع عن مواقع عسكريَّة استراتيجيَّة في أطراف شماليّ الشَّام، بِالإضافة إلى إقليم الجزيرة الفُراتيَّة، وهو المجال الحيوي لِأرمينية، هذا على الرُغم من الاختلاف المذهبي بين الكنيستين الروميَّة والأرمنيَّة الذي أثَّر بِشكلٍ أو بِآخر على العلاقات بين الطرفين. لِهذا، لم يتردد الروم في استغلال الخلافات والفتن الداخليَّة التي نشبت بين المُسلمين لِفرض سيطرتهم على أرمينية مُجددًا.

## موجة الفُتُوح في العصر الأُموي

### استرداد بعض البلاد
استمرَّت الاضطرابات والخلافات قائمة في الأمصار الإسلاميَّة لِفترةٍ طويلة، فتقاتل المُسلمون فيما بينهم وأصبح الفاتحون شيعًا وأحزابًا، فتوقفت الحملات العسكريَّة والغزوات عامَّةً، حتَّى كانت سنة 73هـ المُوافقة لِسنة 692م، وهي سنة الوحدة الشاملة لِلدولة الإسلاميَّة، عندما صفى المُلك لِعبد الملك بن مروان بعد أن قضى 8 سنوات (65 - 73هـ \ 684 - 692م) في صراعٍ مريرٍ لِإعادة الوحدة الشَّاملة إلى بلاد المُسلمين، فقضى على الحركات المُنافسة وعلى قسمٍ من فتن الخوارج والخارجين عليه في الأمصار، ثُمَّ حوَّل أنظاره ناحية الروم لِمُعاقبتهم على خرقهم الصُلح الذي تمَّ بينهم وبين المُسلمين سنة 68هـ المُوافقة لِسنة 685م، إذ انتهز الإمبراطور الفتى جستنيان الثاني فُرصة انشغال المُسلمين بِتدعيم دولتهم واجتاح الشَّام في سنة 70هـ المُوافقة لِسنة 689م ممَّا اضطرَّ عبد الملك إلى مُهادنته على مبلغٍ ضخمٍ من المال، بِالإضافة لِعددٍ من العبيد والأحصنة الأصيلة. فلمَّا فرع عبد الملك من مشاكله الداخليَّة، ضرب الدنانير الذهبيَّة الإسلاميَّة وأرسلها كجزيةٍ بدلًا من العملة البيزنطيَّة. وقد حمل هذا التصرُّف معنى التحدي لِلإمبراطور من جهة، كما دلَّ على أنَّ الخليفة الجديد على وشك استئناف النشاط العسكري على الجبهة البيزنطيَّة من جهةٍ أُخرى. وفي سنة 73هـ المُوافقة لِسنة 692م، ولَّى عبد الملك بن مروان أخاه مُحمَّد على الجزيرة الفُراتيَّة وأرمينية، فغزا منها وأثخن في العدوّ، وفي سنة 82هـ المُوافقة لِسنة 701م غزا مُحمَّد أرمينية مُجددًا وهزم من تصدَّى له، ثُمَّ سألوه الصُلح فصالحهم وولَّى عليهم أبا شيخ بن عبد الله، ولكنهم غدروا به وقتلوه. وفي سنة 85هـ المُوافقة لِسنة 704م غزا مُحمَّد أرمينية مُجددًا فصاف فيها وشتى. وهاجم عبد الملك بن مروان إقليم قيليقية واصطدم بِالقُوَّات البيزنطيَّة عند مدينة سيواس، وكانت بِقيادة الإمبراطور طيباريوس الثالث نفسه، وانتصر عليها، وفرض سيطرة المُسلمين على أرمينية مُجددًا.

### استرداد باب الأبواب لِأوَّل مرَّة

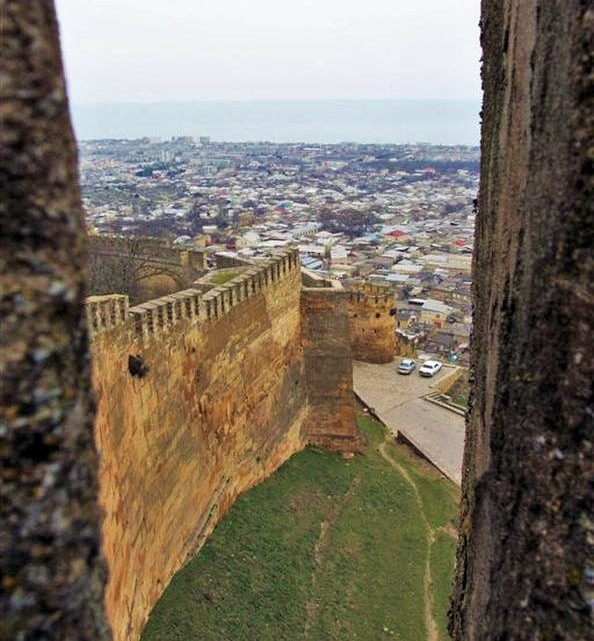
جانب من أسوار باب الأبواب التي استردَّها مسلمة بن عبد الملك سنة 91هـ المُوافقة لِسنة 709م، وكان قد أقسم على هدمها لولا أن أُثني عن ذلك.

في سنة 91هـ المُوافقة لِسنة 709م، عزل الوليد بن عبد الملك عمِّه مُحمَّد عن أرمينية والجزيرة الفُراتيَّة واستعمل عليها أخاه مسلمة بن عبد الملك. وفي هذه السنة غزا مسلمة مدينة باب الأبواب، التي انتقضت، كما فتح مدائن وحُصُونًا أُخرى ونصب عليها المجانيق، وكانت باب الأبواب قد وقعت تحت سيطرة الخزر خِلال الفتنة القائمة بين المُسلمين، فلمَّا سار إليها مسلمة على رأس جيشه وجد بها 80 ألف جندي خزري يقومُون بِحمايتها، ففرض الحِصار عليها، واستمر يُقاتل الجيش الخزري لِفترةٍ طويلة ولم يستطع فتح المدينة بسبب قُوَّة أسوارها وأبوابها ومناعتها.
استمرَّ الوضع على هذا الحال حتَّى أتى رجُلٌ خزري إلى مسلمة يُريد دُخول الإسلام، وقال له: «أَيُّهَا الأَمِير! إِنِّي قد أَقبَلتُ إِلَيكَ رَاغِبًا فِي دِينَك...»، ثُمَّ عرض على مسلمة أن يُساعده على دُخول المدينة مُقابل أن يُعطيه مالًا يعيش منه هو وعياله، فضمن له مسلمة المال وأسلم الرجل، ثُمَّ جهَّز مسلمة كتيبةً من أقوى وأشجع جُنُوده مُكوَّنة من ألف رجل وأرسلهم مع الرجل في بداية الليل، فصعد بهم الجبل من ناحية الوادي ثُمَّ نزل بهم إلى مكانٍ من السُور لا يحميه أهل المدينة ولا يخافون أن يأتيهم المُسلمون منه، فقام الرجل بإدخال بعض أفراد الكتيبة إلى المدينة من ذاك المكان، فدخلوا ورآهم الجُنُود الخزريُّون فاجتمعوا عليهم وبدأوا بِالقتال، وكان القتال صعبًا وشديدًا واستمرَّ طيلة الليل، ووصفهُ المُؤرِّخ أحمد بن أعثم الكوفي: «واقتَتَلَ النَّاسُ فِي لَيلَتِهِم تِلكَ قِتَالًا شَدِيدًا حَتَّى كَادَ يُسمَعُ وَقعُ السُّيُوفِ عَلَى البِيضِ وَالدُّرق كَوَقعِ الحَدِيدِ بَعضُهُ عَلَى بَعضِ». وما أن حلَّ الفجر حتى رفع المُسلمون أصواتهم بِالتكبير وهُم في خضم القتال، ثُمَّ بعدها بِفترة بسيطة صاح رجلٌ من عسكر مسلمة قائلًا: «أَلَا إنَّهُ الظَّفرُ وَرَبِّ الكَعبَة»، فأخذ مسلمة الجيش وتقدم لمُساعدة الكتيبة في المعركة، وفي ذات اللحظة فتح الجيش الخزري بابًا من أبواب المدينة وخرجوا هاربين من أمام المُسلمين تاركين خلفهم نساؤهم وأطفالهم والمدينة التي سقطت بإيدي مسلمة بن عبد الملك.
بعد فتح المدينة أراد مسلمة هدم أسوارها وأبوابها لأنَّهُ أقسم على فعل ذلك حينما حاصرها، فعارضه أحد أصحابه قائلًا إنَّ المُسلمين قد يحتاجون هذه المدينة في المُستقبل فيتكلَّفون أموالًا كثيرة لِبناء السُور أو لا يستطيعون بناؤه بنفس قُوَّة السُور الأوَّل، وعرض عليه أن يهدم بعضه ويترُك بعضه الآخر إيفاءً لِقسمه، فاستمع مسلمة لنصيحة صاحبه وهدم جُزءًا بسيطًا من السُور الأيمن لتبرير قسمه ونذره. وفي سنة 98هـ المُوافقة لِما بين سنتيّ 716 و717م، عزل سُليمان بن عبد الملك أخاه مسلمة عن منصبه وولَّاه قائدًا عامًّا لِجُيُوش المُسلمين المُعتزمة فتح القُسطنطينيَّة، فسار على رأس جيشه نحو هدفه الجديد.

### فتح جبال القفقاس وبلنجر وما ورائها

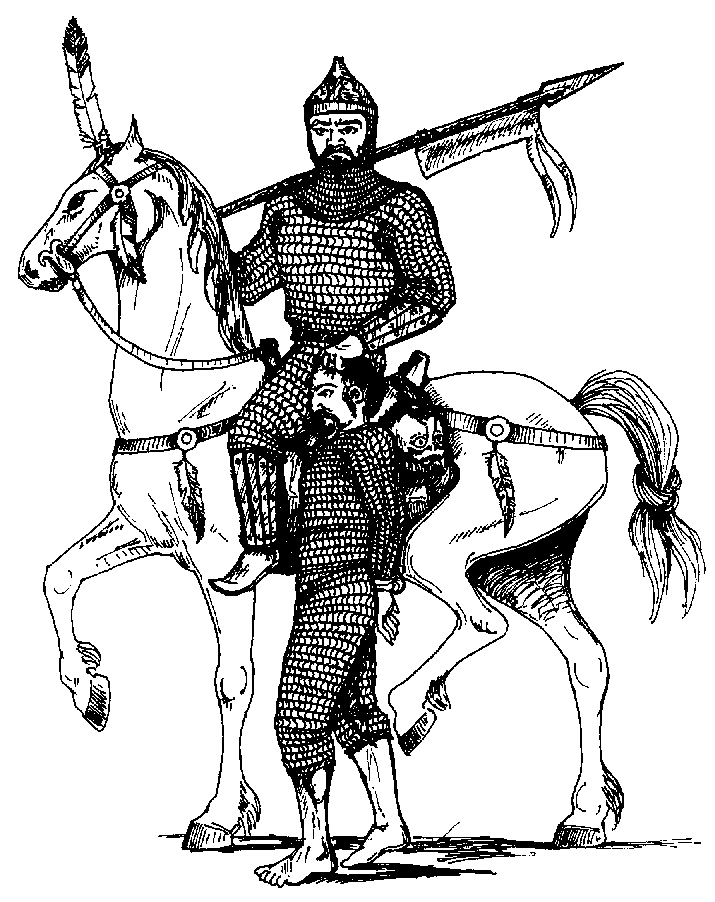
رسمٌ لِجُنديّ خزريّ يقتادُ أسيرًا.

ولَّى يزيد بن عبد الملك الجرَّاح بن عبد الله الحكمي أرمينية سنة 104هـ المُوافقة لِسنة 722م، وسبب تولية الجرَّاح أنَّ المُسلمين في سنة 103هـ المُوافقة لِسنة 721م دخلوا بلاد الخزر من أرمينية بِقيادة معلق بن صفَّار البهراني، وفي روايةٍ أُخرى أنَّ قائد المُسلمين كان ثُبيت النهراني، فاجتمعت الخزر في جمعٍ كثير، قدَّرته بعض المصادر المُعاصرة بِحوالي 30,000 مُقاتل، وأعانهم التُرك على اختلاف قبائلهم، فلقوا المُسلمين في موضعٍ يُعرف بِمُرج الحجارة، ونشب القتال بين الجانبين بِشدَّةٍ وعُنف، فقُتل من المُسلمين بشرٌ كثير، واستولى الخزر على مُعسكرهم، وغنموا جميع ما فيه، وذلك في عزِّ الشتاء من شهر رمضان. ولمَّا تمَّت الهزيمة على المُسلمين، طمع الخزر في البلاد، فجمعوا وحشدوا، فاستعمل يزيد بن عبد الملك على أرمينية وأذربيجان الجرَّاح بن عبد الله الحكمي، وأمدَّهُ بِجيشٍ كثيفٍ، تُقدِّرُ إحدى المصادر المُعاصرة عديده بِحوالي 25,000 جُندي، وأمرهُ أن يغزو الخزر وغيرهم من الأعداء، وقصدهم في عقر دارهم. وتسامع الخزر وحُلفاؤهم بِقُدُوم المُسلمين، فلجأوا إلى مدينة باب الأبواب. ووصل الجرَّاح إلى مدينة برذعة، فأقام بها حتَّى استراح هو ومن معه، ثُمَّ عاد وتوجَّه إلى الخزر حتَّى انتهى إلى باب الأبواب، فلم يجد أثرًا لِلخزر فيها، ويبدو أنهم انسحبوا بِسُرعةٍ من المدينة إلى منطقة حُشُودهم، فدخل المُسلمون، المدينة وبثَّ الجرَّاح سراياه على ما يُجاور المدينة، فغنموا وعادوا في اليوم التالي. وسار الخزر وحُلفاؤهم إلى المُسلمين بِقيادة ابن خاقانهم المدعو «بارجيل» أو «بارجيك»، فالتقوا عند نهر الرَّان، فنشب قتالٌ شديد بين الجانبين، وحرَّض الجرَّاح أصحابه، فظفر المُسلمون بِالخزر وهزموهم، فطاردهم المُسلمون وقتلوا منهم خلقٌ كثير وأسروا البعض الآخر، وغنموا جميع ما معهم، وفُتح حصن الحُصين سلمًا ونُقل أهله عنه، كما افتُتحت مدينة «يرغوا» بعد حصارٍ دام ستَّة أيَّام، إذ طلب أهلها الأمان فأمَّنهم الجرَّاح ونقلهم منها.

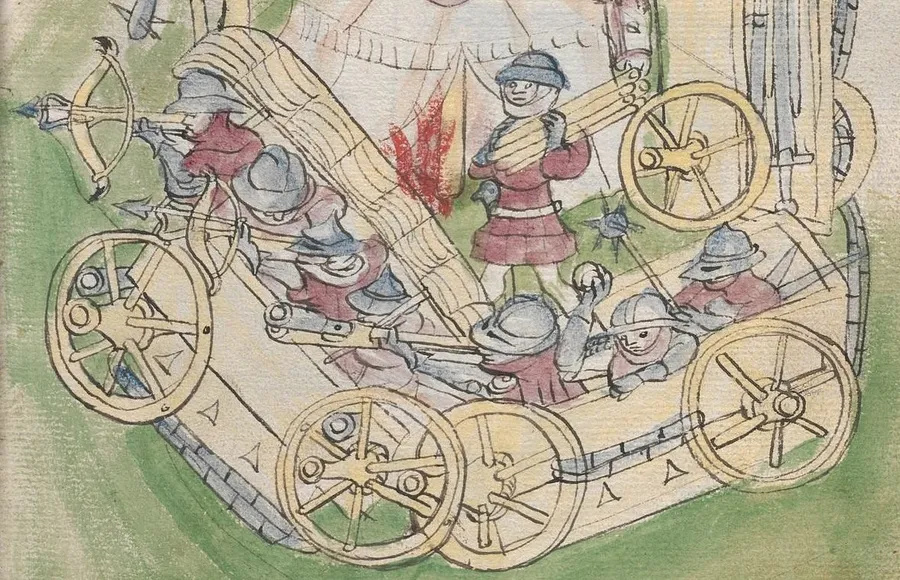
عجلاتٌ مشدودةٌ إلى بعضها. لاحظ أنَّ هذا الرسم لِجُنُودٍ ألمان وليس لِخزرٍ، والغاية منه توضيحيَّة فقط.

سار الجرَّاح بعد ذلك إلى بلنجر، وهي عاصمة الخزر، وكان أهلها قد جمعوا ثلاثمائة عجلة، شدُّوا بعضها إلى بعض وجعلوها حول مدينتهم لِيحتموا بها، وتمنع المُسلمون من الوُصُول إليهم، وكانت تلك العجل أشدُّ شيءٍ على المُسلمين في قتالهم. فلمَّا رأوا الضرر الذي عليهم منها، خرج نحو ثلاثين رجُلًا منهم نحوها حتَّى وصلوا إليها وتعلَّقوا ببعضها وقطعوا الحبل الذي يُمسكها وجذبوها، فانحدرت كُلها إلى المُسلمين كونها كانت مشدودةً إلى بعضها. والتحم القتال واشتدّ، وعظُم الأمر على الجميع، لكنَّ النصر كان حليف المُسلمين، فانهزم الخزر وحُلفاؤهم، واستولى المُسلمون على بلنجر عنوةً، وأصابوا جميع ما فيها غنائم لهم، فكان نصيب الفارس ثلاثُمائة دينار، وكانوا بضعة وثلاثين ألفًا، وكانت تلك المعركة في يوم الأحد 4 ربيع الأوَّل 104هـ المُوافق فيه 21 آب (أغسطس) 722م. وأسر الجرَّاح أولاد صاحب المدينة وأهله، ثُمَّ بعث إليه وأحضره وردَّ أمواله وأهله إليه، وعيَّنهُ حاكمًا على المدينة مُجددًا بِالنيابة عن المُسلمين، شرط أن يكون عينًا لهم يُخبرهم بما يفعله الخزر وحُلفاؤهم. بعد ذلك سار الجرَّاح عن بلنجر ونزل على حصن «الوبندر» وبنه نحو أربعين ألف بيت من التُرك، فصالحوا الجرَّاح على مالٍ يُؤدونه. وسار الجرَّاح إلى رستاق ملّي حيثُ وصله كتابٌ من صاحب بلنجر يُخبره أنَّ قبائل التُرك في تلك البلاد قد تجمَّعت وقطعت الطُرقات على المُسلمين، وأنها تقبع لهم بِالمرصاد، فقرَّر الجرَّاح الإقامة في الرستاق المذكور، خُصوصًا وأنَّ الشتاء قد أقبل، وراسل الخليفة يزيد بن عبد الملك في دمشق يُعلمه بِالفُتُوحات التي حققها ويطلب منه المدد لِقتال قبائل التُرك، فوعده إنفاذ العساكر إليه، ولكنَّ الأجل أدركه قبل أن يبعث بِما وعد به، فأرسل هشام بن عبد الملك إلى الجرَّاح المدد، وأقرَّهُ على عمله.

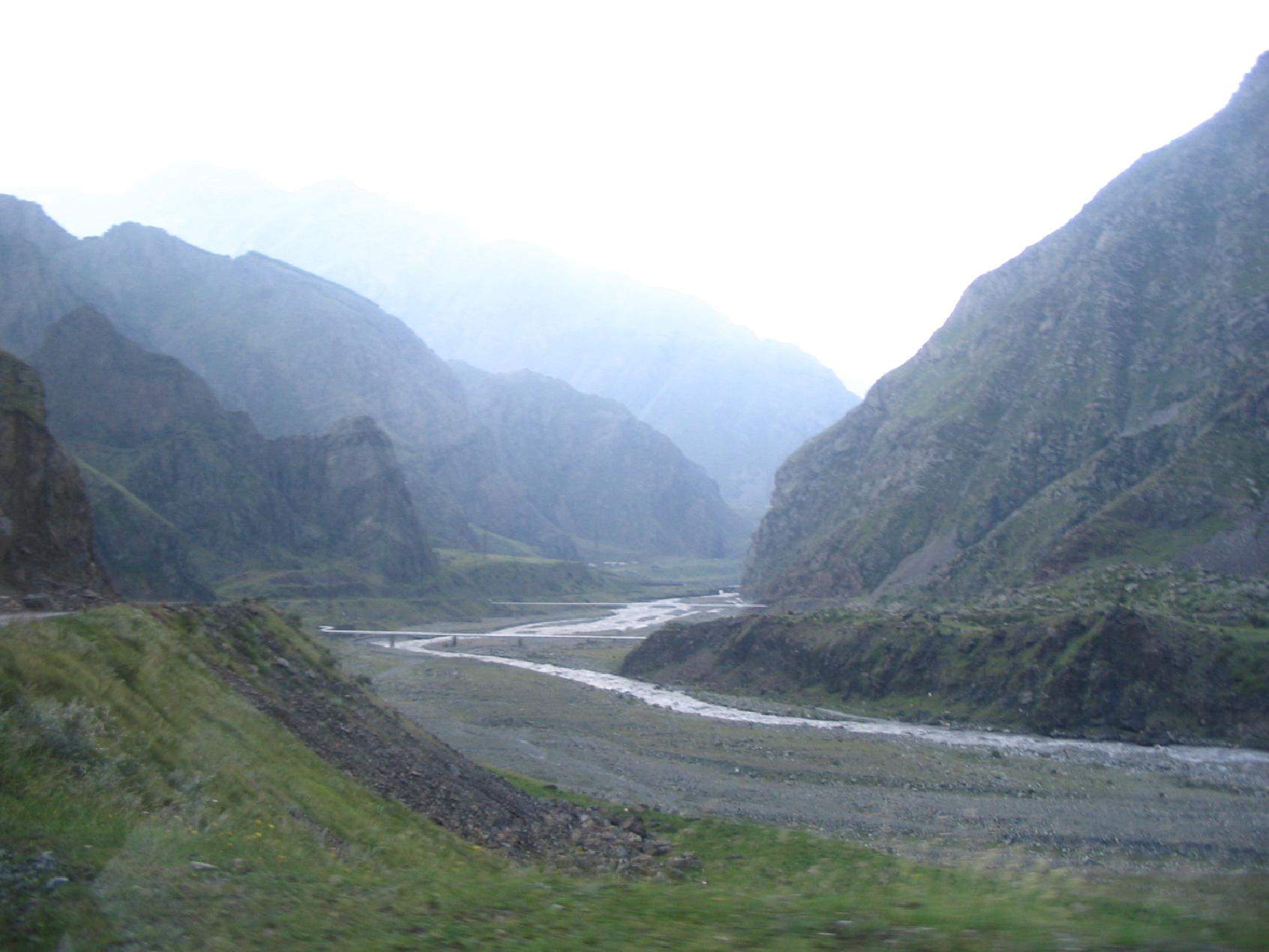
باب اللآن. يقع اليوم في جُمهُوريَّة أوسيتيا الشماليَّة-ألانيا في روسيا.

وفي سنة 105هـ المُوافقة لِسنة 723م، زحف التُرك نحو أرمينية، وزحف الجرَّاح لِصدِّهم، فالتقى الجانبان في موضعٍ يُقالُ له «الزمّ» بين نهريّ الكُرّ والرَّس من أرمينية في شهر رمضان من هذه السنة، واستمرَّ القتال أيَّامًا، فانهزم التُرك. والظاهر أنَّ المدد الذي وعد الخليفة هشام بن عبد الملك بِإرساله إلى أرمينية قد وصل إلى الجرَّاح في الوقت المُناسب، فاستأنف المُسلمون استعادة ما انتقض من أرمينية، فغزا الجرَّاح بلاد اللَّان المُجاورة لِلخزر، فاستعاد فتحها وفتح مدائن وحُصُون وراء بلنجر، وأصاب غنائم كثيرة. وفي سنة 106هـ المُوافقة لِسنة 724م، غزا الجرَّاح بلاد اللآن، فصالح أهلها وأدُّوا الجزية بعد أن أوغل في بلاد الخزر، وكان أوَّل من قفل من باب اللآن في أرمينية.
وفي سنة 107هـ المُوافقة لِسنة 725م، عزل هشام بن عبد الملك الجرَّاح عن أرمينية وأذربيجان وولَّاها أخاه مسلمة بن عبد الملك لِلمرَّة الثانية، فاستعمل مسلمة الحارث بن عمرو الطائيّ، فافتتح رستاقًا وقُرىً كثيرة، وأثَّر فيها أثرًا حسنًا. وعمل مسلمة خِلال ولايته الثانية على توطيد أكناف أرمينية وأذربيجان وأحرز انتصاراتٍ باهرةٍ على التُرك والخزر، ثُمَّ عُزل مُجددًا عن الولاية سنة 111هـ المُوافقة لِسنة 729م، وأُعيد إليها الجرَّاح بن عبد الله الحكمي.

### اضطراب أحوال أرمينية
بعد رحيل مسلمة تدهور الوضع بِسُرعة في أرمينية، فقد دخل الجرَّاح بلاد الخزر من ناحية تفليس، واستعاد فتح مدينة من مُدن الخزر هي مدينة البيضاء، ثُمَّ انصرف سالمًا. أمام هذا الأمر، عزم الخزر على الرد على المُسلمين، فجمعوا جُمُوعًا كثيرة بِقيادة بارجيك ابن الخاقان، فدخلوا أرمينية، ثُمَّ سار بارجيك على رأس جُيُوشه حتَّى دخل أذربيجان وحاصر قصبتها أردبيل. فتواجه الجرَّاح مع الخزر بعدَّة معارك، لكنَّهم تكاثروا على المُسلمين واستطاعوا هزيمتهم وإبادة جيشهم وقتل الجرَّاح نفسه بِمرج أردبيل، يوم 24 رمضان 112هـ المُوافق فيه 9 كانون الأوَّل (ديسمبر) 730م. وأسر الخزر آلاف العوائل المُسلمة من أهل أردبيل ومعهم أولاد ونساء الجرَّاح. وقطع بارجيك رأس الجرَّاح ورفعه على رمح وطاف به بين الناس، وكان جيش المُسلمين مُكونًا من 25 ألف جُندي فقط بينما حشد الخزر 300 ألف جُندي. بعدها تجرَّأ الخزر أكثر على أراضي المُسلمين وتفاقم خطرهم، فأوغلوا في البلاد حتَّى اقتربوا من الموصل، فاضطربت أرمينية وأذربيجان نارًا، وأصبح الموقف العسكريّ حرجًا ممَّا يُهدد البلاد المفتوحة بِأفدح الأخطار. لِذلك، بعث الخليفة هشام القائد سعيد بن عمرو الحرشي مع جيشٍ إلى القفقاس فاستطاع هزيمة الخزر واسترداد بعض المُدن وحماية أُخرى مُعرَّضة لِلخطر، وحرَّر أسرى المُسلمين خلال فترةٍ بسيطة، ولم يكتفِ هشام بذلك فولَّى أخاه مسلمة بن عبد الملك على أرمينية لِلمرَّة الثالثة في شهر شوال سنة 112هـ، المُوافق فيه شهر كانون الأوَّل (ديسمبر) سنة 730م، وأرسله مُباشرةً مع جيشٍ كبيرٍ لِتسوية الأوضاع مع الخزر في القفقاس.

### فتح حيزان
انطلق مسلمة إلى أرمينية مُسرعًا لاستعادة هيبة الدولة وإعادة الأمن، وكان عليه أن يبدأ بِمدينة باب الأبواب التي وقعت تحت سيطرة الخزر مُجددًا، فيُعيدها إلى المُسلمين حتَّى لا يُعرِّض خُُطوط مُواصلات الجيش الإسلامي لِلخطر، لكنَّهُ لم يفعل ذلك، فعبرها بعد أن وجد فيها حوالي 1,000 جُندي مع عائلاتهم، وتوجَّه إلى قلعة حيزان الواقعة في شروان، فوجد فيها ألف جُندي خزري آخر معهم نسائهم وأولادهم، فدعا مسلمة الألف جندي للاستسلام وطاعة المُسلمين فرفضوا فاضطرَّ لِمُحاربتهم فترة طويلة حتَّى لم يستطع أن يقدر عليهم، فضرب حصارًا على القلعة حتَّى انعدم طعامُ المُحاصرين، وأصابت أهل حيزان مجاعة بسبب ذلك، فأرسلوا لِمسلمة يطلبون منه الصُلح مُقابل أن يُعطيهم الأمان وأن لا يقتُل منهم أحد فأقسم لهم مسلمة أنه لن يقتل رجُلًا أو كلبًا منهم، فرضي جُنُود الخزر بذلك ونزلوا من قلعتهم وكانوا جميعهم ممن قاتل المُسلمين قبل ذلك، فلَم يفي مسلمة بما قاله لهم، فلمَّا استسلموا قتلهم جميعًا باستثناء واحدٍ منهم، وقتل كُل كلب للخزر كان في القلعة ما عدا كلبٌ واحد، وقد برَّر الإمام والمُؤرَّخ شمس الدين الذهبي ما فعله مسلمة بقوله: «...وَرَأَى أَنَّ هَذَا سَائِغًا لَه، وَأَنَّ الحَربَ خِدعَة». ثُمَّ أمر مسلمة بهدم الحصن الذي احتمى به الخزر فهُدِم حتى تمَّ تسويته بِالأرض، ثُمَّ أمر بإحضار نساء الجُنُود وأولادهم بعدما هُدِم الحصن فأمر بتسكينهم في المدينة، واتخذ مسلمة لنفسه بِحيزان ضياعًا وسُميت هذه الضياع فيما بعد بحوز حيزان. ثم بعد فتح حيزان سار مسلمة بِجيشه باتجاه باب الأبواب فكان لا يدخل بلدًا أو يمر بها إلَّا وقد تسالم معه أهلها وخرج إليه ملكها بِفُرسانه ورجاله إكرامًا له، وسار إلى أرض سوران فسأله ملكها الصُلح فصالحه، وصالح أهل مسقط وأهل الكُرّ، وخلال مسيره هذا صالحه مُلُوك جبال القفقاس وانضموا إليه في حملته، واجتمعوا إليه بأجمعهم وأدُّوا إليه الخِراج وساروا معه، وكان من ضمن أولئك المُلُوك حسب البلاذري شروانشاه وليرانشاه وطبرسرانشاه وفيلانشاه وخرشانشاه وملك مسقط، وذكر الطبري وغيره من المُؤرِّخين أنَّ مسلمة فرَّق الجُيُوش في بلاد الخزر وفُتِحت على يديه مدائن وحُصُون وقتل وأسر وسبى كثيرٌ من الخزر، وحرق كثيرٌ من هؤلاء أنفسهم بالنار داخل مُدنهم وحُصُونهم عندما هُزِموا. وذكر ابن كثير أن مسلمة توغَّل سنة 113هـ في بلاد الخزر فقتل منهم الكثير، وفتح بلادًا عديدة، واستسلمت ودانت له الممالك القريبة من مدينة بلنجر.

### غزوة الطين والفتح النهائي لِباب الأبواب

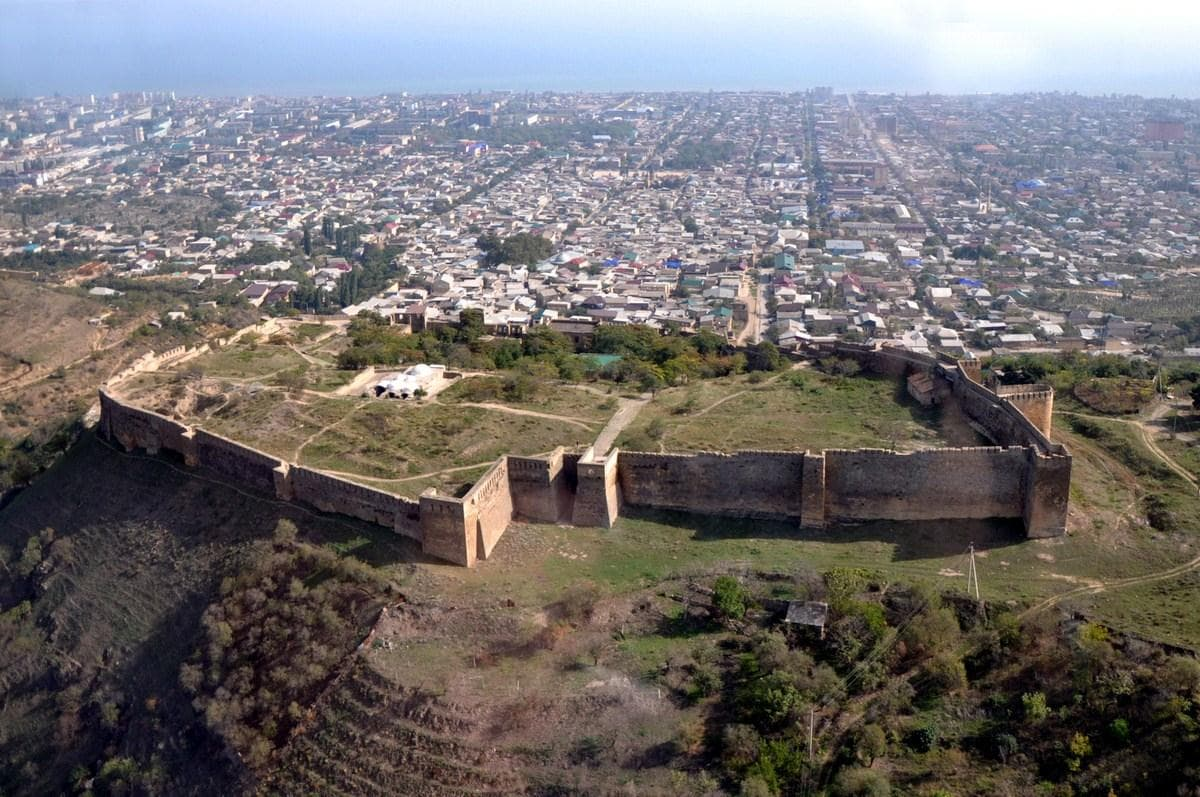
قلعة باب الأبواب كاشفةً مُحيطها. كان هذا الموقع الاستراتيجي لِلقلعة السبب الأساسي وراء اقتتال المُسلمين والخزر لِلسيطرة عليها.

قال ابن الأثير إنَّ مسلمة لمَّا توغَّل في بلاد الخزر سنة 113هـ واشتبك معهم وقتل منهم الكثير، كان بارجيك طرخان، ابن خاقان الخزر وقاتل الجرَّاح الحكمي، من جُملة أولئك القتلى، ولمَّا وصلت الأخبار إلى الخاقان تُفيد بِمقتل ولده ومسير المُسلمين إلى القفقاس لغزو الخزر، بدأ يجمع الناس والجُنُود استعدادًا لِلقاء المحتوم، فاستطاع جمع جيش كبير العدد عظيم العدَّة، وصفه ابن الأثير بِقوله: «...فَاجْتَمَعَتْ تِلْكَ الْأُمَمُ جَمِيعُهَا، الْخَزَرُ وَغَيْرُهُمْ عَلَيْهِ فِي جَمْعٍ لَا يَعْلَمُ عَدَدَهُمْ إِلَّا اللَّهُ تَعَالَىٰ» وسار بِجُيُوشه لِلحرب، فلمَّا علم مسلمة بِأمرهم وبضخامة جيش الخزر القادم إليه وأنهم قادمون إليه دون أن يتجهَّز، قرَّر خداعهم، فأمر رجاله بإشعال النيران في المُعسكر حتى يظن الخزر أنهم مُتواجدون، وفي الليل بعد صلاة العشاء ارتحل مسلمة بجيشه سرًا وتركوا خيامهم في مكانها حتى لا يُدرك الخزر ما جرى. وجعل مسلمة ضُعفاء الجيش إلى جانبه في المُقدِّمة وجعل الشُجعان والأقوياء منهم في المُؤخرة حتَّى إذا ما لحقهم الخزر وهاجموهم مُباشرةً يكون أوَّل من يُقاتلهم أقوى جُنُوده، وأسرع بجيشه وقلَّل من مرَّات توقفهم لِلراحة، حتَّى وصل إلى باب الأبواب ثُمَّ تقدَّم حتَّى نزل ما بين الرمل في مكانٍ يُقال له «باب واق» فعسكر هُناك. ولقي مسلمة خاقان الخزر في جُمُوعه، فنشب بين الجانبين قتالٌ مديد استغرق قريبًا من شهر، وبرز فيه مروان بن مُحمَّد الأُموي، ابن عم مسلمة، كقائدٍ بارزٍ قديرٍ، فقتل عددًا كبيرًا من الخزر، وصمد بوجههم صُمُودًا قويًّا. وأصاب الجمعين مطرٌ شديد جعل ساحة المعركة تغُصُّ بِالطين، فعانى الطرفان مُعاناة شديدة، لكنَّ الغلبة كانت لِلمُسلمين في نهاية المطاف، وانهزم الخاقان وجُنُوده يوم 17 جمادى الآخرة 113هـ المُوافق فيه 15 آب (أغسطس) 731م، وسُمِّيت هذه الغزوة بِـ«غزوة الطين».

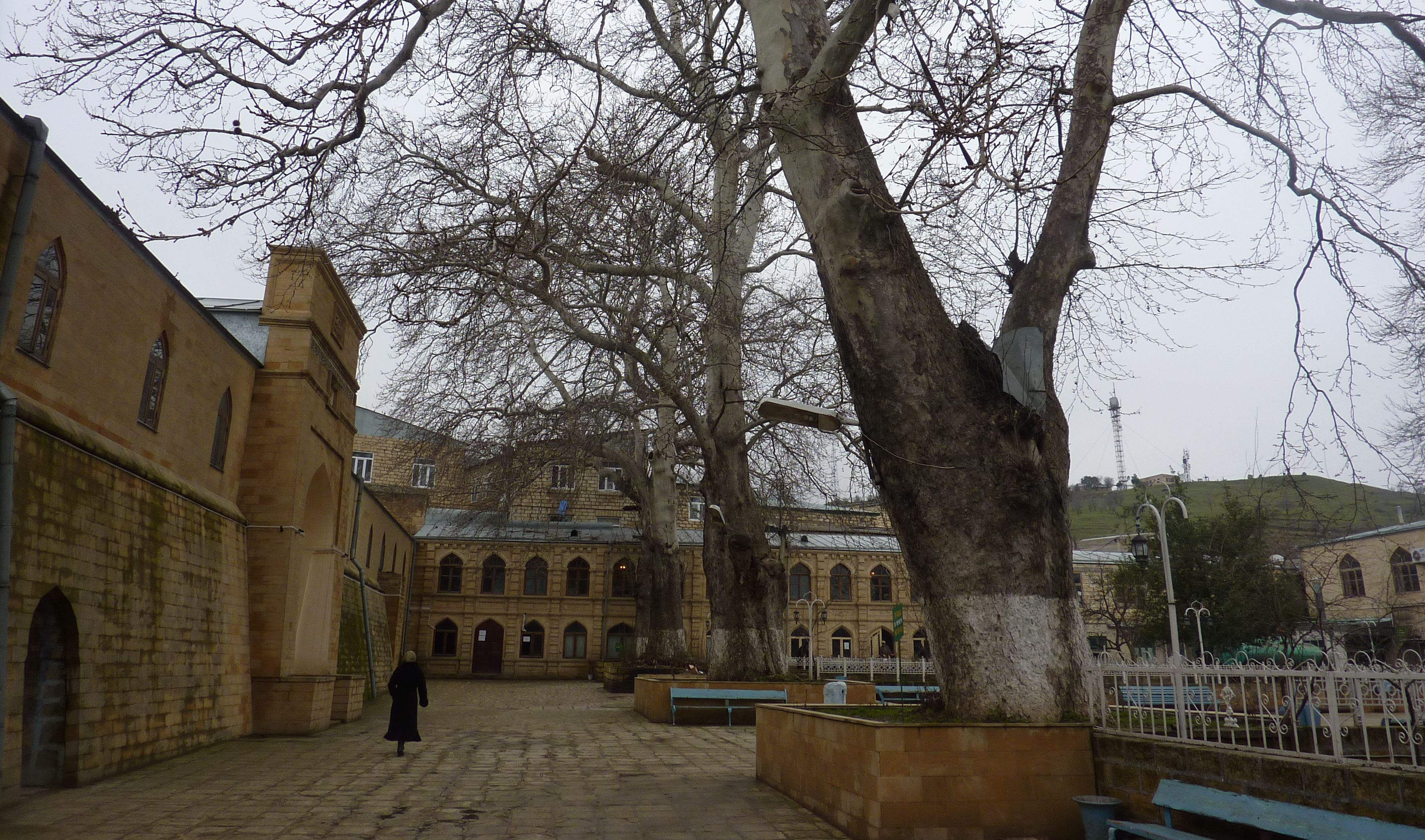
مسجد الجُمُعة في الدربند (باب الأبواب)، يعود تاريخ بنائه إلى فتح مسلمة بن عبد الملك للمدينة.

بعدما هُزم خاقان الخزر وجيشه، سار مسلمة على رأس جُنُوده إلى مدينة باب الأبواب لاستعادة فتحها، فلمَّا وصلها وجد في قلعتها الكبرى ألف عائلةٍ من الخزر، ففرض عليها الحصار فترةً طويلة، وأقام عليها المجانيق ورمى أسوارها بِالحجارة فلم ينجح بفتحها، فقام برميها بِحديدٍ اتخذه على هيئة الحجارة فلم ينجح باختراق أسوارها أيضًا، ورأى أنَّ لا حيلة له أمامها وكاد أن ينصرف ويتركها لولا أن أتاه أحد رجال الخزر وعرض عليه أن يُسلِمه القلعة لقاء الحفاظ على نفسه وماله وأهله وأولاده، فرضي مسلمة بِذلك. فعمد الخزريّ إلى عينٍ كان الشاه الساساني كسرى أنوشيروان قد حفرها في القرن السادس الميلاديّ وجعلها تصب الماء في صهريج المدينة، وعندما وصل الرجل لِلعين أمر رجال مسلمة بأن يحفروا بِموضعٍ مُعيَّن حتَّى وصلوا لِلماء، ثُمَّ أتى بِرُؤوسٍ من البقر والغنم فذبحها وألقى فرثها وفضلاتها الأُخرى في الصهريج، كما أمر بِإلقاء الحلتيت معها، وعندما تأكَّد من أنَّ الدماء كُلُّها قد أصبحت في الصهاريج أمر بقطع الماء عنها فقُطِعت، وأجرى آبار العين إلى الوادي. ولم يمكث ماء المدينة إلَّا ليلةً حتَّى دوَّد وأنتن وفسد، واضطرَّ الخزر إلى الهرب منها، فأخلوها ليلًا بعد أن تراجع الجيش الإسلامي فاسحًا المجال لهم بالانسحاب. بعدها دخل مسلمة المدينة ففحصها وفحص حصانتها، ثم أمر بتنظيف الصهاريج من الذبائح والدماء فنُظِفت، ثم أجرى فيها الماء كما كان، ورمَّم أسوارها، وقام بِتوطين أربعة وعشرين ألف جُندي من أهل الشَّام فيها، وأمر بتقسيمها لِأربعة أرباع، ربعٌ لِأهل دمشق، وربعٌ لِأهل حِمص، وربعٌ لِأهل فلسطين، وربعٌ لِسائر أهل الشَّام والجزيرة الفُراتيَّة. وبنى مسلمة في باب الأبواب هُريًا لِلطعام، وهُريًا لِلشعير، وخزانةً لِلسِّلاح، واستخلف ابن عمِّه مروان بن مُحمَّد على جميع المُسلمين فيها. وهكذا جعل مسلمة من هذه المدينة قاعدةً أمنيَّةً مُتقدمة في مُحاولةٍ لِعدم خُرُوجها من يد المُسلمين مُجددًا، ولكي ينطلق منها المُسلمون شمالًا لِحماية البلاد المفتوحة ولِإضافة فتحٍ جديد. وفي سنة 114هـ المُوافقة لِسنة 732م، استعمل هشام بن عبد الملك ابن عمِّه مروان بن مُحمَّد على أرمينية وأذربيجان والجزيرة الفُراتيَّة، وعزل مسلمة بن عبد الملك. وقد تهيَّأ لِمروان من الفُتُوحات أمرٌ عظيم، فأوقع الرُعب في قُلُوب الخزر والتُرك وهزمهم في عدَّة وقعات، ووطَّد أركان الأمن والاستقرار في أرمينية، وأصبح الذين كان دأبهم الانتقاض على الدولة والشغب عليها وقطع الجزية عنها أو المُماطلة في أدائها، يخافون مروان ويهابونه ويُطيعونه ويُنفذون أوامره، كما أصبح لِلدولة هيبة في نُفُوس السُكَّان، لِذلك نعمت أرمينية بِالسَّلام والاستقرار، وانصرف مروان إلى التعمير، حتَّى عاد أدراجه من أرمينية إلى دمشق على رأس جيشٍ ضخم سنة 127هـ المُوافقة لِسنة 744م مُطالبًا بِالخلافة، فتولَّاها بعد يزيد بن الوليد، وعند هذه النُقطة توقفت عمليَّات الفُتُوح في أرمينية.

## أرمينية تحت الحُكم الإسلامي

خريطة تُصوِّر أرمينية وكُورها وسائر القفقاس سنة 750م بعد أن دخلت تحت جناح الدولة الأُمويَّة وأصبحت جُزءًا من ديار الإسلام، وتظهر في شمال حُدود خانيَّة الخزر التي استمرَّت تُحارب المُسلمين سنواتٍ طويلة بعد تمام فتح أرمينية.

بعد استتباب الأمر لِلمُسلمين في أرمينية، قُسِّم هذا الإقليم إلى أربع كور: أرمينية الأولى والثانية والثالثة والرابعة، وهو ذات التقسيم الذي اعتبروه زمن الفُتُوحات لِهذه البلاد. وأعاد المُسلمون بناء مدينة دُبيل وحصَّنوها، وجُعلت مقرَّ الأمير الأرمني، الحاكم الفعليّ لِأرمينية والذي كان يُدين بِالولاء لِلخليفة، وتمركزت فيها حامية إسلاميَّة لِرد غارات الخزر والروم، وقد شكَّلت أرمينية مع أذربيجان والجزيرة الفُراتيَّة ولايةً كُبرى يتولَّاها قائدٌ واحد يُعيِّنه الخليفة من دمشق، ويتخذ من دُبيل مقرًا له إلى جانب الأمير الأرمني. وكانت سُلطة الوالي المُسلم محصورة في إمارة الجيش والدفاع عن البلاد وجمع الخِراج، أمَّا السُلطة السياسيَّة فكانت بِيد الأمير الأرمني الذي كان يُلقَّب «بطريق البطارقة» بِالعربيَّة، ويغلب الظن أنَّ أوَّل من حمل هذا اللقب من الحُكَّام الأرمن كان «بُقراط بن أشوط البقرادوني» (تُوفي بعد سنة 851م)، وكان مسؤولًا عن أعماله أمام الوالي المُسلم، ويتولَّى جباية الخِراج وتسليمها له، ومدِّه بِالمُساندة العسكريَّة فيما لو تعرَّضت البلاد لِخطرٍ مُشترك يُهدد الأرمن والمُسلمين على حدٍ سواء. ونجح الوُلاة المُسلمون في إحباط جميع الدسائس والمُؤامرات التي حاولت الإمبراطوريَّة البيزنطيَّة استغلالها لِإيقاف مد الفُتُوحات، فضلًا عن المُحاولات المُتعددة لِلكرج من أجل استعادة السيطرة على بلادهم. ولمَّا سقطت الدولة الأُمويَّة وقامت الدولة العبَّاسيَّة على أنقاضها، اتبع الخُلفاء العبَّاسيُّون نفس الأُسلوب الإداري الذي انتهجه الخُلفاء الراشدون والأُمويُّون في أرمينية، وهو تعيين وُلاة مُسلمين إلى جانب أُمراءٍ محليين من البيت البُقراطي البقرادوني الحاكم، وبِشكلٍ وراثيٍّ على العكس من نظام الولاية في بقيَّة البلاد الإسلاميَّة الأُخرى، وامتازت إدارة أرمينية خِلال هذا العصر بِكونها إدارة قويَّة مُنضبطة. وقد بقي أغلب الأرمن على دينهم المسيحي، واحتفظوا بهويَّتهم القوميَّة ولم يستعربوا، بينما دخلت أقوامٌ أُخرى من أهل أرمينية في الإسلام أفواجًا، وفي مُقدمتهم الأكراد، الذين يبدو أنهم شرعوا باعتناق الإسلام مُنذُ سنة 21هـ عندما دخلت غالبيَّة المناطق الكُرديَّة تحت جناح الدولة الإسلاميَّة، وقد دخل أغلب هؤلاء في الإسلام طوعًا، وكان لهم إسهامٌ بارزٌ في الفُتُوحات، وأصبحوا بِمُرور الزمن إحدى أبرز القوميَّات المُسلمة في العالم، إلى جانب العرب والتُرك والفُرس والبربر وغيرهم.

### باللُغة العربيَّة
1. ↑  البلاذري، أبو الحسن أحمد بن يحيی بن جابر بن داود البغدادي (1988م). فُتُوح البُلدان. بيروت - لُبنان: دار ومكتبة الهلال. ص. 175 - 176. مؤرشف من الأصل في 31 مايو 2019. اطلع عليه بتاريخ 22 كانون الأوَّل (ديسمبر) 2018م. {{استشهاد بكتاب}}: تحقق من التاريخ في: |تاريخ الوصول= و|سنة= (مساعدة)
2. ↑  الطبري، أبو جعفر مُحمَّد بن جُریر بن يزید بن کثير بن غالب؛ تحقيق: مُحمَّد أبو الفضل إبراهيم (1387هـ - 1967م). تاريخ الرُسل والمُلُوك (PDF) (ط. الثانية). القاهرة - مصر: دار المعارف. ج. الجُزء الرابع. ص. 102. مؤرشف من الأصل (PDF) في 12 أغسطس 2019. اطلع عليه بتاريخ 22 كانون الأوَّل (ديسمبر) 2018م. {{استشهاد بكتاب}}: تحقق من التاريخ في: |تاريخ الوصول= و|سنة= (مساعدة)
3. ↑  ابن الأثير الجزري، عز الدين أبي الحسن عليّ بن مُحمَّد الموصلِّي الشيباني؛ تحقيق: أبي الفداء عبد الله القاضي (1407هـ - 1987م). الكامل في التاريخ (PDF) (ط. الأولى). بيروت - لُبنان: دار الكُتُب العلميَّة. ج. المُجلَّد الثاني. ص. 378. مؤرشف من الأصل (PDF) في 10 يناير 2020. اطلع عليه بتاريخ 22 كانون الأوَّل (ديسمبر) 2018م. {{استشهاد بكتاب}}: تحقق من التاريخ في: |تاريخ الوصول= و|سنة= (مساعدة)
4. 1 2  أبو الفضل، محمود ثروت (16 رمضان 1436هـ - 3 تمُّوز (يوليو) 2015م). "غزاة حبيب بن مسلمة.. يوم فتح المُسلمون أرمينية". شبكة الألوكة. مؤرشف من الأصل في 22 كانون الأوَّل (ديسمبر) 2018م. اطلع عليه بتاريخ 22 كانون الأوَّل (ديسمبر) 2018م. {{استشهاد ويب}}: تحقق من التاريخ في: |تاريخ الوصول=، |تاريخ=، و|تاريخ أرشيف= (مساعدة)
5. ↑  البلاذري، أبو الحسن أحمد بن يحيی بن جابر بن داود البغدادي (1988م). فُتُوح البُلدان. بيروت - لُبنان: دار ومكتبة الهلال. ص. 196 - 197. مؤرشف من الأصل في 31 مايو 2019. اطلع عليه بتاريخ 22 كانون الأوَّل (ديسمبر) 2018م. {{استشهاد بكتاب}}: تحقق من التاريخ في: |تاريخ الوصول= و|سنة= (مساعدة)
6. ↑  شبارو، عصام مُحمَّد (1995م). الدولة العربيَّة الإسلاميَّة الأولى (ط. الثالثة). بيروت - لُبنان: دار النهضة العربيَّة. ص. 345. {{استشهاد بكتاب}}: تحقق من التاريخ في: |سنة= (مساعدة)
7. 1 2  درغام، عطا (22 كانون الأوَّل (ديسمبر) 2015م). "تاريخ الأرمن في مصر الإسلاميَّة في مائة عام هجريَّة، من سنة 466 - 566هـ \ 1073 - 1171م". شبكة الحوار المُتمدِّن. مؤرشف من الأصل في 22 كانون الأوَّل (ديسمبر) 2018م. اطلع عليه بتاريخ 22 كانون الأوَّل (ديسمبر) 2018م. {{استشهاد ويب}}: تحقق من التاريخ في: |تاريخ الوصول=، |تاريخ=، و|تاريخ أرشيف= (مساعدة)
8. ↑  ابن الفقيه الهمذاني، أبو بكر شهاب‌ الدين أحمد بن مُحمَّد بن إسحٰق بن إبراهيم الأخباري (1302هـ). مُختصر كتاب البُلدان (PDF). لايدن - مملكة هولندا: دار بريل لِلنشر. ص. 286. مؤرشف من الأصل (PDF) في 24 ديسمبر 2018. اطلع عليه بتاريخ 24 كانون الأوَّل (ديسمبر) 2018م. {{استشهاد بكتاب}}: تحقق من التاريخ في: |تاريخ الوصول= و|سنة= (مساعدة)
9. ↑  الإصطخري، أبو القاسم إبراهيم بن مُحمَّد الكرخي (1873). المسالك والممالك (PDF). لايدن - مملكة هولندا: دار بريل لِلنشر. ص. 345. مؤرشف من الأصل (PDF) في 25 ديسمبر 2017. اطلع عليه بتاريخ 24 كانون الأوَّل (ديسمبر) 2018م. {{استشهاد بكتاب}}: تحقق من التاريخ في: |تاريخ الوصول= و|سنة= (مساعدة)
10. ↑  ابن خرداذبة، أبو القاسم عُبيد الله بن عبد الله (1306هـ). المسالك والممالك (PDF). لايدن - مملكة هولندا: دار بريل لِلنشر. ص. 122. مؤرشف من الأصل (PDF) في 25 ديسمبر 2018. اطلع عليه بتاريخ 24 كانون الأوَّل (ديسمبر) 2018م. {{استشهاد بكتاب}}: تحقق من التاريخ في: |تاريخ الوصول= و|سنة= (مساعدة)
11. ↑  الحموي، شهاب الدين أبو عبد الله ياقوت بن عبد الله الرومي (1995). مُعجم البُلدان (ط. الثانية). بيروت - لُبنان: دار صادر. ج. الجُزء الأوَّل. ص. 160. مؤرشف من الأصل في 24 ديسمبر 2018. اطلع عليه بتاريخ 24 كانون الأوَّل (ديسمبر) 2018م. {{استشهاد بكتاب}}: تحقق من التاريخ في: |تاريخ الوصول= و|سنة= (مساعدة)
12. 1 2  خطَّاب، محمود شيت (1419هـ - 1998م). قادة الفتح الإسلامي في أرمينية (PDF) (ط. الأولى). جدَّة - السُعُوديَّة؛ بيروت - لُبنان: دار الأندلُس الخضراء ودار ابن حزم. ص. 22. مؤرشف من الأصل (PDF) في 17 ديسمبر 2019. اطلع عليه بتاريخ 24 كانون الأوَّل (ديسمبر) 2018م. {{استشهاد بكتاب}}: تحقق من التاريخ في: |تاريخ الوصول= و|سنة= (مساعدة)
13. ↑  البلاذري، أبو الحسن أحمد بن يحيی بن جابر بن داود البغدادي (1988م). فُتُوح البُلدان. بيروت - لُبنان: دار ومكتبة الهلال. ص. 194. مؤرشف من الأصل في 25 ديسمبر 2018. اطلع عليه بتاريخ 22 كانون الأوَّل (ديسمبر) 2018م. {{استشهاد بكتاب}}: تحقق من التاريخ في: |تاريخ الوصول= و|سنة= (مساعدة)
14. ↑   واحدة أو أكثر من الجمل السابقة تتضمن نصاً من منشور أصبح الآن في الملكية العامة: Chisholm, Hugh, ed. (1911). "Derbent". Encyclopædia Britannica (بالإنجليزية) (11th ed.). Cambridge University Press. Vol. 8. p. 64.
15. ↑  خطَّاب، محمود شيت (1419هـ - 1998م). قادة الفتح الإسلامي في أرمينية (PDF) (ط. الأولى). جدَّة - السُعُوديَّة؛ بيروت - لُبنان: دار الأندلُس الخضراء ودار ابن حزم. ص. 43. مؤرشف من الأصل (PDF) في 17 ديسمبر 2019. اطلع عليه بتاريخ 24 كانون الأوَّل (ديسمبر) 2018م. {{استشهاد بكتاب}}: تحقق من التاريخ في: |تاريخ الوصول= و|سنة= (مساعدة)
16. 1 2  كريستنسن، أرثر؛ ترجمة: يحيى الخشَّاب (1980). إيران في عهد الساسانيين (PDF) (ط. الأولى). بيروت - لُبنان: دار النهضة العربيَّة. ص. 431. مؤرشف من الأصل (PDF) في 10 يناير 2020. اطلع عليه بتاريخ 24 كانون الأوَّل (ديسمبر) 2018م. {{استشهاد بكتاب}}: تحقق من التاريخ في: |تاريخ الوصول= و|سنة= (مساعدة)
17. ↑  رُستم، أسد جبرائيل (1955). الروم في سياستهم وحضارتهم ودينهم وثقافتهم وصلاتهم بالعرب (ط. الأولى). بيروت - لُبنان: دار المكشوف. ج. الجُزء الأوَّل. ص. 227. مؤرشف من الأصل في 2020-01-10. اطلع عليه بتاريخ 25 كانون الأوَّل (ديسمبر) 2018م. {{استشهاد بكتاب}}: تحقق من التاريخ في: |تاريخ الوصول= و|سنة= (مساعدة)
18. ↑  زكي بك، مُحمَّد أمين؛ نقله إلى العربيَّة: مُحمَّد علي عوني (1936). خُلاصة تاريخ الكُرد وكُردستان من أقدم العُصُور التاريخيَّة حتَّى الآن. القاهرة - مصر: مطبعة السعادة. ص. 41 - 46. مؤرشف من الأصل في 23 مارس 2020. اطلع عليه بتاريخ 25 كانون الأوَّل (ديسمبر) 2018م. {{استشهاد بكتاب}}: تحقق من التاريخ في: |تاريخ الوصول= و|سنة= (مساعدة)
19. ↑  الفيروزآبادي، أبو طاهر مُجيد الدين مُحمَّد بن يعقوب بن مُحمَّد بن إبراهيم الشيرازي (2007). القاموس المُحيط (ط. الجديدة للونان). بيروت - لُبنان: دار الكُتُب العلميَّة. ج. الجُزء الثاني. ص. 273. مؤرشف من الأصل في 2020-03-23. اطلع عليه بتاريخ 25 كانون الأوَّل (ديسمبر) 2018م. {{استشهاد بكتاب}}: تحقق من التاريخ في: |تاريخ الوصول= و|سنة= (مساعدة)
20. ↑  المغلوث، سامي بن عبد الله بن أحمد (1431هـ - 2010م). أطلس الفُتُوحات الإسلاميَّة في عهد الخُلفاء الراشدين (ط. الأولى). الرياض - السُعُوديَّة: مكتبة العبيكان. ص. 318. ISBN:9789960548517. مؤرشف من الأصل في 23 مارس 2020. اطلع عليه بتاريخ 25 كانون الأوَّل (ديسمبر) 2018م. {{استشهاد بكتاب}}: تحقق من التاريخ في: |تاريخ الوصول= و|سنة= (مساعدة)
21. ↑  خطَّاب، محمود شيت (1419هـ - 1998م). قادة الفتح الإسلامي في أرمينية (PDF) (ط. الأولى). جدَّة - السُعُوديَّة؛ بيروت - لُبنان: دار الأندلُس الخضراء ودار ابن حزم. ص. 29. مؤرشف من الأصل (PDF) في 17 ديسمبر 2019. اطلع عليه بتاريخ 24 كانون الأوَّل (ديسمبر) 2018م. {{استشهاد بكتاب}}: تحقق من التاريخ في: |تاريخ الوصول= و|سنة= (مساعدة)
22. ↑  ابن البطريق، سعيد (1909). كتاب التاريخ المجموع على التحقيق والتصديق. بيروت - الدولة العُثمانيَّة: مطبعة الآباء اليسوعيين. ص. 2. مؤرشف من الأصل في 23 مارس 2020. اطلع عليه بتاريخ 25 كانون الأوَّل (ديسمبر) 2018م. {{استشهاد بكتاب}}: تحقق من التاريخ في: |تاريخ الوصول= و|سنة= (مساعدة)
23. ↑  المسعودي، أبو الحسن عليّ بن الحُسين (1986). مُرُوج الذهب ومعادن الجوهر (ط. الأولى). بيروت - لُبنان: دار الكُتُب العلميَّة. ص. 183. ISBN:2745113844. مؤرشف من الأصل في 2020-03-23. اطلع عليه بتاريخ 28 كانون الأوَّل (ديسمبر) 2018م. {{استشهاد بكتاب}}: تحقق من التاريخ في: |تاريخ الوصول= و|سنة= (مساعدة)
24. ↑  النُويري، شهاب الدين أحمد بن عبد الوهَّاب بن مُحمَّد التيمي البكري (1424هـ - 2004م). نهاية الأرب في فنون الأدب (ط. الأولى). بيروت - لُبنان: دار الكُتُب العلميَّة. ج. الجُزء الرابع عشر. ص. 263. مؤرشف من الأصل في 2020-03-23. اطلع عليه بتاريخ 28 كانون الأوَّل (ديسمبر) 2018م. {{استشهاد بكتاب}}: تحقق من التاريخ في: |تاريخ الوصول= و|سنة= (مساعدة)
25. ↑  البلاذري، أبو الحسن أحمد بن يحيی بن جابر بن داود البغدادي (2013). فُتُوح البُلدان (ط. الرابعة عشر). بيروت - لُبنان: دار الكُتُب العلميَّة. ص. 120. مؤرشف من الأصل في 2020-03-23. اطلع عليه بتاريخ 28 كانون الأوَّل (ديسمبر) 2018م. {{استشهاد بكتاب}}: تحقق من التاريخ في: |تاريخ الوصول= (مساعدة)
26. ↑  الزُبيدي، أبو الفيض مُحمَّد مُرتضی بن مُحمَّد البلكرامي الحُسيني (2011). تاج العروس من جواهر القاموس (ط. الأولى). بيروت - لُبنان: دار الكُتُب العلميَّة. ج. الجُزء السابع. ص. 166. مؤرشف من الأصل في 2020-03-23. اطلع عليه بتاريخ 28 كانون الأوَّل (ديسمبر) 2018م. {{استشهاد بكتاب}}: تحقق من التاريخ في: |تاريخ الوصول= و|سنة= (مساعدة)
27. ↑  ابن الأثير الجزري، عز الدين أبي الحسن عليّ بن مُحمَّد الموصلِّي الشيباني؛ تحقيق: أبي الفداء عبد الله القاضي (2010). الكامل في التاريخ (ط. المُعادة). بيروت - لُبنان: دار الكُتُب العلميَّة. ج. الجُزء الأوَّل. ص. 340. ISBN:2745100467. مؤرشف من الأصل في 2020-03-23. اطلع عليه بتاريخ 28 كانون الأوَّل (ديسمبر) 2018م. {{استشهاد بكتاب}}: تحقق من التاريخ في: |تاريخ الوصول= و|سنة= (مساعدة)
28. ↑  الحموي، شهاب الدين أبو عبد الله ياقوت بن عبد الله الرومي (1995). مُعجم البُلدان (ط. الثانية). بيروت - لُبنان: دار صادر. ج. الجُزء الأوَّل. ص. 161. مؤرشف من الأصل في 29 ديسمبر 2018. اطلع عليه بتاريخ 28 كانون الأوَّل (ديسمبر) 2018م. {{استشهاد بكتاب}}: تحقق من التاريخ في: |تاريخ الوصول= و|سنة= (مساعدة)
29. ↑  الإصطخري، أبو القاسم إبراهيم بن مُحمَّد الكرخي؛ تحقيق: مُحمَّد جابر عبد العال الحيني. المسالك والممالك. القاهرة - مصر: الهيئة العامة لِقُصُور الثقافة. ص. 112 - 113. مؤرشف من الأصل في 29 ديسمبر 2018. اطلع عليه بتاريخ 28 كانون الأوَّل (ديسمبر) 2018م. {{استشهاد بكتاب}}: تحقق من التاريخ في: |تاريخ الوصول= (مساعدة)
30. ↑  ابن عبد الحق البغدادي، صفيُّ الدين عبد المُؤمن القطيعي الحنبلي؛ تحقيق: علي مُحمَّد البجَّاوي (1373هـ - 1954م). مراصد الاطلاع على أسماء الأمكنة والبقاع (PDF) (ط. الأولى). بيروت - لُبنان: دار المعرفة لِلطباعة والنشر. ص. 266. مؤرشف من الأصل (PDF) في 10 يناير 2020. اطلع عليه بتاريخ 28 كانون الأوَّل (ديسمبر) 2018م. {{استشهاد بكتاب}}: تحقق من التاريخ في: |تاريخ الوصول= و|سنة= (مساعدة)
31. ↑  العُمري، أبو العبَّاس شهاب الدين أحمد بن فضل الله بن يحيى بن أحمد؛ تحقيق: مهدي النجم (2010). مسالك الأبصار في ممالك الأمصار (ط. الأولى). بيروت - لُبنان: دار الكُتُب العلميَّة. ج. الجُزء الثاني. ص. 106 - 107. مؤرشف من الأصل في 2020-03-23. اطلع عليه بتاريخ 28 كانون الأوَّل (ديسمبر) 2018م. {{استشهاد بكتاب}}: تحقق من التاريخ في: |تاريخ الوصول= و|سنة= (مساعدة)
32. ↑  "الكنيســة الأرمنيـــة". سالزيان الشرق الأوسط. مؤرشف من الأصل في 29 كانون الأوَّل (ديسمبر) 2018م. اطلع عليه بتاريخ 29 كانون الأوَّل (ديسمبر) 2018م. {{استشهاد ويب}}: تحقق من التاريخ في: |تاريخ الوصول= و|تاريخ أرشيف= (مساعدة)
33. ↑  الزيباوي، محمود (14 آذار (مارس) 2015م). "بيت كيليكيا الجديد". صحيفة النهار. بيروت - لُبنان. مؤرشف من الأصل في 29 كانون الأوَّل (ديسمبر) 2018م. اطلع عليه بتاريخ 29 كانون الأوَّل (ديسمبر) 2018م. {{استشهاد ويب}}: تحقق من التاريخ في: |تاريخ الوصول=، |تاريخ=، و|تاريخ أرشيف= (مساعدة)
34. ↑  القاسمي، خالد بن مُحمَّد مُبارك (2008). العلاقات الخارجيَّة في العصر الإسلامي (ط. الأولى). القاهرة - مصر: الدار الثقافيَّة لِلنشر. ص. 28. ISBN:9773392449. مؤرشف من الأصل في 2020-03-23. اطلع عليه بتاريخ 29 كانون الأوَّل (ديسمبر) 2018م. {{استشهاد بكتاب}}: تحقق من التاريخ في: |تاريخ الوصول= و|سنة= (مساعدة)
35. ↑  قُرم، جورج (2011). تعدد الأديان وأنظمة الحُكم (ط. الرابعة). بيروت - لُبنان: دار الفارابي. ص. 187. ISBN:9789953716541. مؤرشف من الأصل في 2020-03-23. اطلع عليه بتاريخ 29 كانون الأوَّل (ديسمبر) 2018م. {{استشهاد بكتاب}}: تحقق من التاريخ في: |تاريخ الوصول= و|سنة= (مساعدة)
36. ↑  طقُّوش، مُحمَّد سُهيل (1432هـ - 2011م). تاريخ الخُلفاء الراشدين: الفُتُوحات والإنجازات السياسيَّة (ط. الثانية). بيروت - لُبنان: دار النفائس. ص. 251. ISBN:9953181012. مؤرشف من الأصل في 10 يناير 2020. اطلع عليه بتاريخ 13 كانون الثاني (يناير) 2019م. {{استشهاد بكتاب}}: تحقق من التاريخ في: |تاريخ الوصول= و|سنة= (مساعدة)
37. 1 2  إسكندر، فايز نجيب (2006). الفتح الإسلامي لأرمينيا (ط. الأولى). القاهرة - مصر: دار الفكر العربي. ص. 17 - 19. ISBN:9771021184. مؤرشف من الأصل في 2020-03-23. اطلع عليه بتاريخ 30 كانون الأوَّل (ديسمبر) 2018م. {{استشهاد بكتاب}}: تحقق من التاريخ في: |تاريخ الوصول= و|سنة= (مساعدة)
38. ↑  إسكندر، فايز نجيب (2006). الفتح الإسلامي لأرمينيا (ط. الأولى). القاهرة - مصر: دار الفكر العربي. ص. 21. ISBN:9771021184. مؤرشف من الأصل في 2020-03-23. اطلع عليه بتاريخ 30 كانون الأوَّل (ديسمبر) 2018م. {{استشهاد بكتاب}}: تحقق من التاريخ في: |تاريخ الوصول= و|سنة= (مساعدة)
39. ↑  الطبري، أبو جعفر مُحمَّد بن جُریر بن يزید بن کثير بن غالب؛ تحقيق: مُحمَّد أبو الفضل إبراهيم (1387هـ - 1967م). تاريخ الرُسل والمُلُوك (PDF) (ط. الثانية). القاهرة - مصر: دار المعارف. ج. الجُزء الرابع. ص. 53 - 56. مؤرشف من الأصل (PDF) في 12 أغسطس 2019. اطلع عليه بتاريخ 30 كانون الأوَّل (ديسمبر) 2018م. {{استشهاد بكتاب}}: تحقق من التاريخ في: |تاريخ الوصول= و|سنة= (مساعدة)
40. 1 2 3  خطَّاب، محمود شيت (1419هـ - 1998م). قادة الفتح الإسلامي في أرمينية (PDF) (ط. الأولى). جدَّة - السُعُوديَّة؛ بيروت - لُبنان: دار الأندلُس الخضراء ودار ابن حزم. ص. 46 - 47. مؤرشف من الأصل (PDF) في 17 ديسمبر 2019. اطلع عليه بتاريخ 30 كانون الأوَّل (ديسمبر) 2018م. {{استشهاد بكتاب}}: تحقق من التاريخ في: |تاريخ الوصول= و|سنة= (مساعدة)
41. ↑  الطبري، أبو جعفر مُحمَّد بن جُریر بن يزید بن کثير بن غالب؛ تحقيق: مُحمَّد أبو الفضل إبراهيم (1387هـ - 1967م). تاريخ الرُسل والمُلُوك (PDF) (ط. الثانية). القاهرة - مصر: دار المعارف. ج. الجُزء الرابع. ص. 153 - 155. مؤرشف من الأصل (PDF) في 12 أغسطس 2019. اطلع عليه بتاريخ 30 كانون الأوَّل (ديسمبر) 2018م. {{استشهاد بكتاب}}: تحقق من التاريخ في: |تاريخ الوصول= و|سنة= (مساعدة)
42. ↑  العسقلاني، أبو الفضل أحمد بن عليّ بن مُحمَّد بن أحمد بن حجر؛ تحقيق: عادل أحمد عبد الموجود وعليّ مُحمَّد مُعوَّض (1415هـ - 1995م). الإصابة في تمييز الصحابة (ط. الأولى). بيروت - لُبنان: دار الكُتُب العلميَّة. ج. الجُزء الرَّابع. ص. 582. مؤرشف من الأصل في 2020-03-23. اطلع عليه بتاريخ 1 كانون الثاني (يناير) 2019م. {{استشهاد بكتاب}}: تحقق من التاريخ في: |تاريخ الوصول= و|سنة= (مساعدة)
43. ↑  خطَّاب، محمود شيت (1419هـ - 1998م). قادة الفتح الإسلامي في أرمينية (PDF) (ط. الأولى). جدَّة - السُعُوديَّة؛ بيروت - لُبنان: دار الأندلُس الخضراء ودار ابن حزم. ص. 48. مؤرشف من الأصل (PDF) في 17 ديسمبر 2019. اطلع عليه بتاريخ 24 كانون الأوَّل (ديسمبر) 2018م. {{استشهاد بكتاب}}: تحقق من التاريخ في: |تاريخ الوصول= و|سنة= (مساعدة)
44. ↑  ابن عبد البر، أبو عُمر يُوسُف بن عبد الله النمري؛ تحقيق: مُحمَّد علي البجَّاوي (1412هـ - 1992م). الاستيعاب في معرفة الأصحاب (PDF) (ط. الأولى). بيروت - لُبنان: دار الجيل. ص. 1234. مؤرشف من الأصل (PDF) في 23 مارس 2020. اطلع عليه بتاريخ 1 كانون الثاني (يناير) 2019م. {{استشهاد بكتاب}}: تحقق من التاريخ في: |تاريخ الوصول= و|سنة= (مساعدة)
45. ↑  رضا، مُحمَّد؛ تحقيق: مُحمَّد أمين الضنَّاوي (2013). الفاروق عُمر بن الخطَّاب ثاني الخُلفاء الراشدين رضي الله عنهم (ط. الجديدة لونان). بيروت - لُبنان: دار الكُتُب العلميَّة. ص. 194. ISBN:2745153676. مؤرشف من الأصل في 2020-03-23. اطلع عليه بتاريخ 1 كانون الثاني (يناير) 2019م. {{استشهاد بكتاب}}: تحقق من التاريخ في: |تاريخ الوصول= و|سنة= (مساعدة)
46. ↑  الواقدي، أبو عبد الله مُحمَّد بن عُمر بن واقد السهمي الأسلمي بالولاء (1417هـ - 1997م). فُتُوح الشَّام (ط. الأولى). بيروت - لُبنان: دار الكُتُب العلميَّة. ج. الجُزء الثاني. ص. 161 - 162. مؤرشف من الأصل في 12 أبريل 2019. اطلع عليه بتاريخ 1 كانون الثاني (يناير) 2019م. {{استشهاد بكتاب}}: تحقق من التاريخ في: |تاريخ الوصول= و|سنة= (مساعدة)
47. ↑  الواقدي، أبو عبد الله مُحمَّد بن عُمر بن واقد السهمي الأسلمي بالولاء (1417هـ - 1997م). فُتُوح الشَّام (ط. الأولى). بيروت - لُبنان: دار الكُتُب العلميَّة. ج. الجُزء الثاني. ص. 163. مؤرشف من الأصل في 12 أبريل 2019. اطلع عليه بتاريخ 1 كانون الثاني (يناير) 2019م. {{استشهاد بكتاب}}: تحقق من التاريخ في: |تاريخ الوصول= و|سنة= (مساعدة)
48. ↑  الواقدي، أبو عبد الله مُحمَّد بن عُمر بن واقد السهمي الأسلمي بالولاء (1417هـ - 1997م). فُتُوح الشَّام (ط. الأولى). بيروت - لُبنان: دار الكُتُب العلميَّة. ج. الجُزء الثاني. ص. 167 - 168. مؤرشف من الأصل في 12 أبريل 2019. اطلع عليه بتاريخ 1 كانون الثاني (يناير) 2019م. {{استشهاد بكتاب}}: تحقق من التاريخ في: |تاريخ الوصول= و|سنة= (مساعدة)
49. ↑  ابن الأثير الجزري، عز الدين أبي الحسن عليّ بن مُحمَّد الموصلِّي الشيباني؛ تحقيق: أبي الفداء عبد الله القاضي (1407هـ - 1987م). الكامل في التاريخ (PDF) (ط. الأولى). بيروت - لُبنان: دار الكُتُب العلميَّة. ج. المُجلَّد الثاني. ص. 404. مؤرشف من الأصل (PDF) في 10 يناير 2020. اطلع عليه بتاريخ 22 كانون الأوَّل (ديسمبر) 2018م. {{استشهاد بكتاب}}: تحقق من التاريخ في: |تاريخ الوصول= و|سنة= (مساعدة)
50. ↑  إبراهيم، جفجاف. "صفوان بن المعطّل رضي الله عنه". شبكة منهاج السُنَّة. مؤرشف من الأصل في 2 كانون الثاني (يناير) 2019م. اطلع عليه بتاريخ 2 كانون الثاني (يناير) 2019م. {{استشهاد ويب}}: تحقق من التاريخ في: |تاريخ الوصول= و|تاريخ أرشيف= (مساعدة)
51. 1 2 3  خطَّاب، محمود شيت (1419هـ - 1998م). قادة الفتح الإسلامي في أرمينية (PDF) (ط. الأولى). جدَّة - السُعُوديَّة؛ بيروت - لُبنان: دار الأندلُس الخضراء ودار ابن حزم. ص. 49. مؤرشف من الأصل (PDF) في 17 ديسمبر 2019. اطلع عليه بتاريخ 24 كانون الأوَّل (ديسمبر) 2018م. {{استشهاد بكتاب}}: تحقق من التاريخ في: |تاريخ الوصول= و|سنة= (مساعدة)
52. ↑  الترمانيني، عبدُ السلام (1408هـ - 1988م). أحداث التاريخ الإسلامي بِترتيب السنين (ط. الثانية). دمشق - سوريا: دار طلاس للدراسات والترجمة والنشر. ج. المُجلَّد الأوَّل. ص. 278. مؤرشف من الأصل في 17 ديسمبر 2019. اطلع عليه بتاريخ 4 كانون الثاني (يناير) 2019م. {{استشهاد بكتاب}}: تحقق من التاريخ في: |تاريخ الوصول= و|سنة= (مساعدة)
53. 1 2 3  الطبري، أبو جعفر مُحمَّد بن جُریر بن يزید بن کثير بن غالب؛ تحقيق: مُحمَّد أبو الفضل إبراهيم (1387هـ - 1967م). تاريخ الرُسل والمُلُوك (PDF) (ط. الثانية). القاهرة - مصر: دار المعارف. ج. الجُزء الرابع. ص. 155 - 156. مؤرشف من الأصل (PDF) في 12 أغسطس 2019. اطلع عليه بتاريخ 30 كانون الأوَّل (ديسمبر) 2018م. {{استشهاد بكتاب}}: تحقق من التاريخ في: |تاريخ الوصول= و|سنة= (مساعدة)
54. ↑  العظم، رفيق بك بن محمود بن خليل. أشهر مشاهير الإسلام في الحُرُوب والسياسة (PDF) (ط. الثانية). القاهرة - مصر: مطبعة هنديَّة. ج. المُجلَّد الأوَّل. ص. 872 - 873. مؤرشف من الأصل (PDF) في 27 أغسطس 2014. اطلع عليه بتاريخ 4 كانون الثاني (يناير) 2019م. {{استشهاد بكتاب}}: تحقق من التاريخ في: |تاريخ الوصول= (مساعدة)
55. ↑  رضا، مُحمَّد رشيد؛ تحقيق: إبراهيم شمسُ الدين (2011). تفسير القُرآن الحكيم المشهور بِتفسير المنار (ط. الأولى). بيروت - لُبنان: دار الكُتُب العلميَّة. ج. الجُزء العاشر. ص. 272. مؤرشف من الأصل في 2020-03-23. اطلع عليه بتاريخ 4 كانون الثاني (يناير) 2019م. {{استشهاد بكتاب}}: تحقق من التاريخ في: |تاريخ الوصول= و|سنة= (مساعدة)
56. ↑  خطَّاب، محمود شيت (1419هـ - 1998م). قادة الفتح الإسلامي في أرمينية (PDF) (ط. الأولى). جدَّة - السُعُوديَّة؛ بيروت - لُبنان: دار الأندلُس الخضراء ودار ابن حزم. ص. 52 - 53. مؤرشف من الأصل (PDF) في 17 ديسمبر 2019. اطلع عليه بتاريخ 24 كانون الأوَّل (ديسمبر) 2018م. {{استشهاد بكتاب}}: تحقق من التاريخ في: |تاريخ الوصول= و|سنة= (مساعدة)
57. ↑  مُحمَّد، حُسام (28 حُزيران (يونيو) 2015م). "«سراقة» يفتح باب الأبواب بلا قتال". جريدة الاتحاد الإماراتيَّة. القاهرة - مصر. مؤرشف من الأصل في 4 كانون الثاني (يناير) 2019م. اطلع عليه بتاريخ 4 كانون الثاني (يناير) 2019م. {{استشهاد ويب}}: تحقق من التاريخ في: |تاريخ الوصول=، |تاريخ=، و|تاريخ أرشيف= (مساعدة)
58. 1 2  العفَّاني، أبو التُراب سيِّد بن حُسين بن عبد الله (1425هـ - 2005م). فُرسان النهار من الصحابة الأخيار (ط. الأولى). الرياض - السُعُوديَّة: مكتبة الكيَّان. ج. المُجلَّد الخامس. ص. 194 - 196. مؤرشف من الأصل في 2020-03-23. اطلع عليه بتاريخ 4 كانون الثاني (يناير) 2019م. {{استشهاد بكتاب}}: تحقق من التاريخ في: |تاريخ الوصول= و|سنة= (مساعدة)
59. ↑  ابن الأثير الجزري، عز الدين أبي الحسن عليّ بن مُحمَّد الموصلِّي الشيباني؛ تحقيق: أبي الفداء عبد الله القاضي (1407هـ - 1987م). الكامل في التاريخ (PDF) (ط. الأولى). بيروت - لُبنان: دار الكُتُب العلميَّة. ج. المُجلَّد الثاني. ص. 430 - 431. مؤرشف من الأصل (PDF) في 10 يناير 2020. اطلع عليه بتاريخ 22 كانون الأوَّل (ديسمبر) 2018م. {{استشهاد بكتاب}}: تحقق من التاريخ في: |تاريخ الوصول= و|سنة= (مساعدة)
60. ↑  الطبري، أبو جعفر مُحمَّد بن جُریر بن يزید بن کثير بن غالب؛ تحقيق: مُحمَّد أبو الفضل إبراهيم (1387هـ - 1967م). تاريخ الرُسل والمُلُوك (PDF) (ط. الثانية). القاهرة - مصر: دار المعارف. ج. الجُزء الرابع. ص. 157. مؤرشف من الأصل (PDF) في 12 أغسطس 2019. اطلع عليه بتاريخ 30 كانون الأوَّل (ديسمبر) 2018م. {{استشهاد بكتاب}}: تحقق من التاريخ في: |تاريخ الوصول= و|سنة= (مساعدة)
61. ↑  الباجوري، مُحمَّد بك بن عفيفي الخُضري؛ تحقيق: عبد المنعم العاني (2008). إتمام الوفاء في سيرة الخُلفاء (ط. الأولى). بيروت - لُبنان: دار الكُتُب العلميَّة. ص. 78 - 79. ISBN:2745140515. مؤرشف من الأصل في 2020-03-23. اطلع عليه بتاريخ 5 كانون الثاني (يناير) 2019م. {{استشهاد بكتاب}}: تحقق من التاريخ في: |تاريخ الوصول= و|سنة= (مساعدة)
62. ↑  حجازي، علي سعد علي (2009). العدالة العُمريَّة من سيرة أمير المؤمنين عُمر بن الخطَّاب (رضي الله عنه) (ط. الأولى). بيروت - لُبنان: دار الكُتُب العلميَّة. ص. 185 - 186. ISBN:2745162381. مؤرشف من الأصل في 2020-03-23. اطلع عليه بتاريخ 5 كانون الثاني (يناير) 2019م. {{استشهاد بكتاب}}: تحقق من التاريخ في: |تاريخ الوصول= و|سنة= (مساعدة)
63. 1 2 3  طقُّوش، مُحمَّد سُهيل (1432هـ - 2011م). تاريخ الخُلفاء الراشدين: الفُتُوحات والإنجازات السياسيَّة (ط. الثانية). بيروت - لُبنان: دار النفائس. ص. 284. ISBN:9953181012. مؤرشف من الأصل في 10 يناير 2020. اطلع عليه بتاريخ 13 كانون الثاني (يناير) 2019م. {{استشهاد بكتاب}}: تحقق من التاريخ في: |تاريخ الوصول= و|سنة= (مساعدة)
64. ↑  اليعقوبي، أبو العبَّاس أحمد بن إسحٰق بن جعفر بن وهب بن واضح (1883). تاريخ اليعقوبي (PDF). لايدن - مملكة هولندا: دار بريل لِلنشر. ص. 183 - 186. مؤرشف من الأصل (PDF) في 6 يناير 2019. اطلع عليه بتاريخ 5 كانون الثاني (يناير) 2019م. {{استشهاد بكتاب}}: تحقق من التاريخ في: |تاريخ الوصول= و|سنة= (مساعدة)
65. 1 2 3 4 5 6  طقُّوش، مُحمَّد سُهيل (1432هـ - 2011م). تاريخ الخُلفاء الراشدين: الفُتُوحات والإنجازات السياسيَّة (ط. الثانية). بيروت - لُبنان: دار النفائس. ص. 374. ISBN:9953181012. مؤرشف من الأصل في 10 يناير 2020. اطلع عليه بتاريخ 5 كانون الثاني (يناير) 2019م. {{استشهاد بكتاب}}: تحقق من التاريخ في: |تاريخ الوصول= و|سنة= (مساعدة)
66. 1 2 3 4  ابن خلدون، أبو زيد وليُّ الدين عبد الرحمٰن بن مُحمَّد الحضرمي الإشبيلي؛ تحقيق: خليل شحادة وسُهيل زكَّار (1421هـ - 2000م). ديوان المبتدأ والخبر في أيام العرب والعجم والبربر ومن عاصرهم من ذوي السُلطان الأكبر (PDF). بيروت - لُبنان: دار الفكر. ج. الجُزء الثاني. ص. 572. مؤرشف من الأصل (PDF) في 28 أبريل 2017. اطلع عليه بتاريخ 5 كانون الثاني (يناير) 2019م. {{استشهاد بكتاب}}: تحقق من التاريخ في: |تاريخ الوصول= و|سنة= (مساعدة)
67. 1 2 3  ابن الأثير الجزري، عز الدين أبي الحسن عليّ بن مُحمَّد الموصلِّي الشيباني؛ تحقيق: أبي الفداء عبد الله القاضي (1407هـ - 1987م). الكامل في التاريخ (PDF) (ط. الأولى). بيروت - لُبنان: دار الكُتُب العلميَّة. ج. المُجلَّد الثاني. ص. 478 - 479. مؤرشف من الأصل (PDF) في 10 يناير 2020. اطلع عليه بتاريخ 22 كانون الأوَّل (ديسمبر) 2018م. {{استشهاد بكتاب}}: تحقق من التاريخ في: |تاريخ الوصول= و|سنة= (مساعدة)
68. ↑  البلاذري، أبو الحسن أحمد بن يحيی بن جابر بن داود البغدادي (1988م). فُتُوح البُلدان. بيروت - لُبنان: دار ومكتبة الهلال. ص. 198. مؤرشف من الأصل في 25 ديسمبر 2018. اطلع عليه بتاريخ 6 كانون الثاني (يناير) 2019م. {{استشهاد بكتاب}}: تحقق من التاريخ في: |تاريخ الوصول= و|سنة= (مساعدة)
69. 1 2 3 4 5  البلاذري، أبو الحسن أحمد بن يحيی بن جابر بن داود البغدادي (1988م). فُتُوح البُلدان. بيروت - لُبنان: دار ومكتبة الهلال. ص. 199 - 201. مؤرشف من الأصل في 25 ديسمبر 2018. اطلع عليه بتاريخ 6 كانون الثاني (يناير) 2019م. {{استشهاد بكتاب}}: تحقق من التاريخ في: |تاريخ الوصول= و|سنة= (مساعدة)
70. ↑  الأصبهاني، أبو نعيم أحمد بن عبد الله بن أحمد بن إسحٰق؛ تحقيق: سيِّد كسروي حسن (1410هـ - 1990م). كتاب تاريخ أصبهان (ط. الأولى). بيروت - لُبنان: دار الكُتُب العلميَّة. ج. الجُزء الأوَّل. ص. 60 - 61. مؤرشف من الأصل في 2020-03-23. اطلع عليه بتاريخ 6 كانون الثاني (يناير) 2019م. {{استشهاد بكتاب}}: تحقق من التاريخ في: |تاريخ الوصول= و|سنة= (مساعدة)
71. ↑  ابن زنجويه، أبو أحمد حميد بن مُخلَّد بن قُتيبة بن عبد الله الأزدي النسائي؛ تحقيق: أبو مُحمَّد جلال الأسيوطي (2006). كتاب الأموال. بيروت - لُبنان: دار الكُتُب العلميَّة. ص. 210. ISBN:2745147153. مؤرشف من الأصل في 2020-03-23. اطلع عليه بتاريخ 6 كانون الثاني (يناير) 2019م. {{استشهاد بكتاب}}: تحقق من التاريخ في: |تاريخ الوصول= و|سنة= (مساعدة)
72. ↑  حُسين، صابر مُحمَّد دياب (1978). أرمينية من الفتح الإسلامي إلى مُستهل القرن الخامس الهجري (ط. الأولى). القاهرة - مصر: دار النهضة العربيَّة. ص. 34 - 35. {{استشهاد بكتاب}}: تحقق من التاريخ في: |سنة= (مساعدة)
73. ↑  مورو، جان أندرو (إلياس إسلام)؛ ترجمة: عمرو سلام ومُحمَّد الكوش (2018). عُهُود النبيّ مُحمَّد صلَّى الله عليه وسلَّم لِمسحيَّي العالم (ط. الأولى). بيروت - لُبنان: دار الكُتُب العلميَّة. ص. 237. ISBN:9782745191670. مؤرشف من الأصل في 2020-03-23. اطلع عليه بتاريخ 12 كانون الثاني (يناير) 2019م. {{استشهاد بكتاب}}: تحقق من التاريخ في: |تاريخ الوصول= و|سنة= (مساعدة)
74. ↑  هوفهانيسيان، نيكولاي (2007). "العلاقات التاريخية الأرمنيَّة - العربيَّة: مُحاضرة أُلقيت في مركز الدراسات الأرمينيَّة في جامعة القاهرة 2007". الهيئة الوطنيَّة الأرمنيَّة - الشرق الأوسط. مؤرشف من الأصل في 12 كانون الثاني (يناير) 2019م. اطلع عليه بتاريخ 12 كانون الثاني (يناير) 2019م. {{استشهاد ويب}}: تحقق من التاريخ في: |تاريخ الوصول=، |تاريخ=، و|تاريخ أرشيف= (مساعدة)
75. ↑  المالقي الأندلُسي، أبو عبد الله مُحمَّد بن يحيى بن مُحمَّد الأشعري؛ تحقيق: أحمد فريد المزيدي وأحمد فتحي حجازي (2003). التمهيد والبيان في مقتل الشهيد عُثمان (ط. الأولى). بيروت - لُبنان: دار الكُتُب العلميَّة. ص. 54. ISBN:2745137522. مؤرشف من الأصل في 2020-03-23. اطلع عليه بتاريخ 13 كانون الثاني (يناير) 2019م. {{استشهاد بكتاب}}: تحقق من التاريخ في: |تاريخ الوصول= و|سنة= (مساعدة)
76. 1 2  خطَّاب، محمود شيت (1419هـ - 1998م). قادة الفتح الإسلامي في أرمينية (PDF) (ط. الأولى). جدَّة - السُعُوديَّة؛ بيروت - لُبنان: دار الأندلُس الخضراء ودار ابن حزم. ص. 65. مؤرشف من الأصل (PDF) في 17 ديسمبر 2019. اطلع عليه بتاريخ 24 كانون الأوَّل (ديسمبر) 2018م. {{استشهاد بكتاب}}: تحقق من التاريخ في: |تاريخ الوصول= و|سنة= (مساعدة)
77. 1 2  طقُّوش، مُحمَّد سُهيل (1432هـ - 2011م). تاريخ الخُلفاء الراشدين: الفُتُوحات والإنجازات السياسيَّة (ط. الثانية). بيروت - لُبنان: دار النفائس. ص. 376. ISBN:9953181012. مؤرشف من الأصل في 10 يناير 2020. اطلع عليه بتاريخ 13 كانون الثاني (يناير) 2019م. {{استشهاد بكتاب}}: تحقق من التاريخ في: |تاريخ الوصول= و|سنة= (مساعدة)
78. ↑  طقُّوش، مُحمَّد سُهيل (1432هـ - 2011م). تاريخ الخُلفاء الراشدين: الفُتُوحات والإنجازات السياسيَّة (ط. الثانية). بيروت - لُبنان: دار النفائس. ص. 283. ISBN:9953181012. مؤرشف من الأصل في 10 يناير 2020. اطلع عليه بتاريخ 5 كانون الثاني (يناير) 2019م. {{استشهاد بكتاب}}: تحقق من التاريخ في: |تاريخ الوصول= و|سنة= (مساعدة)
79. ↑  رُستم، أسد جبرائيل (1955). الروم في سياستهم وحضارتهم ودينهم وثقافتهم وصلاتهم بالعرب (ط. الأولى). بيروت - لُبنان: دار المكشوف. ج. الجُزء الأوَّل. ص. 264 - 267. مؤرشف من الأصل في 2020-01-10. اطلع عليه بتاريخ 25 كانون الأوَّل (ديسمبر) 2018م. {{استشهاد بكتاب}}: تحقق من التاريخ في: |تاريخ الوصول= و|سنة= (مساعدة)
80. ↑  ابن الأثير الجزري، عز الدين أبي الحسن عليّ بن مُحمَّد الموصلِّي الشيباني؛ تحقيق: أبي الفداء عبد الله القاضي (1407هـ - 1987م). الكامل في التاريخ (PDF) (ط. الأولى). بيروت - لُبنان: دار الكُتُب العلميَّة. ج. المُجلَّد الرابع. ص. 129، 208، 236. مؤرشف من الأصل (PDF) في 7 سبتمبر 2019. اطلع عليه بتاريخ 13 كانون الثاني (يناير) 2019م. {{استشهاد بكتاب}}: تحقق من التاريخ في: |تاريخ الوصول= و|سنة= (مساعدة)
81. ↑  طقُّوش، مُحمَّد سُهيل (1431هـ - 2010م). تاريخ الدولة الأُمويَّة (PDF) (ط. السابعة). بيروت - لُبنان: دار النفائس. ص. 94. ISBN:9789953183978. مؤرشف من الأصل (PDF) في 23 مارس 2020. اطلع عليه بتاريخ 13 كانون الثاني (يناير) 2019م. {{استشهاد بكتاب}}: تحقق من التاريخ في: |تاريخ الوصول= و|سنة= (مساعدة)
82. ↑  ابن تغري بردي، أبو المحاسن جمال الدين يُوسُف بن سيف الدين الأتابكي اليشبقاوي الظاهري (1383هـ - 1963م). النُجُوم الزاهرة في مُلُوك مصر والقاهرة (PDF) (ط. الأولى). القاهرة - مصر: وزارة الثقافة المصريَّة. ج. الجُزء الأوَّل. ص. 222. مؤرشف من الأصل (PDF) في 23 مارس 2020. اطلع عليه بتاريخ 19 كانون الثاني (يناير) 2019م. {{استشهاد بكتاب}}: تحقق من التاريخ في: |تاريخ الوصول= و|سنة= (مساعدة)
83. ↑  الكوفي الكندي، أبو مُحمَّد أحمد بن أعثم. "كتاب الفُتُوح، الجُزء السادس". المكتبة الشيعيَّة. ص. 352. مؤرشف من الأصل في 20 يناير 2019. اطلع عليه بتاريخ 19 كانون الثاني (يناير) 2019م. {{استشهاد ويب}}: تحقق من التاريخ في: |تاريخ الوصول= (مساعدة)
84. 1 2 3 4  الكوفي الكندي، أبو مُحمَّد أحمد بن أعثم. "كتاب الفُتُوح، الجُزء السادس". المكتبة الشيعيَّة. ص. 353. مؤرشف من الأصل في 2020-03-23. اطلع عليه بتاريخ 19 كانون الثاني (يناير) 2019م. {{استشهاد ويب}}: تحقق من التاريخ في: |تاريخ الوصول= (مساعدة)
85. ↑  الأخباري العُصفُري، خليفة بن خيَّاط بن أبي هُبیرة؛ تحقيق: د. أكرم ضياء العُمري (1405هـ - 1985م). تاريخ خليفة ابن خيَّاط (ط. الثانية). الرياض - السُعُوديَّة: دار طيبة. ص. 328. مؤرشف من الأصل في 10 يناير 2020. اطلع عليه بتاريخ 19 كانون الثاني (يناير) 2019م. {{استشهاد بكتاب}}: تحقق من التاريخ في: |تاريخ الوصول= و|سنة= (مساعدة)
86. 1 2 3 4 5  ابن الأثير الجزري، عز الدين أبي الحسن عليّ بن مُحمَّد الموصلِّي الشيباني؛ تحقيق: أبي الفداء عبد الله القاضي (1407هـ - 1987م). الكامل في التاريخ (PDF) (ط. الأولى). بيروت - لُبنان: دار الكُتُب العلميَّة. ج. المُجلَّد الرابع. ص. 361 - 362. مؤرشف من الأصل (PDF) في 7 سبتمبر 2019. اطلع عليه بتاريخ 13 كانون الثاني (يناير) 2019م. {{استشهاد بكتاب}}: تحقق من التاريخ في: |تاريخ الوصول= و|سنة= (مساعدة)
87. ↑  الأخباري العُصفُري، خليفة بن خيَّاط بن أبي هُبیرة؛ تحقيق: د. أكرم ضياء العُمري (1405هـ - 1985م). تاريخ خليفة ابن خيَّاط (ط. الثانية). الرياض - السُعُوديَّة: دار طيبة. ص. 329. مؤرشف من الأصل في 10 يناير 2020. اطلع عليه بتاريخ 19 كانون الثاني (يناير) 2019م. {{استشهاد بكتاب}}: تحقق من التاريخ في: |تاريخ الوصول= و|سنة= (مساعدة)
88. ↑  الأخباري العُصفُري، خليفة بن خيَّاط بن أبي هُبیرة؛ تحقيق: د. أكرم ضياء العُمري (1405هـ - 1985م). تاريخ خليفة ابن خيَّاط (ط. الثانية). الرياض - السُعُوديَّة: دار طيبة. ص. 331 و337. مؤرشف من الأصل في 10 يناير 2020. اطلع عليه بتاريخ 19 كانون الثاني (يناير) 2019م. {{استشهاد بكتاب}}: تحقق من التاريخ في: |تاريخ الوصول= و|سنة= (مساعدة)
89. ↑  خطَّاب، محمود شيت (1419هـ - 1998م). قادة الفتح الإسلامي في أرمينية (PDF) (ط. الأولى). جدَّة - السُعُوديَّة؛ بيروت - لُبنان: دار الأندلُس الخضراء ودار ابن حزم. ص. 74 - 75. مؤرشف من الأصل (PDF) في 17 ديسمبر 2019. اطلع عليه بتاريخ 24 كانون الأوَّل (ديسمبر) 2018م. {{استشهاد بكتاب}}: تحقق من التاريخ في: |تاريخ الوصول= و|سنة= (مساعدة)
90. ↑  الأخباري العُصفُري، خليفة بن خيَّاط بن أبي هُبیرة؛ تحقيق: د. أكرم ضياء العُمري (1405هـ - 1985م). تاريخ خليفة ابن خيَّاط (ط. الثانية). الرياض - السُعُوديَّة: دار طيبة. ص. 341. مؤرشف من الأصل في 23 مارس 2020. اطلع عليه بتاريخ 19 كانون الثاني (يناير) 2019م. {{استشهاد بكتاب}}: تحقق من التاريخ في: |تاريخ الوصول= و|سنة= (مساعدة)
91. ↑  ابن الأثير الجزري، عز الدين أبي الحسن عليّ بن مُحمَّد الموصلِّي الشيباني؛ تحقيق: أبي الفداء عبد الله القاضي (1407هـ - 1987م). الكامل في التاريخ (PDF) (ط. الأولى). بيروت - لُبنان: دار الكُتُب العلميَّة. ج. المُجلَّد الرابع. ص. 393 - 395. مؤرشف من الأصل (PDF) في 7 سبتمبر 2019. اطلع عليه بتاريخ 13 كانون الثاني (يناير) 2019م. {{استشهاد بكتاب}}: تحقق من التاريخ في: |تاريخ الوصول= و|سنة= (مساعدة)
92. 1 2 3  الأخباري العُصفُري، خليفة بن خيَّاط بن أبي هُبیرة؛ تحقيق: د. أكرم ضياء العُمري (1405هـ - 1985م). تاريخ خليفة ابن خيَّاط (ط. الثانية). الرياض - السُعُوديَّة: دار طيبة. ص. 344. مؤرشف من الأصل في 23 مارس 2020. اطلع عليه بتاريخ 20 كانون الثاني (يناير) 2019م. {{استشهاد بكتاب}}: تحقق من التاريخ في: |تاريخ الوصول= و|سنة= (مساعدة)
93. 1 2 3  الذهبي، أبو عبد الله شمسُ الدين مُحمَّد بن أحمد بن عُثمان بن قايماز؛ تحقيق: د. عُمر عبد السلام تدمُري (1410هـ - 1990م). تاريخ الإسلام ووفيَّات المشاهير والأعلام (PDF) (ط. الثانية). بيروت - لُبنان: دار الكتاب العربي. ص. 308. مؤرشف من الأصل (PDF) في 14 مايو 2020. اطلع عليه بتاريخ 20 كانون الثاني (يناير) 2019م. {{استشهاد بكتاب}}: تحقق من التاريخ في: |تاريخ الوصول= و|سنة= (مساعدة)
94. ↑  الكوفي الكندي، أبو مُحمَّد أحمد بن أعثم. "كتاب الفُتُوح، الجُزء الثامن". المكتبة الشيعيَّة. ص. 254. مؤرشف من الأصل في 21 يناير 2019. اطلع عليه بتاريخ 20 كانون الثاني (يناير) 2019م. {{استشهاد ويب}}: تحقق من التاريخ في: |تاريخ الوصول= (مساعدة)
95. 1 2 3 4 5  البلاذري، أبو الحسن أحمد بن يحيی بن جابر بن داود البغدادي (1988م). فُتُوح البُلدان. بيروت - لُبنان: دار ومكتبة الهلال. ص. 122. مؤرشف من الأصل في 2020-03-23. اطلع عليه بتاريخ 20 كانون الثاني (يناير) 2019م. {{استشهاد بكتاب}}: تحقق من التاريخ في: |تاريخ الوصول= و|سنة= (مساعدة)
96. 1 2  الكوفي الكندي، أبو مُحمَّد أحمد بن أعثم. "كتاب الفُتُوح، الجُزء الثامن". المكتبة الشيعيَّة. ص. 255. مؤرشف من الأصل في 2020-01-10. اطلع عليه بتاريخ 20 كانون الثاني (يناير) 2019م. {{استشهاد ويب}}: تحقق من التاريخ في: |تاريخ الوصول= (مساعدة)
97. ↑  الطبري، أبو جعفر مُحمَّد بن جُریر بن يزید بن کثير بن غالب؛ تحقيق: مُحمَّد أبو الفضل إبراهيم (1387هـ - 1967م). تاريخ الرُسل والمُلُوك (PDF) (ط. الثانية). القاهرة - مصر: دار المعارف. ج. الجُزء السابع. ص. 88. مؤرشف من الأصل (PDF) في 23 مارس 2020. اطلع عليه بتاريخ 20 كانون الثاني (يناير) 2019م. {{استشهاد بكتاب}}: تحقق من التاريخ في: |تاريخ الوصول= و|سنة= (مساعدة)
98. ↑  ابن كثير، عماد الدين أبو الفداء إسماعيل بن عُمر الدمشقي القُرشي (1410هـ - 1990م). البداية والنهاية (PDF) (ط. الثامنة). بيروت - لُبنان: مكتبة المعارف. ج. الجُزء التاسع. ص. 304. مؤرشف من الأصل (PDF) في 23 مارس 2020. اطلع عليه بتاريخ 20 كانون الثاني (يناير) 2019م. {{استشهاد بكتاب}}: تحقق من التاريخ في: |تاريخ الوصول= و|سنة= (مساعدة)
99. 1 2  ابن الأثير الجزري، عز الدين أبي الحسن عليّ بن مُحمَّد الموصلِّي الشيباني؛ تحقيق: د. عُمر عبد السلام تدمُري (1417هـ - 1997م). الكامل في التاريخ (ط. الأولى). بيروت - لُبنان: دار الكُتُب العلميَّة. ج. المُجلَّد الرابع. ص. 209. مؤرشف من الأصل في 26 أبريل 2019. اطلع عليه بتاريخ 22 كانون الثاني (يناير) 2019م. {{استشهاد بكتاب}}: تحقق من التاريخ في: |تاريخ الوصول= و|سنة= (مساعدة)
100. 1 2  خطَّاب، محمود شيت (1419هـ - 1998م). قادة الفتح الإسلامي في أرمينية (PDF) (ط. الأولى). جدَّة - السُعُوديَّة؛ بيروت - لُبنان: دار الأندلُس الخضراء ودار ابن حزم. ص. 78. مؤرشف من الأصل (PDF) في 17 ديسمبر 2019. اطلع عليه بتاريخ 24 كانون الأوَّل (ديسمبر) 2018م. {{استشهاد بكتاب}}: تحقق من التاريخ في: |تاريخ الوصول= و|سنة= (مساعدة)
101. 1 2 3  الكوفي الكندي، أبو مُحمَّد أحمد بن أعثم. "كتاب الفُتُوح، الجُزء السادس". المكتبة الشيعيَّة. ص. 359. مؤرشف من الأصل في 17 ديسمبر 2019. اطلع عليه بتاريخ 19 كانون الثاني (يناير) 2019م. {{استشهاد ويب}}: تحقق من التاريخ في: |تاريخ الوصول= (مساعدة)
102. ↑  خطَّاب، محمود شيت (1419هـ - 1998م). قادة الفتح الإسلامي في أرمينية (PDF) (ط. الأولى). جدَّة - السُعُوديَّة؛ بيروت - لُبنان: دار الأندلُس الخضراء ودار ابن حزم. ص. 91 و97. مؤرشف من الأصل (PDF) في 17 ديسمبر 2019. اطلع عليه بتاريخ 24 كانون الأوَّل (ديسمبر) 2018م. {{استشهاد بكتاب}}: تحقق من التاريخ في: |تاريخ الوصول= و|سنة= (مساعدة)
103. 1 2 3  اللهيبي، فتحي سالم حميدي (2013). دراسات في علاقات الأرمن والكرج بِالقوى الإسلاميَّة في العصر العبَّاسي (ط. الأولى). بيروت - لُبنان: دار الكُتُب العلميَّة. ص. 125 - 126. ISBN:9782745177414. مؤرشف من الأصل في 2020-03-23. اطلع عليه بتاريخ 26 كانون الثاني (يناير) 2019. {{استشهاد بكتاب}}: تحقق من التاريخ في: |تاريخ الوصول= و|سنة= (مساعدة)
104. ↑  مسكويه الرازي، أبو عليّ أحمد بن مُحمَّد بن يعقوب؛ تحقيق: سيِّد كسروي حسن (1424هـ - 2003م). تجارُب الأُمم وتعاقُب الهمم (PDF) (ط. الأولى). بيروت - لُبنان: دار الكُتُب العلميَّة. ج. الجُزء الرابع. ص. 123. مؤرشف من الأصل (PDF) في 23 مارس 2020. اطلع عليه بتاريخ 26 كانون الثاني (يناير) 2019. {{استشهاد بكتاب}}: تحقق من التاريخ في: |تاريخ الوصول= و|سنة= (مساعدة)
105. ↑  السرجاني، راغب (21 تشرين الأوَّل (أكتوبر) 2007). "قصَّة الأكراد". قصة الإسلام. مؤرشف من الأصل في 26 كانون الثاني (يناير) 2019. اطلع عليه بتاريخ 26 كانون الثاني (يناير) 2019. {{استشهاد ويب}}: تحقق من التاريخ في: |تاريخ الوصول=، |تاريخ=، و|تاريخ أرشيف= (مساعدة)

### بِلُغاتٍ أجنبيَّة
1. ↑  Farrokh, Dr. Kaveh. Shadows in the Desert: Ancient Persia at War. أكسفورد: Osprey Publishing, 2007. p. 234
2. ↑  Frye, Richard N. The Heritage of Persia. Costa Mesa: Mazda Publishers, 1993. p 260.
3. ↑  Martindale، John R.؛ Jones، A.H.M.؛ Morris، John (1992). "Symbatius 1". The Prosopography of the Later Roman Empire: Volume III, AD 527–641. Cambridge University Press. ص. 1209–1211. ISBN:0-521-20160-8.
4. ↑  Garsoian، Nina (20 يوليو 2005). "SMBAT BAGRATUNI". Encyclopaedia Iranica. Iranicaonline.org. مؤرشف من الأصل في 2019-05-17. اطلع عليه بتاريخ 2013-08-10.
5. ↑  Martindale، John R.؛ Jones، A.H.M.؛ Morris، John (1992). "Varaztiroch". The Prosopography of the Later Roman Empire: Volume III, AD 527–641. Cambridge University Press. ص. 1363–1364. ISBN:0-521-20160-8.
6. ↑  Zuckerman، Constantine (2007). "The Khazars and Byzantium –The First Encounter". في Golden، Peter B. [بالإنجليزية]؛ Ben-Shammai,، Haggai؛ Róna-Tas، András [بالإنجليزية] (المحررون). The World of the Khazars:New Perspectives. Handbuch der Orientalistik: Handbook of Uralic studies. BRILL. ج. 17. ص. 417. ISBN:978-90-04-16042-2. مؤرشف من الأصل في 2016-09-29.{{استشهاد بكتاب}}:  صيانة الاستشهاد: علامات ترقيم زائدة (link)
7. ↑  Kaegi، Walter Emil [بالإنجليزية] (2003). Heraclius, Emperor of Byzantium (ط. الثانية). Cambridge University Press. ص. 145. ISBN:978-0-521-81459-1. مؤرشف من الأصل في 2019-08-27. اطلع عليه بتاريخ 2013-02-12.
8. ↑  Golden، Peter B. [بالإنجليزية] (2007a). "Khazar Studies: Achievements and Perspectives". في Golden، Peter B. [بالإنجليزية]؛ Ben-Shammai,، Haggai؛ Róna-Tas، András [بالإنجليزية] (المحررون). The World of the Khazars: New Perspectives. Handbook of Oriental Studies. BRILL. ج. 17. ص. 91, 13–14. ISBN:978-90-04-16042-2. مؤرشف من الأصل في 2018-09-18. اطلع عليه بتاريخ 2013-02-13.{{استشهاد بموسوعة}}:  صيانة الاستشهاد: علامات ترقيم زائدة (link)
9. ↑  Hamp، Eric P. (أغسطس 2013). "The Expansion of the Indo-European Languages: An Indo-Europeanist's Evolving View" (PDF). Sino-Platonic Papers. ج. 239: 8, 10, 13. مؤرشف من الأصل (PDF) في 2019-08-02. اطلع عليه بتاريخ 2014-02-08.
10. ↑  "Armenia first nation to adopt Christianity as a state religion". مؤرشف من الأصل في 2011-02-11. اطلع عليه بتاريخ 2007-02-27.
11. ↑  Agathangelos, History of St. Gregory and the Conversion of Armenia نسخة محفوظة 30 سبتمبر 2018 على موقع واي باك مشين.
12. ↑  Golden، Peter B. [بالإنجليزية] (2007). "The Conversion of the Khazars to Judaism". في Golden، Peter B. [بالإنجليزية]؛ Ben-Shammai,، Haggai؛ Róna-Tas، András [بالإنجليزية] (المحررون). The World of the Khazars: New Perspectives. Handbook of Oriental Studies. BRILL. ج. 17. ص. 131–133. ISBN:978-90-04-16042-2. مؤرشف من الأصل في 2018-09-18. اطلع عليه بتاريخ 2013-02-13.{{استشهاد بموسوعة}}:  صيانة الاستشهاد: علامات ترقيم زائدة (link)
13. ↑  Golden، Peter B. [بالإنجليزية] (2007). "The Conversion of the Khazars to Judaism". في Golden، Peter B. [بالإنجليزية]؛ Ben-Shammai,، Haggai؛ Róna-Tas، András [بالإنجليزية] (المحررون). The World of the Khazars: New Perspectives. Handbook of Oriental Studies. BRILL. ج. 17. ص. 124, 135. ISBN:978-90-04-16042-2. مؤرشف من الأصل في 2018-09-18. اطلع عليه بتاريخ 2013-02-13.{{استشهاد بموسوعة}}:  صيانة الاستشهاد: علامات ترقيم زائدة (link)
14. ↑  Mary Boyce. Zoroastrians: Their Religious Beliefs and Practices Psychology Press, 2001 (ردمك 0415239028), p. 84 نسخة محفوظة 16 نوفمبر 2018 على موقع واي باك مشين.
15. ↑  Wigram, W. A. (2004)، An introduction to the history of the Assyrian Church, or, The Church of the Sassanid Persian Empire, 100–640 A.D، Gorgias Press، ص. 34، ISBN:1593331037
16. ↑  Dr Stephen H Rapp Jr. The Sasanian World through Georgian Eyes: Caucasia and the Iranian Commonwealth in Late Antique Georgian Literature Ashgate Publishing, Ltd., 28 September 2014. (ردمك 1472425529), p. 160 نسخة محفوظة 03 أغسطس 2018 على موقع واي باك مشين.
17. ↑  Ronald Grigor Suny. The Making of the Georgian Nation Indiana University Press, 1994, (ردمك 0253209153), p. 22 نسخة محفوظة 03 أغسطس 2018 على موقع واي باك مشين.
18. ↑  Roger Rosen, Jeffrey Jay Foxx. The Georgian Republic, Volume 1992 Passport Books, 1992 p. 34 نسخة محفوظة 03 أغسطس 2018 على موقع واي باك مشين.
19. ↑  C. Diehl, The Cambridge Medieval History, vol. IV; See also Schlumberger, Un Emperor byzantin au X siecle, Paris, 1890, p. 83 and 350
20. ↑  Olsson، Joshua T. (2013). "Coup d'état, Coronation and Conversion: Some Reflections on the Adoption of Judaism by the Khazar Khaganate". Journal of the Royal Asiatic Society. ج. 23 ع. 4: 495. DOI:10.1017/S1356186313000266. مؤرشف من الأصل في 2018-12-30. اطلع عليه بتاريخ 2016-10-04.
21. ↑  Koestler، Arthur [بالإنجليزية] (1977) [First published 1976]. The Thirteenth Tribe: The Khazar Empire and Its Heritage. لندن: Pan Books. ص. 18. ISBN:978-0-09-125550-3. مؤرشف من الأصل في 2020-03-23. اطلع عليه بتاريخ 2013-02-10.
22. ↑  Dunlop، Douglas Morton [بالإنجليزية] (1954). History of the Jewish Khazars. نيويورك: Schocken Books. ص. 113. مؤرشف من الأصل في 2020-03-23. اطلع عليه بتاريخ 2013-02-10.
23. ↑  Kurkjian, Vahan M. A History of Armenia hosted by The University of Chicago. New York: Armenian General Benevolent Union of America, 1958 pp. 173-185 نسخة محفوظة 2023-03-27 على موقع واي باك مشين.
24. ↑  Kurdoghlian, Mihran (1996). Hayots Badmoutioun (Armenian History), Volume II (بالأرمنية). Hradaragutiun Azkayin Ousoumnagan Khorhourti, Athens, Greece. pp. 3–7.
25. ↑  Inalcik, Halil. "Erzurum". Encyclopedia of Islam. P. Bearman et al. (eds.) Leiden: Brill, 1965, vol. ii, p. 712.
26. ↑  Whittow، Mark (1996). The Making of Byzantium, 600-1025. Berkeley: University of California Press. ص. 209. ISBN:0-520-20497-2. مؤرشف من الأصل في 2022-04-09.
27. ↑  Ter-Ghevondyan, Aram N [بالإنجليزية] (1977). Армения и apaбcкий Халифат (Armenia and the Arab Caliphate) (بالروسية). Yerevan, Armenian SSR: Armenian Academy of Sciences. pp. 23–58.
28. ↑  René Grousset, Histoire de l'Arménie des origines à 1071, Paris, 1973, pp. 300 - 301 (ردمك 2-228-27130-6)
29. ↑  (بالأرمنية) Vardanyan, Vrezh M. «Թեոդորոս Ռշտունի» (Theodoros Rshtuni). Soviet Armenian Encyclopedia. vol. iv. Yerevan, Armenian SSR: Armenian Academy of Sciences, 1978, p. 172.
30. ↑  Blankinship، Khalid Yahya [بالإنجليزية] (1994). The End of the Jihâd State: The Reign of Hishām ibn ʻAbd al-Malik and the Collapse of the Umayyads. Albany, New York: State University of New York Press. ص. 121–122. ISBN:978-0-7914-1827-7. مؤرشف من الأصل في 2019-12-23.
31. ↑  Dunlop، Douglas M. [بالإنجليزية] (1954). The History of the Jewish Khazars. Princeton, New Jersey: Princeton University Press. ص. 61–62. OCLC:459245222.
32. ↑  Blankinship، Khalid Yahya [بالإنجليزية] (1994). The End of the Jihâd State: The Reign of Hishām ibn ʻAbd al-Malik and the Collapse of the Umayyads. Albany, New York: State University of New York Press. ص. 122. ISBN:978-0-7914-1827-7. مؤرشف من الأصل في 2019-12-23.
33. ↑  Dunlop، Douglas M. [بالإنجليزية] (1954). The History of the Jewish Khazars. Princeton, New Jersey: Princeton University Press. ص. 62–63. OCLC:459245222.
34. ↑  Dunlop، Douglas M. [بالإنجليزية] (1954). The History of the Jewish Khazars. Princeton, New Jersey: Princeton University Press. ص. 63-64. OCLC:459245222.
35. ↑  Brook، Kevin Alan (2006). The Jews of Khazaria, Second Edition. Plymouth: Rowman & Littlefield Publishers, Inc. ص. 127. ISBN:978-0-7425-4982-1. مؤرشف من الأصل في 2016-06-10.
36. ↑  Blankinship، Khalid Yahya [بالإنجليزية] (1994). The End of the Jihâd State: The Reign of Hishām ibn ʻAbd al-Malik and the Collapse of the Umayyads. Albany, New York: State University of New York Press. ص. 149–150. ISBN:978-0-7914-1827-7. مؤرشف من الأصل في 2019-12-23.
37. ↑  Ter-Ghewondyan، Aram [بالإنجليزية] (1976). The Arab Emirates in Bagratid Armenia. Transl. Nina G. Garsoïan. Lisbon: Livraria Bertrand. ص. 20. OCLC:490638192. مؤرشف من الأصل في 2013-10-14.
38. ↑  Blankinship، Khalid Yahya [بالإنجليزية] (1994). The End of the Jihâd State: The Reign of Hishām ibn ʻAbd al-Malik and the Collapse of the Umayyads. State University of New York Press. ص. 107. ISBN:978-0-7914-1827-7. مؤرشف من الأصل في 2019-12-23.
39. ↑  Blankinship، Khalid Yahya [بالإنجليزية] (1994). The End of the Jihâd State: The Reign of Hishām ibn ʻAbd al-Malik and the Collapse of the Umayyads. State University of New York Press. ص. 52 - 54. ISBN:978-0-7914-1827-7. مؤرشف من الأصل في 2019-12-23.
40. ↑  Jones، Lynn (2007). Between Islam and Byzantium: Aght'amar and the Visual Construction of Medieval Armenian Rulership. Ashgate Publishing, Ltd. ص. 1–2. ISBN:0754638529.

## وصلات خارجيَّة
- فُتُوح المُسلمين لِبلاد الشَّام وأرمينيا. قراءة في مُصنَّف المُؤرِّخ الأرمني «سيبيوس» – بقلم الدكتور حاتم الطحَّاوي. دار عين لِلدراسات والبُحُوث الإنسانيَّة والاجتماعيَّة.
- أشهر قادة فتح كوردستان في العصر الإسلامي الأوَّل. بِقلم أ.م.د. أحمد ميرزا ميرزا. بحث في مجلَّة كُليَّة العُلُوم الإسلاميَّة، المُجلَّد الثامن: 1435هـ - 2014م.
- دُخُول الإسلام بلاد القوقاز والاستعمار الروسي حتَّى القرن الثامن عشر. من موسوعة مُقاتل من الصحراء.